# Eerste divisie 1981/82/Wedstrijden
De wedstrijden van het Nederlandse Eerste divisie voetbal uit het seizoen 1981/82 was het 26e seizoen van de één-na-hoogste professionele Nederlandse voetbalcompetitie voor mannen. Het seizoen bestond uit 34 speelronden van elk negen wedstrijden. De competitie begon op 15 augustus 1981 en duurde tot 20 mei 1982.

## Speelronde 1
|                  |                  |       |                                          |                                                                              |
| 15 augustus 1981 | Heracles '74     | 1 – 2 | FC Wageningen                            | Stadion: Bornsestraat, Almelo Toeschouwers: 3500 Scheidsrechter: Cees Bakker |
| 15 augustus 1981 | Hans Bossink 24' |       | 12' (e.d.) Kalle Oranen 54' Ben Rietveld | Stadion: Bornsestraat, Almelo Toeschouwers: 3500 Scheidsrechter: Cees Bakker |
| 15 augustus 1981 |                  |       |                                          | Stadion: Bornsestraat, Almelo Toeschouwers: 3500 Scheidsrechter: Cees Bakker |
| 15 augustus 1981 |                  |       |                                          | Stadion: Bornsestraat, Almelo Toeschouwers: 3500 Scheidsrechter: Cees Bakker |
|                  |                  |       |                                          |                                                                              |

|                  |                    |       |         |                                                                      |
| 15 augustus 1981 | SVV                | 1 – 0 | Telstar | Stadion: Harga, Schiedam Toeschouwers: 2500 Scheidsrechter: Jan Hobé |
| 15 augustus 1981 | Richard Dercks 18' |       |         | Stadion: Harga, Schiedam Toeschouwers: 2500 Scheidsrechter: Jan Hobé |
| 15 augustus 1981 |                    |       |         | Stadion: Harga, Schiedam Toeschouwers: 2500 Scheidsrechter: Jan Hobé |
| 15 augustus 1981 |                    |       |         | Stadion: Harga, Schiedam Toeschouwers: 2500 Scheidsrechter: Jan Hobé |
|                  |                    |       |         |                                                                      |

|                  |                                   |       |                 |                                                                                  |
| 15 augustus 1981 | SC Veendam                        | 2 – 0 | Fortuna Sittard | Stadion: De Langeleegte, Veendam Toeschouwers: 5100 Scheidsrechter: Rob Broekman |
| 15 augustus 1981 | Wim Swart 51' Henk Schoonbeek 88' |       |                 | Stadion: De Langeleegte, Veendam Toeschouwers: 5100 Scheidsrechter: Rob Broekman |
| 15 augustus 1981 |                                   |       |                 | Stadion: De Langeleegte, Veendam Toeschouwers: 5100 Scheidsrechter: Rob Broekman |
| 15 augustus 1981 |                                   |       |                 | Stadion: De Langeleegte, Veendam Toeschouwers: 5100 Scheidsrechter: Rob Broekman |
|                  |                                   |       |                 |                                                                                  |

|                  |                                                   |       |                                         |                                                                                    |
| 15 augustus 1981 | SC Cambuur                                        | 3 – 2 | SC Amersfoort                           | Stadion: Cambuurstadion, Leeuwarden Toeschouwers: 5300 Scheidsrechter: Hans Folmer |
| 15 augustus 1981 | Jan Ferwerda 56' Henk de Groot 66' Mark Payne 81' |       | 45' (pen.) Fillie Kraak 48' Ton Gruters | Stadion: Cambuurstadion, Leeuwarden Toeschouwers: 5300 Scheidsrechter: Hans Folmer |
| 15 augustus 1981 |                                                   |       |                                         | Stadion: Cambuurstadion, Leeuwarden Toeschouwers: 5300 Scheidsrechter: Hans Folmer |
| 15 augustus 1981 |                                                   |       |                                         | Stadion: Cambuurstadion, Leeuwarden Toeschouwers: 5300 Scheidsrechter: Hans Folmer |
|                  |                                                   |       |                                         |                                                                                    |

|                  |                                                                                  |       |                                    |                                                                             |
| 15 augustus 1981 | FC VVV                                                                           | 4 – 2 | Excelsior                          | Stadion: De Koel, Venlo Toeschouwers: 5200 Scheidsrechter: George Oetelmans |
| 15 augustus 1981 | Peter Ressel 14' Ton Pattinama 42' (e.d.) Mario Verlijsdonk 49' Bert Riether 88' |       | 22' Frans Struis 39' Graeme Rutjes | Stadion: De Koel, Venlo Toeschouwers: 5200 Scheidsrechter: George Oetelmans |
| 15 augustus 1981 |                                                                                  |       |                                    | Stadion: De Koel, Venlo Toeschouwers: 5200 Scheidsrechter: George Oetelmans |
| 15 augustus 1981 |                                                                                  |       |                                    | Stadion: De Koel, Venlo Toeschouwers: 5200 Scheidsrechter: George Oetelmans |
|                  |                                                                                  |       |                                    |                                                                             |

|                  |                         |       |             |                                                                                |
| 15 augustus 1981 | Helmond Sport           | 1 – 0 | FC Volendam | Stadion: De Braak, Helmond Toeschouwers: 5000 Scheidsrechter: Rob Mittelmeijer |
| 15 augustus 1981 | Johan van der Hooft 55' |       |             | Stadion: De Braak, Helmond Toeschouwers: 5000 Scheidsrechter: Rob Mittelmeijer |
| 15 augustus 1981 |                         |       |             | Stadion: De Braak, Helmond Toeschouwers: 5000 Scheidsrechter: Rob Mittelmeijer |
| 15 augustus 1981 |                         |       |             | Stadion: De Braak, Helmond Toeschouwers: 5000 Scheidsrechter: Rob Mittelmeijer |
|                  |                         |       |             |                                                                                |

|                  |                  |                   |               |                                                                                    |
| 15 augustus 1981 | FC Den Bosch '67 | 0 – 1             | sc Heerenveen | Stadion: De Vliert, 's-Hertogenbosch Toeschouwers: 3000 Scheidsrechter: Peter Gans |
| 15 augustus 1981 |                  | 61' Koko Hoekstra |               | Stadion: De Vliert, 's-Hertogenbosch Toeschouwers: 3000 Scheidsrechter: Peter Gans |
| 15 augustus 1981 |                  |                   |               | Stadion: De Vliert, 's-Hertogenbosch Toeschouwers: 3000 Scheidsrechter: Peter Gans |
| 15 augustus 1981 |                  |                   |               | Stadion: De Vliert, 's-Hertogenbosch Toeschouwers: 3000 Scheidsrechter: Peter Gans |
|                  |                  |                   |               |                                                                                    |

|                  |                                           |       |                                |                                                                           |
| 15 augustus 1981 | Eindhoven                                 | 2 – 2 | Vitesse                        | Stadion: Aalsterweg, Eindhoven Toeschouwers: 2600 Scheidsrechter: Jo Boss |
| 15 augustus 1981 | Henk Bloemers 26' Adrie van Rijsingen 60' |       | 52' (pen.), 60' Dick Schneider | Stadion: Aalsterweg, Eindhoven Toeschouwers: 2600 Scheidsrechter: Jo Boss |
| 15 augustus 1981 |                                           |       |                                | Stadion: Aalsterweg, Eindhoven Toeschouwers: 2600 Scheidsrechter: Jo Boss |
| 15 augustus 1981 |                                           |       |                                | Stadion: Aalsterweg, Eindhoven Toeschouwers: 2600 Scheidsrechter: Jo Boss |
|                  |                                           |       |                                |                                                                           |

|                  |                             |       |                | |
| 16 augustus 1981 | FC Amsterdam                | 1 – 1 | DS '79         | Stadion: Olympisch Stadion (bijveld), Amsterdam Toeschouwers: 2200 Scheidsrechter: John Blankenstein |
| 16 augustus 1981 | Philip uit den Boogaard 28' |       | 59' Anne Evers | Stadion: Olympisch Stadion (bijveld), Amsterdam Toeschouwers: 2200 Scheidsrechter: John Blankenstein |
| 16 augustus 1981 |                             |       |                | Stadion: Olympisch Stadion (bijveld), Amsterdam Toeschouwers: 2200 Scheidsrechter: John Blankenstein |
| 16 augustus 1981 |                             |       |                | Stadion: Olympisch Stadion (bijveld), Amsterdam Toeschouwers: 2200 Scheidsrechter: John Blankenstein |
|                  |                             |       |                | |

## Speelronde 2
|                  |                                                                |       |                                |                                                                                    |
| 19 augustus 1981 | SC Amersfoort                                                  | 4 – 2 | Heracles '74                   | Stadion: Birkhoven, Amersfoort Toeschouwers: 3000 Scheidsrechter: Huug van der Ent |
| 19 augustus 1981 | Ton Gruters 10' Marco Cabo 31' Piet Struik 61' Ton Gruters 88' |       | 53' Kalle Oranen 89' Paul Kerr | Stadion: Birkhoven, Amersfoort Toeschouwers: 3000 Scheidsrechter: Huug van der Ent |
| 19 augustus 1981 |                                                                |       |                                | Stadion: Birkhoven, Amersfoort Toeschouwers: 3000 Scheidsrechter: Huug van der Ent |
| 19 augustus 1981 |                                                                |       |                                | Stadion: Birkhoven, Amersfoort Toeschouwers: 3000 Scheidsrechter: Huug van der Ent |
|                  |                                                                |       |                                |                                                                                    |

|                  |                     |       |              |                                                                                |
| 19 augustus 1981 | Excelsior           | 1 – 0 | FC Amsterdam | Stadion: Woudestein, Rotterdam Toeschouwers: 1800 Scheidsrechter: Rob Broekman |
| 19 augustus 1981 | Henk van Goozen 71' |       |              | Stadion: Woudestein, Rotterdam Toeschouwers: 1800 Scheidsrechter: Rob Broekman |
| 19 augustus 1981 |                     |       |              | Stadion: Woudestein, Rotterdam Toeschouwers: 1800 Scheidsrechter: Rob Broekman |
| 19 augustus 1981 |                     |       |              | Stadion: Woudestein, Rotterdam Toeschouwers: 1800 Scheidsrechter: Rob Broekman |
|                  |                     |       |              |                                                                                |

|                  |                                                                                                |       |                                |                                                                                     |
| 19 augustus 1981 | Fortuna Sittard                                                                                | 5 – 3 | FC VVV                         | Stadion: De Baandert, Sittard Toeschouwers: 8000 Scheidsrechter: Ignace van Swieten |
| 19 augustus 1981 | Huub Smeets 1' Wim Koevermans 6' Hans Zuidersma 53' Mario Eleveld 59' Theo van Well 88' (pen.) |       | Ger van Rosmalen Willy Bothmer | Stadion: De Baandert, Sittard Toeschouwers: 8000 Scheidsrechter: Ignace van Swieten |
| 19 augustus 1981 |                                                                                                |       |                                | Stadion: De Baandert, Sittard Toeschouwers: 8000 Scheidsrechter: Ignace van Swieten |
| 19 augustus 1981 |                                                                                                |       |                                | Stadion: De Baandert, Sittard Toeschouwers: 8000 Scheidsrechter: Ignace van Swieten |
|                  |                                                                                                |       |                                |                                                                                     |

|                  |                |       |                                                           |                                                                                           |
| 19 augustus 1981 | sc Heerenveen  | 1 – 3 | Helmond Sport                                             | Stadion: Gemeentelijk Sportpark, Heerenveen Toeschouwers: 6000 Scheidsrechter: Jan Manuel |
| 19 augustus 1981 | Eddy Bosman 2' |       | 32' Johan van der Hooft 34' Robert Cox 78' Piet Schilders | Stadion: Gemeentelijk Sportpark, Heerenveen Toeschouwers: 6000 Scheidsrechter: Jan Manuel |
| 19 augustus 1981 |                |       |                                                           | Stadion: Gemeentelijk Sportpark, Heerenveen Toeschouwers: 6000 Scheidsrechter: Jan Manuel |
| 19 augustus 1981 |                |       |                                                           | Stadion: Gemeentelijk Sportpark, Heerenveen Toeschouwers: 6000 Scheidsrechter: Jan Manuel |
|                  |                |       |                                                           |                                                                                           |

|                  |                                           |       |                       |                                                                                          |
| 19 augustus 1981 | Vitesse                                   | 2 – 1 | FC Den Bosch '67      | Stadion: Nieuw-Monnikenhuize, Arnhem Toeschouwers: 4000 Scheidsrechter: George Oetelmans |
| 19 augustus 1981 | Ron van Oosterom 21' Hans Bleijenberg 79' |       | 61' Roger Schouwenaar | Stadion: Nieuw-Monnikenhuize, Arnhem Toeschouwers: 4000 Scheidsrechter: George Oetelmans |
| 19 augustus 1981 |                                           |       |                       | Stadion: Nieuw-Monnikenhuize, Arnhem Toeschouwers: 4000 Scheidsrechter: George Oetelmans |
| 19 augustus 1981 |                                           |       |                       | Stadion: Nieuw-Monnikenhuize, Arnhem Toeschouwers: 4000 Scheidsrechter: George Oetelmans |
|                  |                                           |       |                       |                                                                                          |

|                  |                  |       |                    |                                                                                             |
| 19 augustus 1981 | FC Wageningen    | 1 – 1 | Eindhoven          | Stadion: De Wageningse Berg, Wageningen Toeschouwers: 4500 Scheidsrechter: Rob Mittelmeijer |
| 19 augustus 1981 | Ben Rietveld 43' |       | 27' Albert Aaftink | Stadion: De Wageningse Berg, Wageningen Toeschouwers: 4500 Scheidsrechter: Rob Mittelmeijer |
| 19 augustus 1981 |                  |       |                    | Stadion: De Wageningse Berg, Wageningen Toeschouwers: 4500 Scheidsrechter: Rob Mittelmeijer |
| 19 augustus 1981 |                  |       |                    | Stadion: De Wageningse Berg, Wageningen Toeschouwers: 4500 Scheidsrechter: Rob Mittelmeijer |
|                  |                  |       |                    |                                                                                             |

|                  |                                                          |       |            |                                                                                |
| 19 augustus 1981 | Telstar                                                  | 3 – 0 | SC Veendam | Stadion: Schoonenberg, Velsen Toeschouwers: 1800 Scheidsrechter: Dick van Riel |
| 19 augustus 1981 | Floor Buma 41' Joy Sint Jago 52' Ton Kamphues 59' (pen.) |       |            | Stadion: Schoonenberg, Velsen Toeschouwers: 1800 Scheidsrechter: Dick van Riel |
| 19 augustus 1981 |                                                          |       |            | Stadion: Schoonenberg, Velsen Toeschouwers: 1800 Scheidsrechter: Dick van Riel |
| 19 augustus 1981 |                                                          |       |            | Stadion: Schoonenberg, Velsen Toeschouwers: 1800 Scheidsrechter: Dick van Riel |
|                  |                                                          |       |            |                                                                                |

|                  |                |       |                    |                                                                                       |
| 19 augustus 1981 | FC Volendam    | 1 – 1 | SVV                | Stadion: Volendam Stadion, Volendam Toeschouwers: 2000 Scheidsrechter: Arie de Munnik |
| 19 augustus 1981 | Jaap Braan 76' |       | 20' Darcey Kaihatu | Stadion: Volendam Stadion, Volendam Toeschouwers: 2000 Scheidsrechter: Arie de Munnik |
| 19 augustus 1981 |                |       |                    | Stadion: Volendam Stadion, Volendam Toeschouwers: 2000 Scheidsrechter: Arie de Munnik |
| 19 augustus 1981 |                |       |                    | Stadion: Volendam Stadion, Volendam Toeschouwers: 2000 Scheidsrechter: Arie de Munnik |
|                  |                |       |                    |                                                                                       |

|                  |        |       |            |                                                                            |
| 2 september 1981 | DS '79 | 0 – 0 | SC Cambuur | Stadion: Krommedijk, Dordrecht Toeschouwers: 4500 Scheidsrechter: Jan Hobé |
| 2 september 1981 |        |       |            | Stadion: Krommedijk, Dordrecht Toeschouwers: 4500 Scheidsrechter: Jan Hobé |
| 2 september 1981 |        |       |            | Stadion: Krommedijk, Dordrecht Toeschouwers: 4500 Scheidsrechter: Jan Hobé |
| 2 september 1981 |        |       |            | Stadion: Krommedijk, Dordrecht Toeschouwers: 4500 Scheidsrechter: Jan Hobé |
|                  |        |       |            |                                                                            |

## Speelronde 3
|                  |                                         |       |                                                |                                                                                |
| 22 augustus 1981 | Heracles '74                            | 2 – 2 | Eindhoven                                      | Stadion: Bornsestraat, Almelo Toeschouwers: 3000 Scheidsrechter: Chris Verhoef |
| 22 augustus 1981 | Hannes Lalopua 45' Rob Poell 86' (pen.) |       | 22' Fred van der Vleut 53' Adrie van Rijsingen | Stadion: Bornsestraat, Almelo Toeschouwers: 3000 Scheidsrechter: Chris Verhoef |
| 22 augustus 1981 |                                         |       |                                                | Stadion: Bornsestraat, Almelo Toeschouwers: 3000 Scheidsrechter: Chris Verhoef |
| 22 augustus 1981 |                                         |       |                                                | Stadion: Bornsestraat, Almelo Toeschouwers: 3000 Scheidsrechter: Chris Verhoef |
|                  |                                         |       |                                                |                                                                                |

|                  |               |       |            |                                                                                       |
| 22 augustus 1981 | FC Wageningen | 0 – 0 | SC Cambuur | Stadion: De Wageningse Berg, Wageningen Toeschouwers: 3000 Scheidsrechter: Peter Gans |
| 22 augustus 1981 |               |       |            | Stadion: De Wageningse Berg, Wageningen Toeschouwers: 3000 Scheidsrechter: Peter Gans |
| 22 augustus 1981 |               |       |            | Stadion: De Wageningse Berg, Wageningen Toeschouwers: 3000 Scheidsrechter: Peter Gans |
| 22 augustus 1981 |               |       |            | Stadion: De Wageningse Berg, Wageningen Toeschouwers: 3000 Scheidsrechter: Peter Gans |
|                  |               |       |            |                                                                                       |

|                  |               |       |              |                                                                               |
| 22 augustus 1981 | SC Amersfoort | 0 – 0 | FC Amsterdam | Stadion: Birkhoven, Amersfoort Toeschouwers: 2100 Scheidsrechter: Cees Bakker |
| 22 augustus 1981 |               |       |              | Stadion: Birkhoven, Amersfoort Toeschouwers: 2100 Scheidsrechter: Cees Bakker |
| 22 augustus 1981 |               |       |              | Stadion: Birkhoven, Amersfoort Toeschouwers: 2100 Scheidsrechter: Cees Bakker |
| 22 augustus 1981 |               |       |              | Stadion: Birkhoven, Amersfoort Toeschouwers: 2100 Scheidsrechter: Cees Bakker |
|                  |               |       |              |                                                                               |

|                  |                  |       |                |                                                                                  |
| 22 augustus 1981 | DS '79           | 1 – 1 | FC VVV         | Stadion: Krommedijk, Dordrecht Toeschouwers: 4500 Scheidsrechter: Bouke Draaisma |
| 22 augustus 1981 | Jan de Bruin 90' |       | 19' Hans Coort | Stadion: Krommedijk, Dordrecht Toeschouwers: 4500 Scheidsrechter: Bouke Draaisma |
| 22 augustus 1981 |                  |       |                | Stadion: Krommedijk, Dordrecht Toeschouwers: 4500 Scheidsrechter: Bouke Draaisma |
| 22 augustus 1981 |                  |       |                | Stadion: Krommedijk, Dordrecht Toeschouwers: 4500 Scheidsrechter: Bouke Draaisma |
|                  |                  |       |                |                                                                                  |

|                  |                                    |       |     |                                                                             |
| 22 augustus 1981 | Fortuna Sittard                    | 2 – 0 | SVV | Stadion: De Baandert, Sittard Toeschouwers: 6000 Scheidsrechter: Jan Manuel |
| 22 augustus 1981 | Huub Smeets 63' Hans Zuidersma 66' |       |     | Stadion: De Baandert, Sittard Toeschouwers: 6000 Scheidsrechter: Jan Manuel |
| 22 augustus 1981 |                                    |       |     | Stadion: De Baandert, Sittard Toeschouwers: 6000 Scheidsrechter: Jan Manuel |
| 22 augustus 1981 |                                    |       |     | Stadion: De Baandert, Sittard Toeschouwers: 6000 Scheidsrechter: Jan Manuel |
|                  |                                    |       |     |                                                                             |

|                  |                |       |                  |                                                                                |
| 22 augustus 1981 | Telstar        | 1 – 1 | Helmond Sport    | Stadion: Schoonenberg, Velsen Toeschouwers: 3000 Scheidsrechter: Martin Bannet |
| 22 augustus 1981 | Floor Buma 26' |       | 54' Erwin Cramer | Stadion: Schoonenberg, Velsen Toeschouwers: 3000 Scheidsrechter: Martin Bannet |
| 22 augustus 1981 |                |       |                  | Stadion: Schoonenberg, Velsen Toeschouwers: 3000 Scheidsrechter: Martin Bannet |
| 22 augustus 1981 |                |       |                  | Stadion: Schoonenberg, Velsen Toeschouwers: 3000 Scheidsrechter: Martin Bannet |
|                  |                |       |                  |                                                                                |

|                  |                 |       |                                       |                                                                                                  |
| 22 augustus 1981 | sc Heerenveen   | 1 – 2 | Vitesse                               | Stadion: Gemeentelijk Sportpark, Heerenveen Toeschouwers: 5000 Scheidsrechter: John Blankenstein |
| 22 augustus 1981 | Bert Gotink 57' |       | 38' Wim van Dongen 59' Jurrie Koolhof | Stadion: Gemeentelijk Sportpark, Heerenveen Toeschouwers: 5000 Scheidsrechter: John Blankenstein |
| 22 augustus 1981 |                 |       |                                       | Stadion: Gemeentelijk Sportpark, Heerenveen Toeschouwers: 5000 Scheidsrechter: John Blankenstein |
| 22 augustus 1981 |                 |       |                                       | Stadion: Gemeentelijk Sportpark, Heerenveen Toeschouwers: 5000 Scheidsrechter: John Blankenstein |
|                  |                 |       |                                       |                                                                                                  |

|                  |                                        |       |            |                                                                                |
| 23 augustus 1981 | Excelsior                              | 2 – 0 | SC Veendam | Stadion: Woudestein, Rotterdam Toeschouwers: 2100 Scheidsrechter: Jan Severein |
| 23 augustus 1981 | Henk van Goozen 51' Makkie Nijssen 68' |       |            | Stadion: Woudestein, Rotterdam Toeschouwers: 2100 Scheidsrechter: Jan Severein |
| 23 augustus 1981 |                                        |       |            | Stadion: Woudestein, Rotterdam Toeschouwers: 2100 Scheidsrechter: Jan Severein |
| 23 augustus 1981 |                                        |       |            | Stadion: Woudestein, Rotterdam Toeschouwers: 2100 Scheidsrechter: Jan Severein |
|                  |                                        |       |            |                                                                                |

|                  |             |       |                                  |                                                                                 |
| 23 augustus 1981 | FC Volendam | 1 – 2 | FC Den Bosch '67                 | Stadion: Volendam Stadion, Volendam Toeschouwers: 3000 Scheidsrechter: Jan Hobé |
| 23 augustus 1981 | Wim Tol 21' |       | 61' Martin Breuer 63' Arie Kroon | Stadion: Volendam Stadion, Volendam Toeschouwers: 3000 Scheidsrechter: Jan Hobé |
| 23 augustus 1981 |             |       |                                  | Stadion: Volendam Stadion, Volendam Toeschouwers: 3000 Scheidsrechter: Jan Hobé |
| 23 augustus 1981 |             |       |                                  | Stadion: Volendam Stadion, Volendam Toeschouwers: 3000 Scheidsrechter: Jan Hobé |
|                  |             |       |                                  |                                                                                 |

## Speelronde 4
|                  |                  |       |               |                                                                                       |
| 26 augustus 1981 | SC Cambuur       | 1 – 1 | Heracles '74  | Stadion: Cambuurstadion, Leeuwarden Toeschouwers: 6000 Scheidsrechter: Arie de Munnik |
| 26 augustus 1981 | Johan Groote 13' |       | 39' Rob Poell | Stadion: Cambuurstadion, Leeuwarden Toeschouwers: 6000 Scheidsrechter: Arie de Munnik |
| 26 augustus 1981 |                  |       |               | Stadion: Cambuurstadion, Leeuwarden Toeschouwers: 6000 Scheidsrechter: Arie de Munnik |
| 26 augustus 1981 |                  |       |               | Stadion: Cambuurstadion, Leeuwarden Toeschouwers: 6000 Scheidsrechter: Arie de Munnik |
|                  |                  |       |               |                                                                                       |

|                  |                                                |       |                       |                                                                                                  |
| 26 augustus 1981 | FC Amsterdam                                   | 2 – 1 | FC Wageningen         | Stadion: Olympisch Stadion (bijveld), Amsterdam Toeschouwers: 500 Scheidsrechter: Charles Corver |
| 26 augustus 1981 | Fred Bischot 34' (pen.) Marcel Hartman Kok 59' |       | 58' Cees van den Berg | Stadion: Olympisch Stadion (bijveld), Amsterdam Toeschouwers: 500 Scheidsrechter: Charles Corver |
| 26 augustus 1981 |                                                |       |                       | Stadion: Olympisch Stadion (bijveld), Amsterdam Toeschouwers: 500 Scheidsrechter: Charles Corver |
| 26 augustus 1981 |                                                |       |                       | Stadion: Olympisch Stadion (bijveld), Amsterdam Toeschouwers: 500 Scheidsrechter: Charles Corver |
|                  |                                                |       |                       |                                                                                                  |

|                  |                    |       |                 |                                                                     |
| 26 augustus 1981 | FC VVV             | 1 – 1 | SC Amersfoort   | Stadion: De Koel, Venlo Toeschouwers: 6500 Scheidsrechter: Jan Hobé |
| 26 augustus 1981 | Glenn Goulding 76' |       | 47' Piet Struik | Stadion: De Koel, Venlo Toeschouwers: 6500 Scheidsrechter: Jan Hobé |
| 26 augustus 1981 |                    |       |                 | Stadion: De Koel, Venlo Toeschouwers: 6500 Scheidsrechter: Jan Hobé |
| 26 augustus 1981 |                    |       |                 | Stadion: De Koel, Venlo Toeschouwers: 6500 Scheidsrechter: Jan Hobé |
|                  |                    |       |                 |                                                                     |

|                  |                    |       |                  |                                                                                   |
| 26 augustus 1981 | SC Veendam         | 2 – 1 | DS '79           | Stadion: De Langeleegte, Veendam Toeschouwers: 4100 Scheidsrechter: Wil de Vrieze |
| 26 augustus 1981 | Rudy Metz 66', 71' |       | 26' Jan de Bruin | Stadion: De Langeleegte, Veendam Toeschouwers: 4100 Scheidsrechter: Wil de Vrieze |
| 26 augustus 1981 |                    |       |                  | Stadion: De Langeleegte, Veendam Toeschouwers: 4100 Scheidsrechter: Wil de Vrieze |
| 26 augustus 1981 |                    |       |                  | Stadion: De Langeleegte, Veendam Toeschouwers: 4100 Scheidsrechter: Wil de Vrieze |
|                  |                    |       |                  |                                                                                   |

|                  |                        |       |                 |                                                                          |
| 26 augustus 1981 | Helmond Sport          | 1 – 0 | Fortuna Sittard | Stadion: De Braak, Helmond Toeschouwers: 8100 Scheidsrechter: Peter Gans |
| 26 augustus 1981 | Johan van der Hooft 6' |       |                 | Stadion: De Braak, Helmond Toeschouwers: 8100 Scheidsrechter: Peter Gans |
| 26 augustus 1981 |                        |       |                 | Stadion: De Braak, Helmond Toeschouwers: 8100 Scheidsrechter: Peter Gans |
| 26 augustus 1981 |                        |       |                 | Stadion: De Braak, Helmond Toeschouwers: 8100 Scheidsrechter: Peter Gans |
|                  |                        |       |                 |                                                                          |

|                  | |       |         |                                                                                            |
| 26 augustus 1981 | FC Den Bosch '67 | 7 – 0 | Telstar | Stadion: De Vliert, 's-Hertogenbosch Toeschouwers: 2500 Scheidsrechter: Ignace van Swieten |
| 26 augustus 1981 | Wessel van den Bosch 11', 89' Arie Romijn 43', 57' Wim van der Horst 46' Dick Salm 48' (pen.) Wim van der Steene 88' |       |         | Stadion: De Vliert, 's-Hertogenbosch Toeschouwers: 2500 Scheidsrechter: Ignace van Swieten |
| 26 augustus 1981 | |       |         | Stadion: De Vliert, 's-Hertogenbosch Toeschouwers: 2500 Scheidsrechter: Ignace van Swieten |
| 26 augustus 1981 | |       |         | Stadion: De Vliert, 's-Hertogenbosch Toeschouwers: 2500 Scheidsrechter: Ignace van Swieten |
|                  | |       |         |                                                                                            |

|                  |                           |       |              |                                                                                    |
| 26 augustus 1981 | Vitesse                   | 1 – 1 | FC Volendam  | Stadion: Nieuw-Monnikenhuize, Arnhem Toeschouwers: 4500 Scheidsrechter: Bep Thomas |
| 26 augustus 1981 | Dick Schneider 76' (pen.) |       | 85' René Tol | Stadion: Nieuw-Monnikenhuize, Arnhem Toeschouwers: 4500 Scheidsrechter: Bep Thomas |
| 26 augustus 1981 |                           |       |              | Stadion: Nieuw-Monnikenhuize, Arnhem Toeschouwers: 4500 Scheidsrechter: Bep Thomas |
| 26 augustus 1981 |                           |       |              | Stadion: Nieuw-Monnikenhuize, Arnhem Toeschouwers: 4500 Scheidsrechter: Bep Thomas |
|                  |                           |       |              |                                                                                    |

|                  |                                                   |       |                          |                                                                               |
| 26 augustus 1981 | Eindhoven                                         | 2 – 1 | sc Heerenveen            | Stadion: Aalsterweg, Eindhoven Toeschouwers: 3100 Scheidsrechter: Hans Folmer |
| 26 augustus 1981 | Christ Bruinen 31' (pen.) Jacques van der Pas 89' |       | 56' (e.d.) Henk Bloemers | Stadion: Aalsterweg, Eindhoven Toeschouwers: 3100 Scheidsrechter: Hans Folmer |
| 26 augustus 1981 |                                                   |       |                          | Stadion: Aalsterweg, Eindhoven Toeschouwers: 3100 Scheidsrechter: Hans Folmer |
| 26 augustus 1981 |                                                   |       |                          | Stadion: Aalsterweg, Eindhoven Toeschouwers: 3100 Scheidsrechter: Hans Folmer |
|                  |                                                   |       |                          |                                                                               |

|                  |                                         |       |                                          |                                                                               |
| 27 augustus 1981 | SVV                                     | 2 – 2 | Excelsior                                | Stadion: Harga, Schiedam Toeschouwers: 7000 Scheidsrechter: John Blankenstein |
| 27 augustus 1981 | Leen Warnaar 60' (pen.) Paul Koolen 83' |       | 25' Ton van der Padt 87' Henk van Goozen | Stadion: Harga, Schiedam Toeschouwers: 7000 Scheidsrechter: John Blankenstein |
| 27 augustus 1981 |                                         |       |                                          | Stadion: Harga, Schiedam Toeschouwers: 7000 Scheidsrechter: John Blankenstein |
| 27 augustus 1981 |                                         |       |                                          | Stadion: Harga, Schiedam Toeschouwers: 7000 Scheidsrechter: John Blankenstein |
|                  |                                         |       |                                          |                                                                               |

## Speelronde 5
|                  |                   |       |           |                                                                                    |
| 29 augustus 1981 | SC Cambuur        | 1 – 0 | Eindhoven | Stadion: Cambuurstadion, Leeuwarden Toeschouwers: 5500 Scheidsrechter: Cees Bakker |
| 29 augustus 1981 | Hans Erkelens 51' |       |           | Stadion: Cambuurstadion, Leeuwarden Toeschouwers: 5500 Scheidsrechter: Cees Bakker |
| 29 augustus 1981 |                   |       |           | Stadion: Cambuurstadion, Leeuwarden Toeschouwers: 5500 Scheidsrechter: Cees Bakker |
| 29 augustus 1981 |                   |       |           | Stadion: Cambuurstadion, Leeuwarden Toeschouwers: 5500 Scheidsrechter: Cees Bakker |
|                  |                   |       |           |                                                                                    |

|                  |                          |       |              |                                                                                 |
| 29 augustus 1981 | Heracles '74             | 2 – 0 | FC Amsterdam | Stadion: Bornsestraat, Almelo Toeschouwers: 2500 Scheidsrechter: Bouke Draaisma |
| 29 augustus 1981 | Han Unaola 38' Rob Poell |       |              | Stadion: Bornsestraat, Almelo Toeschouwers: 2500 Scheidsrechter: Bouke Draaisma |
| 29 augustus 1981 |                          |       |              | Stadion: Bornsestraat, Almelo Toeschouwers: 2500 Scheidsrechter: Bouke Draaisma |
| 29 augustus 1981 |                          |       |              | Stadion: Bornsestraat, Almelo Toeschouwers: 2500 Scheidsrechter: Bouke Draaisma |
|                  |                          |       |              |                                                                                 |

|                  |               |       |        |                                                                                              |
| 29 augustus 1981 | FC Wageningen | 0 – 0 | FC VVV | Stadion: De Wageningse Berg, Wageningen Toeschouwers: 3500 Scheidsrechter: John Blankenstein |
| 29 augustus 1981 |               |       |        | Stadion: De Wageningse Berg, Wageningen Toeschouwers: 3500 Scheidsrechter: John Blankenstein |
| 29 augustus 1981 |               |       |        | Stadion: De Wageningse Berg, Wageningen Toeschouwers: 3500 Scheidsrechter: John Blankenstein |
| 29 augustus 1981 |               |       |        | Stadion: De Wageningse Berg, Wageningen Toeschouwers: 3500 Scheidsrechter: John Blankenstein |
|                  |               |       |        |                                                                                              |

|                  |                                                     |       |            |                                                                                    |
| 29 augustus 1981 | SC Amersfoort                                       | 3 – 0 | SC Veendam | Stadion: Birkhoven, Amersfoort Toeschouwers: 4500 Scheidsrechter: Rob Mittelmeijer |
| 29 augustus 1981 | Marco Cabo 32' Ton Gruters 45' Rik van den Boog 76' |       |            | Stadion: Birkhoven, Amersfoort Toeschouwers: 4500 Scheidsrechter: Rob Mittelmeijer |
| 29 augustus 1981 |                                                     |       |            | Stadion: Birkhoven, Amersfoort Toeschouwers: 4500 Scheidsrechter: Rob Mittelmeijer |
| 29 augustus 1981 |                                                     |       |            | Stadion: Birkhoven, Amersfoort Toeschouwers: 4500 Scheidsrechter: Rob Mittelmeijer |
|                  |                                                     |       |            |                                                                                    |

|                  |                       |       |                                                      |                                                                                      |
| 29 augustus 1981 | DS '79                | 1 – 3 | SVV                                                  | Stadion: Krommedijk, Dordrecht Toeschouwers: 5300 Scheidsrechter: Chris van der Laar |
| 29 augustus 1981 | Jacques den Bakker 5' |       | 21' Johan Versluis 29' Ferry Meerhof 34' Henk Salari | Stadion: Krommedijk, Dordrecht Toeschouwers: 5300 Scheidsrechter: Chris van der Laar |
| 29 augustus 1981 |                       |       |                                                      | Stadion: Krommedijk, Dordrecht Toeschouwers: 5300 Scheidsrechter: Chris van der Laar |
| 29 augustus 1981 |                       |       |                                                      | Stadion: Krommedijk, Dordrecht Toeschouwers: 5300 Scheidsrechter: Chris van der Laar |
|                  |                       |       |                                                      |                                                                                      |

|                  |                    |       |                  |                                                                                |
| 29 augustus 1981 | Fortuna Sittard    | 1 – 0 | FC Den Bosch '67 | Stadion: De Baandert, Sittard Toeschouwers: 5100 Scheidsrechter: Dick van Riel |
| 29 augustus 1981 | Hans Zuidersma 64' |       |                  | Stadion: De Baandert, Sittard Toeschouwers: 5100 Scheidsrechter: Dick van Riel |
| 29 augustus 1981 |                    |       |                  | Stadion: De Baandert, Sittard Toeschouwers: 5100 Scheidsrechter: Dick van Riel |
| 29 augustus 1981 |                    |       |                  | Stadion: De Baandert, Sittard Toeschouwers: 5100 Scheidsrechter: Dick van Riel |
|                  |                    |       |                  |                                                                                |

|                  |                                    |       |                 |                                                                             |
| 29 augustus 1981 | Telstar                            | 2 – 1 | Vitesse         | Stadion: Schoonenberg, Velsen Toeschouwers: 1800 Scheidsrechter: Jan Manuel |
| 29 augustus 1981 | Ton Kamphues 45' Henk ten Cate 58' |       | 60' Wim Meijers | Stadion: Schoonenberg, Velsen Toeschouwers: 1800 Scheidsrechter: Jan Manuel |
| 29 augustus 1981 |                                    |       |                 | Stadion: Schoonenberg, Velsen Toeschouwers: 1800 Scheidsrechter: Jan Manuel |
| 29 augustus 1981 |                                    |       |                 | Stadion: Schoonenberg, Velsen Toeschouwers: 1800 Scheidsrechter: Jan Manuel |
|                  |                                    |       |                 |                                                                             |

|                  |                   |       |                         |                                                                                      |
| 30 augustus 1981 | Excelsior         | 1 – 1 | Helmond Sport           | Stadion: Woudestein, Rotterdam Toeschouwers: 5000 Scheidsrechter: Gerard de Schepper |
| 30 augustus 1981 | Piet den Boer 51' |       | 36' Johan van der Hooft | Stadion: Woudestein, Rotterdam Toeschouwers: 5000 Scheidsrechter: Gerard de Schepper |
| 30 augustus 1981 |                   |       |                         | Stadion: Woudestein, Rotterdam Toeschouwers: 5000 Scheidsrechter: Gerard de Schepper |
| 30 augustus 1981 |                   |       |                         | Stadion: Woudestein, Rotterdam Toeschouwers: 5000 Scheidsrechter: Gerard de Schepper |
|                  |                   |       |                         |                                                                                      |

|                  |                                               |       |                                    |                                                                                |
| 30 augustus 1981 | FC Volendam                                   | 3 – 2 | sc Heerenveen                      | Stadion: Volendam Stadion, Volendam Toeschouwers: 2000 Scheidsrechter: Jo Boss |
| 30 augustus 1981 | Frans Hoek 10' (pen.) Bas du Mortier 34', 52' |       | 59' Klaas de Vries 82' Piet Boskma | Stadion: Volendam Stadion, Volendam Toeschouwers: 2000 Scheidsrechter: Jo Boss |
| 30 augustus 1981 |                                               |       |                                    | Stadion: Volendam Stadion, Volendam Toeschouwers: 2000 Scheidsrechter: Jo Boss |
| 30 augustus 1981 |                                               |       |                                    | Stadion: Volendam Stadion, Volendam Toeschouwers: 2000 Scheidsrechter: Jo Boss |
|                  |                                               |       |                                    |                                                                                |

## Speelronde 6
|                   |                                                                                |       |                        |                                                                          |
| 12 september 1981 | FC VVV                                                                         | 5 – 2 | Heracles '74           | Stadion: De Koel, Venlo Toeschouwers: 3700 Scheidsrechter: Wil de Vrieze |
| 12 september 1981 | Mario Verlijsdonk 17', 76' (pen.), 87' (pen.) Hans Coort 68' John Taihuttu 86' |       | 5', 35' Hendrie Krüzen | Stadion: De Koel, Venlo Toeschouwers: 3700 Scheidsrechter: Wil de Vrieze |
| 12 september 1981 |                                                                                |       |                        | Stadion: De Koel, Venlo Toeschouwers: 3700 Scheidsrechter: Wil de Vrieze |
| 12 september 1981 |                                                                                |       |                        | Stadion: De Koel, Venlo Toeschouwers: 3700 Scheidsrechter: Wil de Vrieze |
|                   |                                                                                |       |                        |                                                                          |

|                   |                     |       |                     |                                                                                      |
| 12 september 1981 | SC Veendam          | 1 – 1 | FC Wageningen       | Stadion: De Langeleegte, Veendam Toeschouwers: 3100 Scheidsrechter: George Oetelmans |
| 12 september 1981 | Henk Oosterwold 18' |       | 76' Herman den Haag | Stadion: De Langeleegte, Veendam Toeschouwers: 3100 Scheidsrechter: George Oetelmans |
| 12 september 1981 |                     |       |                     | Stadion: De Langeleegte, Veendam Toeschouwers: 3100 Scheidsrechter: George Oetelmans |
| 12 september 1981 |                     |       |                     | Stadion: De Langeleegte, Veendam Toeschouwers: 3100 Scheidsrechter: George Oetelmans |
|                   |                     |       |                     |                                                                                      |

|                   |                                         |       |                    |                                                                                |
| 12 september 1981 | SVV                                     | 3 – 1 | SC Amersfoort      | Stadion: Harga, Schiedam Toeschouwers: 2500 Scheidsrechter: Gerard de Schepper |
| 12 september 1981 | Ferry Meerhof 66' Cor Peitsman 73', 88' |       | 84' Jef de Neeling | Stadion: Harga, Schiedam Toeschouwers: 2500 Scheidsrechter: Gerard de Schepper |
| 12 september 1981 |                                         |       |                    | Stadion: Harga, Schiedam Toeschouwers: 2500 Scheidsrechter: Gerard de Schepper |
| 12 september 1981 |                                         |       |                    | Stadion: Harga, Schiedam Toeschouwers: 2500 Scheidsrechter: Gerard de Schepper |
|                   |                                         |       |                    |                                                                                |

|                   |                                                          |       |        |                                                                             |
| 12 september 1981 | Helmond Sport                                            | 4 – 0 | DS '79 | Stadion: De Braak, Helmond Toeschouwers: 8600 Scheidsrechter: Egbert Mulder |
| 12 september 1981 | Erwin Cramer 7', 58' Harry Lubse 10' Hans Strijbosch 64' |       |        | Stadion: De Braak, Helmond Toeschouwers: 8600 Scheidsrechter: Egbert Mulder |
| 12 september 1981 |                                                          |       |        | Stadion: De Braak, Helmond Toeschouwers: 8600 Scheidsrechter: Egbert Mulder |
| 12 september 1981 |                                                          |       |        | Stadion: De Braak, Helmond Toeschouwers: 8600 Scheidsrechter: Egbert Mulder |
|                   |                                                          |       |        |                                                                             |

|                   |                                        |       |                    |                                                                                       |
| 12 september 1981 | FC Den Bosch '67                       | 2 – 1 | Excelsior          | Stadion: De Vliert, 's-Hertogenbosch Toeschouwers: 4000 Scheidsrechter: Chris Verhoef |
| 12 september 1981 | Co Adriaanse 32' Roger Schouwenaar 52' |       | 21' Makkie Nijssen | Stadion: De Vliert, 's-Hertogenbosch Toeschouwers: 4000 Scheidsrechter: Chris Verhoef |
| 12 september 1981 |                                        |       |                    | Stadion: De Vliert, 's-Hertogenbosch Toeschouwers: 4000 Scheidsrechter: Chris Verhoef |
| 12 september 1981 |                                        |       |                    | Stadion: De Vliert, 's-Hertogenbosch Toeschouwers: 4000 Scheidsrechter: Chris Verhoef |
|                   |                                        |       |                    |                                                                                       |

|                   |                              |       |                 |                                                                                        |
| 12 september 1981 | Vitesse                      | 3 – 0 | Fortuna Sittard | Stadion: Nieuw-Monnikenhuize, Arnhem Toeschouwers: 3500 Scheidsrechter: Arie de Munnik |
| 12 september 1981 | Jurrie Koolhof 40', 51', 88' |       |                 | Stadion: Nieuw-Monnikenhuize, Arnhem Toeschouwers: 3500 Scheidsrechter: Arie de Munnik |
| 12 september 1981 |                              |       |                 | Stadion: Nieuw-Monnikenhuize, Arnhem Toeschouwers: 3500 Scheidsrechter: Arie de Munnik |
| 12 september 1981 |                              |       |                 | Stadion: Nieuw-Monnikenhuize, Arnhem Toeschouwers: 3500 Scheidsrechter: Arie de Munnik |
|                   |                              |       |                 |                                                                                        |

|                   |                                     |       |                   |                                                                                                 |
| 12 september 1981 | sc Heerenveen                       | 2 – 1 | Telstar           | Stadion: Gemeentelijk Sportpark, Heerenveen Toeschouwers: 3500 Scheidsrechter: Huug van der Ent |
| 12 september 1981 | Koko Hoekstra 41' Jan Schulting 80' |       | 25' Ben Haverkort | Stadion: Gemeentelijk Sportpark, Heerenveen Toeschouwers: 3500 Scheidsrechter: Huug van der Ent |
| 12 september 1981 |                                     |       |                   | Stadion: Gemeentelijk Sportpark, Heerenveen Toeschouwers: 3500 Scheidsrechter: Huug van der Ent |
| 12 september 1981 |                                     |       |                   | Stadion: Gemeentelijk Sportpark, Heerenveen Toeschouwers: 3500 Scheidsrechter: Huug van der Ent |
|                   |                                     |       |                   |                                                                                                 |

|                   |           |       |             |                                                                              |
| 12 september 1981 | Eindhoven | 0 – 0 | FC Volendam | Stadion: Aalsterweg, Eindhoven Toeschouwers: 2500 Scheidsrechter: Peter Gans |
| 12 september 1981 |           |       |             | Stadion: Aalsterweg, Eindhoven Toeschouwers: 2500 Scheidsrechter: Peter Gans |
| 12 september 1981 |           |       |             | Stadion: Aalsterweg, Eindhoven Toeschouwers: 2500 Scheidsrechter: Peter Gans |
| 12 september 1981 |           |       |             | Stadion: Aalsterweg, Eindhoven Toeschouwers: 2500 Scheidsrechter: Peter Gans |
|                   |           |       |             |                                                                              |

|                   |                  |       |            |                                                                                                  |
| 13 september 1981 | FC Amsterdam     | 1 – 0 | SC Cambuur | Stadion: Olympisch Stadion (bijveld), Amsterdam Toeschouwers: 1100 Scheidsrechter: Martin Bannet |
| 13 september 1981 | Jan Royé jr. 32' |       |            | Stadion: Olympisch Stadion (bijveld), Amsterdam Toeschouwers: 1100 Scheidsrechter: Martin Bannet |
| 13 september 1981 |                  |       |            | Stadion: Olympisch Stadion (bijveld), Amsterdam Toeschouwers: 1100 Scheidsrechter: Martin Bannet |
| 13 september 1981 |                  |       |            | Stadion: Olympisch Stadion (bijveld), Amsterdam Toeschouwers: 1100 Scheidsrechter: Martin Bannet |
|                   |                  |       |            |                                                                                                  |

## Speelronde 7
|                   |                                |       |        |                                                                                     |
| 19 september 1981 | SC Cambuur                     | 2 – 0 | FC VVV | Stadion: Cambuurstadion, Leeuwarden Toeschouwers: 6100 Scheidsrechter: Rob Broekman |
| 19 september 1981 | Jos Peltzer 29' Mark Payne 55' |       |        | Stadion: Cambuurstadion, Leeuwarden Toeschouwers: 6100 Scheidsrechter: Rob Broekman |
| 19 september 1981 |                                |       |        | Stadion: Cambuurstadion, Leeuwarden Toeschouwers: 6100 Scheidsrechter: Rob Broekman |
| 19 september 1981 |                                |       |        | Stadion: Cambuurstadion, Leeuwarden Toeschouwers: 6100 Scheidsrechter: Rob Broekman |
|                   |                                |       |        |                                                                                     |

|                   |                              |       |                                               |                                                                                |
| 19 september 1981 | Heracles '74                 | 2 – 3 | SC Veendam                                    | Stadion: Bornsestraat, Almelo Toeschouwers: 1700 Scheidsrechter: Martin Bannet |
| 19 september 1981 | Jos Bakker 33' Rob Poell 79' |       | 20' (pen.), 29' Henk Oosterwold 83' Wim Swart | Stadion: Bornsestraat, Almelo Toeschouwers: 1700 Scheidsrechter: Martin Bannet |
| 19 september 1981 |                              |       |                                               | Stadion: Bornsestraat, Almelo Toeschouwers: 1700 Scheidsrechter: Martin Bannet |
| 19 september 1981 |                              |       |                                               | Stadion: Bornsestraat, Almelo Toeschouwers: 1700 Scheidsrechter: Martin Bannet |
|                   |                              |       |                                               |                                                                                |

|                   |                                      |       |                                       |                                                                                          |
| 19 september 1981 | FC Wageningen                        | 2 – 2 | SVV                                   | Stadion: De Wageningse Berg, Wageningen Toeschouwers: 2000 Scheidsrechter: Chris Verhoef |
| 19 september 1981 | Ben Rietveld 22' Herman den Haag 67' |       | 6' Cor Peitsman 83' Rinus Steenbergen | Stadion: De Wageningse Berg, Wageningen Toeschouwers: 2000 Scheidsrechter: Chris Verhoef |
| 19 september 1981 |                                      |       |                                       | Stadion: De Wageningse Berg, Wageningen Toeschouwers: 2000 Scheidsrechter: Chris Verhoef |
| 19 september 1981 |                                      |       |                                       | Stadion: De Wageningse Berg, Wageningen Toeschouwers: 2000 Scheidsrechter: Chris Verhoef |
|                   |                                      |       |                                       |                                                                                          |

|                   |                  |       |                                           |                                                                              |
| 19 september 1981 | DS '79           | 1 – 3 | FC Den Bosch '67                          | Stadion: Krommedijk, Dordrecht Toeschouwers: 2500 Scheidsrechter: Jan Keizer |
| 19 september 1981 | Edwin Gorter 49' |       | 7' Roger Schouwenaar 12', 90' Arie Romijn | Stadion: Krommedijk, Dordrecht Toeschouwers: 2500 Scheidsrechter: Jan Keizer |
| 19 september 1981 |                  |       |                                           | Stadion: Krommedijk, Dordrecht Toeschouwers: 2500 Scheidsrechter: Jan Keizer |
| 19 september 1981 |                  |       |                                           | Stadion: Krommedijk, Dordrecht Toeschouwers: 2500 Scheidsrechter: Jan Keizer |
|                   |                  |       |                                           |                                                                              |

|                   |                    |       |                     |                                                                           |
| 19 september 1981 | SC Amersfoort      | 1 – 1 | Helmond Sport       | Stadion: Birkhoven, Amersfoort Toeschouwers: 6900 Scheidsrechter: Jo Boss |
| 19 september 1981 | Jef de Neeling 47' |       | 39' Hans Strijbosch | Stadion: Birkhoven, Amersfoort Toeschouwers: 6900 Scheidsrechter: Jo Boss |
| 19 september 1981 |                    |       |                     | Stadion: Birkhoven, Amersfoort Toeschouwers: 6900 Scheidsrechter: Jo Boss |
| 19 september 1981 |                    |       |                     | Stadion: Birkhoven, Amersfoort Toeschouwers: 6900 Scheidsrechter: Jo Boss |
|                   |                    |       |                     |                                                                           |

|                   |                    |       |               |                                                                                    |
| 19 september 1981 | Fortuna Sittard    | 1 – 0 | sc Heerenveen | Stadion: De Baandert, Sittard Toeschouwers: 3000 Scheidsrechter: John Blankenstein |
| 19 september 1981 | Krsto Mitrović 85' |       |               | Stadion: De Baandert, Sittard Toeschouwers: 3000 Scheidsrechter: John Blankenstein |
| 19 september 1981 |                    |       |               | Stadion: De Baandert, Sittard Toeschouwers: 3000 Scheidsrechter: John Blankenstein |
| 19 september 1981 |                    |       |               | Stadion: De Baandert, Sittard Toeschouwers: 3000 Scheidsrechter: John Blankenstein |
|                   |                    |       |               |                                                                                    |

|                   |                         |       |                       |                                                                               |
| 19 september 1981 | Telstar                 | 1 – 1 | FC Volendam           | Stadion: Schoonenberg, Velsen Toeschouwers: 1800 Scheidsrechter: Jan Severein |
| 19 september 1981 | André Wetzel 54' (pen.) |       | 16' (pen.) Frans Hoek | Stadion: Schoonenberg, Velsen Toeschouwers: 1800 Scheidsrechter: Jan Severein |
| 19 september 1981 |                         |       |                       | Stadion: Schoonenberg, Velsen Toeschouwers: 1800 Scheidsrechter: Jan Severein |
| 19 september 1981 |                         |       |                       | Stadion: Schoonenberg, Velsen Toeschouwers: 1800 Scheidsrechter: Jan Severein |
|                   |                         |       |                       |                                                                               |

|                   |                                   |       |           |                                                                                               |
| 20 september 1981 | FC Amsterdam                      | 2 – 0 | Eindhoven | Stadion: Olympisch Stadion (bijveld), Amsterdam Toeschouwers: 800 Scheidsrechter: Hans Folmer |
| 20 september 1981 | Fred Bischot 64' Jan Royé jr. 81' |       |           | Stadion: Olympisch Stadion (bijveld), Amsterdam Toeschouwers: 800 Scheidsrechter: Hans Folmer |
| 20 september 1981 |                                   |       |           | Stadion: Olympisch Stadion (bijveld), Amsterdam Toeschouwers: 800 Scheidsrechter: Hans Folmer |
| 20 september 1981 |                                   |       |           | Stadion: Olympisch Stadion (bijveld), Amsterdam Toeschouwers: 800 Scheidsrechter: Hans Folmer |
|                   |                                   |       |           |                                                                                               |

|                   |                                                         |       |         |                                                                                      |
| 20 september 1981 | Excelsior                                               | 3 – 0 | Vitesse | Stadion: Woudestein, Rotterdam Toeschouwers: 3000 Scheidsrechter: Chris van der Laar |
| 20 september 1981 | Rini Plasmans 28' Henk van Goozen 43' Piet den Boer 67' |       |         | Stadion: Woudestein, Rotterdam Toeschouwers: 3000 Scheidsrechter: Chris van der Laar |
| 20 september 1981 |                                                         |       |         | Stadion: Woudestein, Rotterdam Toeschouwers: 3000 Scheidsrechter: Chris van der Laar |
| 20 september 1981 |                                                         |       |         | Stadion: Woudestein, Rotterdam Toeschouwers: 3000 Scheidsrechter: Chris van der Laar |
|                   |                                                         |       |         |                                                                                      |

## Speelronde 8
|                   |                                        |       |                                               |                                                                    |
| 26 september 1981 | FC VVV                                 | 2 – 2 | FC Amsterdam                                  | Stadion: De Koel, Venlo Toeschouwers: 3700 Scheidsrechter: Jo Boss |
| 26 september 1981 | Mario Verlijsdonk 22' Peter Ressel 38' |       | 16' Marcel Hartman Kok 78' Siegfried Roosblad | Stadion: De Koel, Venlo Toeschouwers: 3700 Scheidsrechter: Jo Boss |
| 26 september 1981 |                                        |       |                                               | Stadion: De Koel, Venlo Toeschouwers: 3700 Scheidsrechter: Jo Boss |
| 26 september 1981 |                                        |       |                                               | Stadion: De Koel, Venlo Toeschouwers: 3700 Scheidsrechter: Jo Boss |
|                   |                                        |       |                                               |                                                                    |

|                   |            |       |            |                                                                                        |
| 26 september 1981 | SC Veendam | 0 – 0 | SC Cambuur | Stadion: De Langeleegte, Veendam Toeschouwers: 4000 Scheidsrechter: Ignace van Swieten |
| 26 september 1981 |            |       |            | Stadion: De Langeleegte, Veendam Toeschouwers: 4000 Scheidsrechter: Ignace van Swieten |
| 26 september 1981 |            |       |            | Stadion: De Langeleegte, Veendam Toeschouwers: 4000 Scheidsrechter: Ignace van Swieten |
| 26 september 1981 |            |       |            | Stadion: De Langeleegte, Veendam Toeschouwers: 4000 Scheidsrechter: Ignace van Swieten |
|                   |            |       |            |                                                                                        |

|                   |                              |       |                    |                                                                           |
| 26 september 1981 | SVV                          | 2 – 2 | Heracles '74       | Stadion: Harga, Schiedam Toeschouwers: 2600 Scheidsrechter: Dick van Riel |
| 26 september 1981 | Cor Peitsman 21' (pen.), 71' |       | 39', 88' Rob Poell | Stadion: Harga, Schiedam Toeschouwers: 2600 Scheidsrechter: Dick van Riel |
| 26 september 1981 |                              |       |                    | Stadion: Harga, Schiedam Toeschouwers: 2600 Scheidsrechter: Dick van Riel |
| 26 september 1981 |                              |       |                    | Stadion: Harga, Schiedam Toeschouwers: 2600 Scheidsrechter: Dick van Riel |
|                   |                              |       |                    |                                                                           |

|                   |               |       |               |                                                                             |
| 26 september 1981 | Helmond Sport | 0 – 0 | FC Wageningen | Stadion: De Braak, Helmond Toeschouwers: 11000 Scheidsrechter: Henk Weerink |
| 26 september 1981 |               |       |               | Stadion: De Braak, Helmond Toeschouwers: 11000 Scheidsrechter: Henk Weerink |
| 26 september 1981 |               |       |               | Stadion: De Braak, Helmond Toeschouwers: 11000 Scheidsrechter: Henk Weerink |
| 26 september 1981 |               |       |               | Stadion: De Braak, Helmond Toeschouwers: 11000 Scheidsrechter: Henk Weerink |
|                   |               |       |               |                                                                             |

|                   |                                                             |       |                    |                                                                                     |
| 26 september 1981 | FC Den Bosch '67                                            | 3 – 1 | SC Amersfoort      | Stadion: De Vliert, 's-Hertogenbosch Toeschouwers: 3500 Scheidsrechter: Hans Folmer |
| 26 september 1981 | Roger Schouwenaar 30' Wim van der Horst 41' Arie Romijn 76' |       | 90' Jef de Neeling | Stadion: De Vliert, 's-Hertogenbosch Toeschouwers: 3500 Scheidsrechter: Hans Folmer |
| 26 september 1981 |                                                             |       |                    | Stadion: De Vliert, 's-Hertogenbosch Toeschouwers: 3500 Scheidsrechter: Hans Folmer |
| 26 september 1981 |                                                             |       |                    | Stadion: De Vliert, 's-Hertogenbosch Toeschouwers: 3500 Scheidsrechter: Hans Folmer |
|                   |                                                             |       |                    |                                                                                     |

|                   |                |       |        |                                                                                    |
| 26 september 1981 | Vitesse        | 1 – 0 | DS '79 | Stadion: Nieuw-Monnikenhuize, Arnhem Toeschouwers: 2800 Scheidsrechter: Peter Gans |
| 26 september 1981 | Roel Smand 82' |       |        | Stadion: Nieuw-Monnikenhuize, Arnhem Toeschouwers: 2800 Scheidsrechter: Peter Gans |
| 26 september 1981 |                |       |        | Stadion: Nieuw-Monnikenhuize, Arnhem Toeschouwers: 2800 Scheidsrechter: Peter Gans |
| 26 september 1981 |                |       |        | Stadion: Nieuw-Monnikenhuize, Arnhem Toeschouwers: 2800 Scheidsrechter: Peter Gans |
|                   |                |       |        |                                                                                    |

|                   |                                                      |       |                    |                                             |
| 26 september 1981 | sc Heerenveen                                        | 3 – 1 | Excelsior          | Stadion: Gemeentelijk Sportpark, Heerenveen |
| 26 september 1981 | Klaas de Vries 69' Eddy Bosman 82' Jan Schulting 86' |       | 73' Eddy Ridderhof | Stadion: Gemeentelijk Sportpark, Heerenveen |
| 26 september 1981 |                                                      |       |                    | Stadion: Gemeentelijk Sportpark, Heerenveen |
| 26 september 1981 |                                                      |       |                    | Stadion: Gemeentelijk Sportpark, Heerenveen |
|                   |                                                      |       |                    |                                             |

|                   |                    |       |                                                                                  |                                                                                 |
| 26 september 1981 | Eindhoven          | 1 – 6 | Telstar                                                                          | Stadion: Aalsterweg, Eindhoven Toeschouwers: 1600 Scheidsrechter: Wil de Vrieze |
| 26 september 1981 | Albert Aaftink 78' |       | 8', 40' Henk ten Cate 32', 80' Ton Kamphues 45' Albert Aaftink 89' Joy SInt Jago | Stadion: Aalsterweg, Eindhoven Toeschouwers: 1600 Scheidsrechter: Wil de Vrieze |
| 26 september 1981 |                    |       |                                                                                  | Stadion: Aalsterweg, Eindhoven Toeschouwers: 1600 Scheidsrechter: Wil de Vrieze |
| 26 september 1981 |                    |       |                                                                                  | Stadion: Aalsterweg, Eindhoven Toeschouwers: 1600 Scheidsrechter: Wil de Vrieze |
|                   |                    |       |                                                                                  |                                                                                 |

|                   |                                  |       |                 |                                                                                       |
| 27 september 1981 | FC Volendam                      | 1 – 0 | Fortuna Sittard | Stadion: Volendam Stadion, Volendam Toeschouwers: 3500 Scheidsrechter: Bouke Draaisma |
| 27 september 1981 | Gerrie Schrijnemakers 16' (e.d.) |       |                 | Stadion: Volendam Stadion, Volendam Toeschouwers: 3500 Scheidsrechter: Bouke Draaisma |
| 27 september 1981 |                                  |       |                 | Stadion: Volendam Stadion, Volendam Toeschouwers: 3500 Scheidsrechter: Bouke Draaisma |
| 27 september 1981 |                                  |       |                 | Stadion: Volendam Stadion, Volendam Toeschouwers: 3500 Scheidsrechter: Bouke Draaisma |
|                   |                                  |       |                 |                                                                                       |

## Speelronde 9
|                |                  |       |           |                                                                           |
| 3 oktober 1981 | FC VVV           | 1 – 0 | Eindhoven | Stadion: De Koel, Venlo Toeschouwers: 3900 Scheidsrechter: Gerard Arnouts |
| 3 oktober 1981 | Bert Riether 81' |       |           | Stadion: De Koel, Venlo Toeschouwers: 3900 Scheidsrechter: Gerard Arnouts |
| 3 oktober 1981 |                  |       |           | Stadion: De Koel, Venlo Toeschouwers: 3900 Scheidsrechter: Gerard Arnouts |
| 3 oktober 1981 |                  |       |           | Stadion: De Koel, Venlo Toeschouwers: 3900 Scheidsrechter: Gerard Arnouts |
|                |                  |       |           |                                                                           |

|                |                     |       |     |                                                                                         |
| 3 oktober 1981 | SC Cambuur          | 2 – 0 | SVV | Stadion: Cambuurstadion, Leeuwarden Toeschouwers: 6100 Scheidsrechter: Rob Mittelmeijer |
| 3 oktober 1981 | Jos Peltzer 4', 85' |       |     | Stadion: Cambuurstadion, Leeuwarden Toeschouwers: 6100 Scheidsrechter: Rob Mittelmeijer |
| 3 oktober 1981 |                     |       |     | Stadion: Cambuurstadion, Leeuwarden Toeschouwers: 6100 Scheidsrechter: Rob Mittelmeijer |
| 3 oktober 1981 |                     |       |     | Stadion: Cambuurstadion, Leeuwarden Toeschouwers: 6100 Scheidsrechter: Rob Mittelmeijer |
|                |                     |       |     |                                                                                         |

|                |               |       |                     |                                                                                   |
| 3 oktober 1981 | Heracles '74  | 1 – 2 | Helmond Sport       | Stadion: Bornsestraat, Almelo Toeschouwers: 1200 Scheidsrechter: Huug van der Ent |
| 3 oktober 1981 | Paul Kerr 89' |       | 44', 82' Robert Cox | Stadion: Bornsestraat, Almelo Toeschouwers: 1200 Scheidsrechter: Huug van der Ent |
| 3 oktober 1981 |               |       |                     | Stadion: Bornsestraat, Almelo Toeschouwers: 1200 Scheidsrechter: Huug van der Ent |
| 3 oktober 1981 |               |       |                     | Stadion: Bornsestraat, Almelo Toeschouwers: 1200 Scheidsrechter: Huug van der Ent |
|                |               |       |                     |                                                                                   |

|                |               |                                                              |                  |                                                                                           |
| 3 oktober 1981 | FC Wageningen | 0 – 3                                                        | FC Den Bosch '67 | Stadion: De Wageningse Berg, Wageningen Toeschouwers: 2000 Scheidsrechter: Bouke Draaisma |
| 3 oktober 1981 |               | 11' (e.d.) Zeger Tollenaar 74' Arie Romijn 81' Martin Breuer |                  | Stadion: De Wageningse Berg, Wageningen Toeschouwers: 2000 Scheidsrechter: Bouke Draaisma |
| 3 oktober 1981 |               |                                                              |                  | Stadion: De Wageningse Berg, Wageningen Toeschouwers: 2000 Scheidsrechter: Bouke Draaisma |
| 3 oktober 1981 |               |                                                              |                  | Stadion: De Wageningse Berg, Wageningen Toeschouwers: 2000 Scheidsrechter: Bouke Draaisma |
|                |               |                                                              |                  |                                                                                           |

|                |               |                    |         |                                                                                |
| 3 oktober 1981 | SC Amersfoort | 0 – 1              | Vitesse | Stadion: Birkhoven, Amersfoort Toeschouwers: 2500 Scheidsrechter: Rob Broekman |
| 3 oktober 1981 |               | 82' Jurrie Koolhof |         | Stadion: Birkhoven, Amersfoort Toeschouwers: 2500 Scheidsrechter: Rob Broekman |
| 3 oktober 1981 |               |                    |         | Stadion: Birkhoven, Amersfoort Toeschouwers: 2500 Scheidsrechter: Rob Broekman |
| 3 oktober 1981 |               |                    |         | Stadion: Birkhoven, Amersfoort Toeschouwers: 2500 Scheidsrechter: Rob Broekman |
|                |               |                    |         |                                                                                |

|                |                                                      |       |                                               |                                                                                      |
| 3 oktober 1981 | DS '79                                               | 3 – 3 | sc Heerenveen                                 | Stadion: Krommedijk, Dordrecht Toeschouwers: 2000 Scheidsrechter: Henk van Ettekoven |
| 3 oktober 1981 | Loek Bijl 23' Anne Evers 26' (pen.) Peter Matena 71' |       | 31' Eddy Bosman 56' Boy Nijgh 81' Bert Gotink | Stadion: Krommedijk, Dordrecht Toeschouwers: 2000 Scheidsrechter: Henk van Ettekoven |
| 3 oktober 1981 |                                                      |       |                                               | Stadion: Krommedijk, Dordrecht Toeschouwers: 2000 Scheidsrechter: Henk van Ettekoven |
| 3 oktober 1981 |                                                      |       |                                               | Stadion: Krommedijk, Dordrecht Toeschouwers: 2000 Scheidsrechter: Henk van Ettekoven |
|                |                                                      |       |                                               |                                                                                      |

|                |                 |       |         |                                                                           |
| 3 oktober 1981 | Fortuna Sittard | 0 – 0 | Telstar | Stadion: De Baandert, Sittard Toeschouwers: 3500 Scheidsrechter: Jan Hobé |
| 3 oktober 1981 |                 |       |         | Stadion: De Baandert, Sittard Toeschouwers: 3500 Scheidsrechter: Jan Hobé |
| 3 oktober 1981 |                 |       |         | Stadion: De Baandert, Sittard Toeschouwers: 3500 Scheidsrechter: Jan Hobé |
| 3 oktober 1981 |                 |       |         | Stadion: De Baandert, Sittard Toeschouwers: 3500 Scheidsrechter: Jan Hobé |
|                |                 |       |         |                                                                           |

|                |                                                 |       |                    | |
| 4 oktober 1981 | FC Amsterdam                                    | 3 – 2 | SC Veendam         | Stadion: Olympisch Stadion (bijveld), Amsterdam Toeschouwers: 1400 Scheidsrechter: Gerard de Schepper |
| 4 oktober 1981 | Jan Royé jr. 14' Eef Heijt 48' John Weijers 58' |       | 15', 47' Rudy Metz | Stadion: Olympisch Stadion (bijveld), Amsterdam Toeschouwers: 1400 Scheidsrechter: Gerard de Schepper |
| 4 oktober 1981 |                                                 |       |                    | Stadion: Olympisch Stadion (bijveld), Amsterdam Toeschouwers: 1400 Scheidsrechter: Gerard de Schepper |
| 4 oktober 1981 |                                                 |       |                    | Stadion: Olympisch Stadion (bijveld), Amsterdam Toeschouwers: 1400 Scheidsrechter: Gerard de Schepper |
|                |                                                 |       |                    | |

|                 |                     |       |             |                                                                                |
| 2 december 1981 | Excelsior           | 1 – 0 | FC Volendam | Stadion: Woudestein, Rotterdam Toeschouwers: 1000 Scheidsrechter: Jan Severein |
| 2 december 1981 | Henk van Goozen 25' |       |             | Stadion: Woudestein, Rotterdam Toeschouwers: 1000 Scheidsrechter: Jan Severein |
| 2 december 1981 |                     |       |             | Stadion: Woudestein, Rotterdam Toeschouwers: 1000 Scheidsrechter: Jan Severein |
| 2 december 1981 |                     |       |             | Stadion: Woudestein, Rotterdam Toeschouwers: 1000 Scheidsrechter: Jan Severein |
|                 |                     |       |             |                                                                                |

## Speelronde 10
|                 |                               |       |                                            |                                                                                       |
| 17 oktober 1981 | SC Veendam                    | 2 – 4 | FC VVV                                     | Stadion: De Langeleegte, Veendam Toeschouwers: 4000 Scheidsrechter: John Blankenstein |
| 17 oktober 1981 | Tony McNulty 5' Rudy Metz 55' |       | 11' Hans Coort 30', 67', 88' John Taihuttu | Stadion: De Langeleegte, Veendam Toeschouwers: 4000 Scheidsrechter: John Blankenstein |
| 17 oktober 1981 |                               |       |                                            | Stadion: De Langeleegte, Veendam Toeschouwers: 4000 Scheidsrechter: John Blankenstein |
| 17 oktober 1981 |                               |       |                                            | Stadion: De Langeleegte, Veendam Toeschouwers: 4000 Scheidsrechter: John Blankenstein |
|                 |                               |       |                                            |                                                                                       |

|                 |     |                                   |              |                                                                        |
| 17 oktober 1981 | SVV | 0 – 2                             | FC Amsterdam | Stadion: Harga, Schiedam Toeschouwers: 1500 Scheidsrechter: Jan Manuel |
| 17 oktober 1981 |     | 15' John Weijers 52' Klaas Wijers |              | Stadion: Harga, Schiedam Toeschouwers: 1500 Scheidsrechter: Jan Manuel |
| 17 oktober 1981 |     |                                   |              | Stadion: Harga, Schiedam Toeschouwers: 1500 Scheidsrechter: Jan Manuel |
| 17 oktober 1981 |     |                                   |              | Stadion: Harga, Schiedam Toeschouwers: 1500 Scheidsrechter: Jan Manuel |
|                 |     |                                   |              |                                                                        |

|                 |                    |       |            |                                                                                  |
| 17 oktober 1981 | Helmond Sport      | 1 – 0 | SC Cambuur | Stadion: De Braak, Helmond Toeschouwers: 5500 Scheidsrechter: Gerard de Schepper |
| 17 oktober 1981 | Hans Ribberink 80' |       |            | Stadion: De Braak, Helmond Toeschouwers: 5500 Scheidsrechter: Gerard de Schepper |
| 17 oktober 1981 |                    |       |            | Stadion: De Braak, Helmond Toeschouwers: 5500 Scheidsrechter: Gerard de Schepper |
| 17 oktober 1981 |                    |       |            | Stadion: De Braak, Helmond Toeschouwers: 5500 Scheidsrechter: Gerard de Schepper |
|                 |                    |       |            |                                                                                  |

|                 |                                      |       |              |                                                                                      |
| 17 oktober 1981 | FC Den Bosch '67                     | 2 – 0 | Heracles '74 | Stadion: De Vliert, 's-Hertogenbosch Toeschouwers: 2500 Scheidsrechter: Van der Berk |
| 17 oktober 1981 | Arie Kroon 52' Roger Schouwenaar 81' |       |              | Stadion: De Vliert, 's-Hertogenbosch Toeschouwers: 2500 Scheidsrechter: Van der Berk |
| 17 oktober 1981 |                                      |       |              | Stadion: De Vliert, 's-Hertogenbosch Toeschouwers: 2500 Scheidsrechter: Van der Berk |
| 17 oktober 1981 |                                      |       |              | Stadion: De Vliert, 's-Hertogenbosch Toeschouwers: 2500 Scheidsrechter: Van der Berk |
|                 |                                      |       |              |                                                                                      |

|                 |                                                  |       |                                              |                                                                                     |
| 17 oktober 1981 | Vitesse                                          | 5 – 2 | FC Wageningen                                | Stadion: Nieuw-Monnikenhuize, Arnhem Toeschouwers: 3500 Scheidsrechter: Piet Bosman |
| 17 oktober 1981 | Jurrie Koolhof 22', 23', 32', 47' Hannie Das 81' |       | 29' Jan Menting 55' (pen.) Cees van den Berg | Stadion: Nieuw-Monnikenhuize, Arnhem Toeschouwers: 3500 Scheidsrechter: Piet Bosman |
| 17 oktober 1981 |                                                  |       |                                              | Stadion: Nieuw-Monnikenhuize, Arnhem Toeschouwers: 3500 Scheidsrechter: Piet Bosman |
| 17 oktober 1981 |                                                  |       |                                              | Stadion: Nieuw-Monnikenhuize, Arnhem Toeschouwers: 3500 Scheidsrechter: Piet Bosman |
|                 |                                                  |       |                                              |                                                                                     |

|                 |                                                        |       |                                            |                                                                                              |
| 17 oktober 1981 | sc Heerenveen                                          | 4 – 2 | SC Amersfoort                              | Stadion: Gemeentelijk Sportpark, Heerenveen Toeschouwers: 3500 Scheidsrechter: Martin Bannet |
| 17 oktober 1981 | Jos Heijne 26', 59' Klaas de Vries 74' Eddy Bosman 88' |       | 53' Meindert Vlugt 88' (pen.) Fillie Kraak | Stadion: Gemeentelijk Sportpark, Heerenveen Toeschouwers: 3500 Scheidsrechter: Martin Bannet |
| 17 oktober 1981 |                                                        |       |                                            | Stadion: Gemeentelijk Sportpark, Heerenveen Toeschouwers: 3500 Scheidsrechter: Martin Bannet |
| 17 oktober 1981 |                                                        |       |                                            | Stadion: Gemeentelijk Sportpark, Heerenveen Toeschouwers: 3500 Scheidsrechter: Martin Bannet |
|                 |                                                        |       |                                            |                                                                                              |

|                 |                                                                    |       |                        |                                                                          |
| 17 oktober 1981 | Telstar                                                            | 3 – 2 | Excelsior              | Stadion: Schoonenberg, Velsen Toeschouwers: 2000 Scheidsrechter: Jo Boss |
| 17 oktober 1981 | André Wetzel 8' (pen.) Douglas George 50' Henk ten Cate 52' (pen.) |       | 74', 80' Piet den Boer | Stadion: Schoonenberg, Velsen Toeschouwers: 2000 Scheidsrechter: Jo Boss |
| 17 oktober 1981 |                                                                    |       |                        | Stadion: Schoonenberg, Velsen Toeschouwers: 2000 Scheidsrechter: Jo Boss |
| 17 oktober 1981 |                                                                    |       |                        | Stadion: Schoonenberg, Velsen Toeschouwers: 2000 Scheidsrechter: Jo Boss |
|                 |                                                                    |       |                        |                                                                          |

|                 |                  |       |                                                      |                                                                                    |
| 17 oktober 1981 | Eindhoven        | 1 – 3 | Fortuna Sittard                                      | Stadion: Aalsterweg, Eindhoven Toeschouwers: 2000 Scheidsrechter: George Oetelmans |
| 17 oktober 1981 | Henk Lemmens 27' |       | 45' Huub Smeets 62' Hans Zuidersma 78' Theo van Well | Stadion: Aalsterweg, Eindhoven Toeschouwers: 2000 Scheidsrechter: George Oetelmans |
| 17 oktober 1981 |                  |       |                                                      | Stadion: Aalsterweg, Eindhoven Toeschouwers: 2000 Scheidsrechter: George Oetelmans |
| 17 oktober 1981 |                  |       |                                                      | Stadion: Aalsterweg, Eindhoven Toeschouwers: 2000 Scheidsrechter: George Oetelmans |
|                 |                  |       |                                                      |                                                                                    |

|                 |                                  |       |                                                               |                                                                                     |
| 28 oktober 1981 | FC Volendam                      | 2 – 4 | DS '79                                                        | Stadion: Volendam Stadion, Volendam Toeschouwers: 600 Scheidsrechter: Chris Verhoef |
| 28 oktober 1981 | Frans Hoek 6' (pen.) Wim Tol 15' |       | 9', 18' Henk van Leeuwen 77' Anne Evers 79' Harry van den Ham | Stadion: Volendam Stadion, Volendam Toeschouwers: 600 Scheidsrechter: Chris Verhoef |
| 28 oktober 1981 |                                  |       |                                                               | Stadion: Volendam Stadion, Volendam Toeschouwers: 600 Scheidsrechter: Chris Verhoef |
| 28 oktober 1981 |                                  |       |                                                               | Stadion: Volendam Stadion, Volendam Toeschouwers: 600 Scheidsrechter: Chris Verhoef |
|                 |                                  |       |                                                               |                                                                                     |

## Speelronde 11
|                 |            |       |           |                                                                                   |
| 24 oktober 1981 | SC Veendam | 0 – 0 | Eindhoven | Stadion: De Langeleegte, Veendam Toeschouwers: 2000 Scheidsrechter: Wil de Vrieze |
| 24 oktober 1981 |            |       |           | Stadion: De Langeleegte, Veendam Toeschouwers: 2000 Scheidsrechter: Wil de Vrieze |
| 24 oktober 1981 |            |       |           | Stadion: De Langeleegte, Veendam Toeschouwers: 2000 Scheidsrechter: Wil de Vrieze |
| 24 oktober 1981 |            |       |           | Stadion: De Langeleegte, Veendam Toeschouwers: 2000 Scheidsrechter: Wil de Vrieze |
|                 |            |       |           |                                                                                   |

|                 |                                    |       |                    |                                                                               |
| 24 oktober 1981 | FC VVV                             | 2 – 1 | SVV                | Stadion: De Koel, Venlo Toeschouwers: 5100 Scheidsrechter: Gerard de Schepper |
| 24 oktober 1981 | Henk Janssen 13' John Taihuttu 71' |       | 59' Richard Dercks | Stadion: De Koel, Venlo Toeschouwers: 5100 Scheidsrechter: Gerard de Schepper |
| 24 oktober 1981 |                                    |       |                    | Stadion: De Koel, Venlo Toeschouwers: 5100 Scheidsrechter: Gerard de Schepper |
| 24 oktober 1981 |                                    |       |                    | Stadion: De Koel, Venlo Toeschouwers: 5100 Scheidsrechter: Gerard de Schepper |
|                 |                                    |       |                    |                                                                               |

|                 |                                       |       |                                       |                                                                                   |
| 24 oktober 1981 | SC Cambuur                            | 2 – 2 | FC Den Bosch '67                      | Stadion: Cambuurstadion, Leeuwarden Toeschouwers: 4200 Scheidsrechter: Jan Manuel |
| 24 oktober 1981 | Gerrie Schouwenaar 46' Mark Payne 84' |       | 21' Arie Romijn 57' Wim van der Horst | Stadion: Cambuurstadion, Leeuwarden Toeschouwers: 4200 Scheidsrechter: Jan Manuel |
| 24 oktober 1981 |                                       |       |                                       | Stadion: Cambuurstadion, Leeuwarden Toeschouwers: 4200 Scheidsrechter: Jan Manuel |
| 24 oktober 1981 |                                       |       |                                       | Stadion: Cambuurstadion, Leeuwarden Toeschouwers: 4200 Scheidsrechter: Jan Manuel |
|                 |                                       |       |                                       |                                                                                   |

|                 |                                         |       |                   |                                                                                    |
| 24 oktober 1981 | Heracles '74                            | 3 – 1 | Vitesse           | Stadion: Bornsestraat, Almelo Toeschouwers: 2200 Scheidsrechter: John Blankenstein |
| 24 oktober 1981 | Han Unaola 8', 48' Rob Poell 71' (pen.) |       | 7' Jurrie Koolhof | Stadion: Bornsestraat, Almelo Toeschouwers: 2200 Scheidsrechter: John Blankenstein |
| 24 oktober 1981 |                                         |       |                   | Stadion: Bornsestraat, Almelo Toeschouwers: 2200 Scheidsrechter: John Blankenstein |
| 24 oktober 1981 |                                         |       |                   | Stadion: Bornsestraat, Almelo Toeschouwers: 2200 Scheidsrechter: John Blankenstein |
|                 |                                         |       |                   |                                                                                    |

|                 |                                                                     |       |                                      |                                                                                             |
| 24 oktober 1981 | FC Wageningen                                                       | 3 – 3 | sc Heerenveen                        | Stadion: De Wageningse Berg, Wageningen Toeschouwers: 3000 Scheidsrechter: Huug van der Ent |
| 24 oktober 1981 | Herman den Haag 5' Eugène van Vijfeijken 61' Teus van der Sluis 71' |       | 16', 49' Eddy Bosman 88' Dirk Visser | Stadion: De Wageningse Berg, Wageningen Toeschouwers: 3000 Scheidsrechter: Huug van der Ent |
| 24 oktober 1981 |                                                                     |       |                                      | Stadion: De Wageningse Berg, Wageningen Toeschouwers: 3000 Scheidsrechter: Huug van der Ent |
| 24 oktober 1981 |                                                                     |       |                                      | Stadion: De Wageningse Berg, Wageningen Toeschouwers: 3000 Scheidsrechter: Huug van der Ent |
|                 |                                                                     |       |                                      |                                                                                             |

|                 |                 |       |              |                                                                               |
| 24 oktober 1981 | SC Amersfoort   | 1 – 1 | FC Volendam  | Stadion: Birkhoven, Amersfoort Toeschouwers: 1100 Scheidsrechter: Cees Bakker |
| 24 oktober 1981 | Peter Visee 43' |       | 78' Cor Smit | Stadion: Birkhoven, Amersfoort Toeschouwers: 1100 Scheidsrechter: Cees Bakker |
| 24 oktober 1981 |                 |       |              | Stadion: Birkhoven, Amersfoort Toeschouwers: 1100 Scheidsrechter: Cees Bakker |
| 24 oktober 1981 |                 |       |              | Stadion: Birkhoven, Amersfoort Toeschouwers: 1100 Scheidsrechter: Cees Bakker |
|                 |                 |       |              |                                                                               |

|                 |        |                  |         |                                                                                |
| 24 oktober 1981 | DS '79 | 0 – 1            | Telstar | Stadion: Krommedijk, Dordrecht Toeschouwers: 2500 Scheidsrechter: Jan van Dorp |
| 24 oktober 1981 |        | 87' Ton Kamphues |         | Stadion: Krommedijk, Dordrecht Toeschouwers: 2500 Scheidsrechter: Jan van Dorp |
| 24 oktober 1981 |        |                  |         | Stadion: Krommedijk, Dordrecht Toeschouwers: 2500 Scheidsrechter: Jan van Dorp |
| 24 oktober 1981 |        |                  |         | Stadion: Krommedijk, Dordrecht Toeschouwers: 2500 Scheidsrechter: Jan van Dorp |
|                 |        |                  |         |                                                                                |

|                 |              |                                                                                   |               |                                                                                                  |
| 25 oktober 1981 | FC Amsterdam | 0 – 6                                                                             | Helmond Sport | Stadion: Olympisch Stadion (bijveld), Amsterdam Toeschouwers: 2100 Scheidsrechter: Gerard Geurds |
| 25 oktober 1981 |              | 31', 69' Harry Lubse 33', 51' Johan van der Hooft 71' Robert Cox 83' Erwin Cramer |               | Stadion: Olympisch Stadion (bijveld), Amsterdam Toeschouwers: 2100 Scheidsrechter: Gerard Geurds |
| 25 oktober 1981 |              |                                                                                   |               | Stadion: Olympisch Stadion (bijveld), Amsterdam Toeschouwers: 2100 Scheidsrechter: Gerard Geurds |
| 25 oktober 1981 |              |                                                                                   |               | Stadion: Olympisch Stadion (bijveld), Amsterdam Toeschouwers: 2100 Scheidsrechter: Gerard Geurds |
|                 |              |                                                                                   |               |                                                                                                  |

|                 |                                        |       |                 |                                                                                 |
| 25 oktober 1981 | Excelsior                              | 2 – 1 | Fortuna Sittard | Stadion: Woudestein, Rotterdam Toeschouwers: 4100 Scheidsrechter: Dick van Riel |
| 25 oktober 1981 | Makkie Nijssen 76' Henk van Goozen 88' |       | 24' Huub Smeets | Stadion: Woudestein, Rotterdam Toeschouwers: 4100 Scheidsrechter: Dick van Riel |
| 25 oktober 1981 |                                        |       |                 | Stadion: Woudestein, Rotterdam Toeschouwers: 4100 Scheidsrechter: Dick van Riel |
| 25 oktober 1981 |                                        |       |                 | Stadion: Woudestein, Rotterdam Toeschouwers: 4100 Scheidsrechter: Dick van Riel |
|                 |                                        |       |                 |                                                                                 |

## Speelronde 12
|                 |                                       |       |               |                                                                     |
| 7 november 1981 | SVV                                   | 3 – 1 | SC Veendam    | Stadion: Harga, Schiedam Toeschouwers: 1100 Scheidsrechter: Jo Boss |
| 7 november 1981 | Ferry Meerhof 9' Paul Koolen 28', 61' |       | 11' Rudy Metz | Stadion: Harga, Schiedam Toeschouwers: 1100 Scheidsrechter: Jo Boss |
| 7 november 1981 |                                       |       |               | Stadion: Harga, Schiedam Toeschouwers: 1100 Scheidsrechter: Jo Boss |
| 7 november 1981 |                                       |       |               | Stadion: Harga, Schiedam Toeschouwers: 1100 Scheidsrechter: Jo Boss |
|                 |                                       |       |               |                                                                     |

|                 |               |       |        |                                                                                  |
| 7 november 1981 | Helmond Sport | 0 – 0 | FC VVV | Stadion: De Braak, Helmond Toeschouwers: 9000 Scheidsrechter: Chris van der Laar |
| 7 november 1981 |               |       |        | Stadion: De Braak, Helmond Toeschouwers: 9000 Scheidsrechter: Chris van der Laar |
| 7 november 1981 |               |       |        | Stadion: De Braak, Helmond Toeschouwers: 9000 Scheidsrechter: Chris van der Laar |
| 7 november 1981 |               |       |        | Stadion: De Braak, Helmond Toeschouwers: 9000 Scheidsrechter: Chris van der Laar |
|                 |               |       |        |                                                                                  |

|                 |                       |       |                |                                                                                            |
| 7 november 1981 | FC Den Bosch '67      | 1 – 1 | FC Amsterdam   | Stadion: De Vliert, 's-Hertogenbosch Toeschouwers: 4200 Scheidsrechter: Gerard de Schepper |
| 7 november 1981 | Roger Schouwenaar 47' |       | 11' Jan Wegman | Stadion: De Vliert, 's-Hertogenbosch Toeschouwers: 4200 Scheidsrechter: Gerard de Schepper |
| 7 november 1981 |                       |       |                | Stadion: De Vliert, 's-Hertogenbosch Toeschouwers: 4200 Scheidsrechter: Gerard de Schepper |
| 7 november 1981 |                       |       |                | Stadion: De Vliert, 's-Hertogenbosch Toeschouwers: 4200 Scheidsrechter: Gerard de Schepper |
|                 |                       |       |                |                                                                                            |

|                 |                    |       |                                        |                                                                                    |
| 7 november 1981 | Vitesse            | 1 – 2 | SC Cambuur                             | Stadion: Nieuw-Monnikenhuize, Arnhem Toeschouwers: 2500 Scheidsrechter: Bep Thomas |
| 7 november 1981 | Jurrie Koolhof 17' |       | 22' Gerrie Schouwenaar 35' Jos Peltzer | Stadion: Nieuw-Monnikenhuize, Arnhem Toeschouwers: 2500 Scheidsrechter: Bep Thomas |
| 7 november 1981 |                    |       |                                        | Stadion: Nieuw-Monnikenhuize, Arnhem Toeschouwers: 2500 Scheidsrechter: Bep Thomas |
| 7 november 1981 |                    |       |                                        | Stadion: Nieuw-Monnikenhuize, Arnhem Toeschouwers: 2500 Scheidsrechter: Bep Thomas |
|                 |                    |       |                                        |                                                                                    |

|                 |                    |       |               |                                                                                         |
| 7 november 1981 | sc Heerenveen      | 1 – 1 | Heracles '74  | Stadion: Gemeentelijk Sportpark, Heerenveen Toeschouwers: 3000 Scheidsrechter: Jan Hobé |
| 7 november 1981 | Klaas de Vries 51' |       | 17' Rob Poell | Stadion: Gemeentelijk Sportpark, Heerenveen Toeschouwers: 3000 Scheidsrechter: Jan Hobé |
| 7 november 1981 |                    |       |               | Stadion: Gemeentelijk Sportpark, Heerenveen Toeschouwers: 3000 Scheidsrechter: Jan Hobé |
| 7 november 1981 |                    |       |               | Stadion: Gemeentelijk Sportpark, Heerenveen Toeschouwers: 3000 Scheidsrechter: Jan Hobé |
|                 |                    |       |               |                                                                                         |

|                 |                                   |       |               |                                                                                   |
| 7 november 1981 | Telstar                           | 2 – 0 | SC Amersfoort | Stadion: Schoonenberg, Velsen Toeschouwers: 2000 Scheidsrechter: Rob Mittelmeijer |
| 7 november 1981 | Ton Kamphues 56' André Wetzel 59' |       |               | Stadion: Schoonenberg, Velsen Toeschouwers: 2000 Scheidsrechter: Rob Mittelmeijer |
| 7 november 1981 |                                   |       |               | Stadion: Schoonenberg, Velsen Toeschouwers: 2000 Scheidsrechter: Rob Mittelmeijer |
| 7 november 1981 |                                   |       |               | Stadion: Schoonenberg, Velsen Toeschouwers: 2000 Scheidsrechter: Rob Mittelmeijer |
|                 |                                   |       |               |                                                                                   |

|                 |                                               |       |                                     |                                                                                 |
| 7 november 1981 | Fortuna Sittard                               | 4 – 2 | DS '79                              | Stadion: De Baandert, Sittard Toeschouwers: 3900 Scheidsrechter: Arie de Munnik |
| 7 november 1981 | Huub Smeets 26', 77' Wilbert Suvrijn 51', 85' |       | 11' Henk van Leeuwen 47' Anne Evers | Stadion: De Baandert, Sittard Toeschouwers: 3900 Scheidsrechter: Arie de Munnik |
| 7 november 1981 |                                               |       |                                     | Stadion: De Baandert, Sittard Toeschouwers: 3900 Scheidsrechter: Arie de Munnik |
| 7 november 1981 |                                               |       |                                     | Stadion: De Baandert, Sittard Toeschouwers: 3900 Scheidsrechter: Arie de Munnik |
|                 |                                               |       |                                     |                                                                                 |

|                 |                                                                     |       |                                     |                                                                                 |
| 7 november 1981 | Eindhoven                                                           | 3 – 2 | Excelsior                           | Stadion: Aalsterweg, Eindhoven Toeschouwers: 1800 Scheidsrechter: Herman Smeenk |
| 7 november 1981 | Jacques van der Pas 34' Adrie van Rijsingen 51' Remy Reijnierse 79' |       | 62' Frans Struis 86' Carlo van Tour | Stadion: Aalsterweg, Eindhoven Toeschouwers: 1800 Scheidsrechter: Herman Smeenk |
| 7 november 1981 |                                                                     |       |                                     | Stadion: Aalsterweg, Eindhoven Toeschouwers: 1800 Scheidsrechter: Herman Smeenk |
| 7 november 1981 |                                                                     |       |                                     | Stadion: Aalsterweg, Eindhoven Toeschouwers: 1800 Scheidsrechter: Herman Smeenk |
|                 |                                                                     |       |                                     |                                                                                 |

|                 |                |       |                                           |                                                                                      |
| 8 november 1981 | FC Volendam    | 1 – 3 | FC Wageningen                             | Stadion: Volendam Stadion, Volendam Toeschouwers: 2000 Scheidsrechter: Egbert Mulder |
| 8 november 1981 | Kees Guijt 26' |       | 13' Ben Rietveld 15', 48' Herman den Haag | Stadion: Volendam Stadion, Volendam Toeschouwers: 2000 Scheidsrechter: Egbert Mulder |
| 8 november 1981 |                |       |                                           | Stadion: Volendam Stadion, Volendam Toeschouwers: 2000 Scheidsrechter: Egbert Mulder |
| 8 november 1981 |                |       |                                           | Stadion: Volendam Stadion, Volendam Toeschouwers: 2000 Scheidsrechter: Egbert Mulder |
|                 |                |       |                                           |                                                                                      |

## Speelronde 13
|                  |                                           |       |                         |                                                                           |
| 15 november 1981 | SVV                                       | 3 – 1 | Eindhoven               | Stadion: Harga, Schiedam Toeschouwers: 2600 Scheidsrechter: Chris Verhoef |
| 15 november 1981 | Ferry Meerhof 16', 22' Richard Dercks 61' |       | 82' Jacques van der Pas | Stadion: Harga, Schiedam Toeschouwers: 2600 Scheidsrechter: Chris Verhoef |
| 15 november 1981 |                                           |       |                         | Stadion: Harga, Schiedam Toeschouwers: 2600 Scheidsrechter: Chris Verhoef |
| 15 november 1981 |                                           |       |                         | Stadion: Harga, Schiedam Toeschouwers: 2600 Scheidsrechter: Chris Verhoef |
|                  |                                           |       |                         |                                                                           |

|                  |                               |       |                                 |                                                                                  |
| 15 november 1981 | SC Veendam                    | 2 – 2 | Helmond Sport                   | Stadion: De Langeleegte, Veendam Toeschouwers: 3500 Scheidsrechter: Jan Severein |
| 15 november 1981 | Tony McNulty 2' Rudy Metz 11' |       | 26' Robert Cox 67' Erwin Cramer | Stadion: De Langeleegte, Veendam Toeschouwers: 3500 Scheidsrechter: Jan Severein |
| 15 november 1981 |                               |       |                                 | Stadion: De Langeleegte, Veendam Toeschouwers: 3500 Scheidsrechter: Jan Severein |
| 15 november 1981 |                               |       |                                 | Stadion: De Langeleegte, Veendam Toeschouwers: 3500 Scheidsrechter: Jan Severein |
|                  |                               |       |                                 |                                                                                  |

|                  |                             |       |                  |                                                                              |
| 15 november 1981 | FC VVV                      | 3 – 1 | FC Den Bosch '67 | Stadion: De Koel, Venlo Toeschouwers: 11000 Scheidsrechter: George Oetelmans |
| 15 november 1981 | John Taihuttu 47', 58', 61' |       | 16' Arie Romijn  | Stadion: De Koel, Venlo Toeschouwers: 11000 Scheidsrechter: George Oetelmans |
| 15 november 1981 |                             |       |                  | Stadion: De Koel, Venlo Toeschouwers: 11000 Scheidsrechter: George Oetelmans |
| 15 november 1981 |                             |       |                  | Stadion: De Koel, Venlo Toeschouwers: 11000 Scheidsrechter: George Oetelmans |
|                  |                             |       |                  |                                                                              |

|                  |                                                          |       |                     | |
| 15 november 1981 | FC Amsterdam                                             | 4 – 1 | Vitesse             | Stadion: Olympisch Stadion (bijveld), Amsterdam Toeschouwers: 1000 Scheidsrechter: Ignace van Swieten |
| 15 november 1981 | Fred Bischot 42' Hans Bouwmeester 48' Eef Heijt 58', 67' |       | 2' Ron van Oosterom | Stadion: Olympisch Stadion (bijveld), Amsterdam Toeschouwers: 1000 Scheidsrechter: Ignace van Swieten |
| 15 november 1981 |                                                          |       |                     | Stadion: Olympisch Stadion (bijveld), Amsterdam Toeschouwers: 1000 Scheidsrechter: Ignace van Swieten |
| 15 november 1981 |                                                          |       |                     | Stadion: Olympisch Stadion (bijveld), Amsterdam Toeschouwers: 1000 Scheidsrechter: Ignace van Swieten |
|                  |                                                          |       |                     | |

|                  |            |       |               |                                                                                      |
| 15 november 1981 | SC Cambuur | 0 – 0 | sc Heerenveen | Stadion: Cambuurstadion, Leeuwarden Toeschouwers: 10000 Scheidsrechter: Henk Weerink |
| 15 november 1981 |            |       |               | Stadion: Cambuurstadion, Leeuwarden Toeschouwers: 10000 Scheidsrechter: Henk Weerink |
| 15 november 1981 |            |       |               | Stadion: Cambuurstadion, Leeuwarden Toeschouwers: 10000 Scheidsrechter: Henk Weerink |
| 15 november 1981 |            |       |               | Stadion: Cambuurstadion, Leeuwarden Toeschouwers: 10000 Scheidsrechter: Henk Weerink |
|                  |            |       |               |                                                                                      |

|                  |                                                              |       |                   |                                                                              |
| 15 november 1981 | Heracles '74                                                 | 4 – 1 | FC Volendam       | Stadion: Bornsestraat, Almelo Toeschouwers: 2000 Scheidsrechter: Hans Folmer |
| 15 november 1981 | Martin Langhenkel 42' Hannes Lalopua 61', 71' Han Unaola 69' |       | 20' Cees Molenaar | Stadion: Bornsestraat, Almelo Toeschouwers: 2000 Scheidsrechter: Hans Folmer |
| 15 november 1981 |                                                              |       |                   | Stadion: Bornsestraat, Almelo Toeschouwers: 2000 Scheidsrechter: Hans Folmer |
| 15 november 1981 |                                                              |       |                   | Stadion: Bornsestraat, Almelo Toeschouwers: 2000 Scheidsrechter: Hans Folmer |
|                  |                                                              |       |                   |                                                                              |

|                  |                  |       |                |                                                                                                  |
| 15 november 1981 | FC Wageningen    | 1 – 1 | Telstar        | Stadion: De Wageningse Berg, Wageningen Toeschouwers: 3000 Scheidsrechter: Gerard van der Linden |
| 15 november 1981 | Jos Hendriks 33' |       | 18' Floor Buma | Stadion: De Wageningse Berg, Wageningen Toeschouwers: 3000 Scheidsrechter: Gerard van der Linden |
| 15 november 1981 |                  |       |                | Stadion: De Wageningse Berg, Wageningen Toeschouwers: 3000 Scheidsrechter: Gerard van der Linden |
| 15 november 1981 |                  |       |                | Stadion: De Wageningse Berg, Wageningen Toeschouwers: 3000 Scheidsrechter: Gerard van der Linden |
|                  |                  |       |                |                                                                                                  |

|                  |               |                                         |                 |                                                                                   |
| 15 november 1981 | SC Amersfoort | 0 – 3                                   | Fortuna Sittard | Stadion: Birkhoven, Amersfoort Toeschouwers: 800 Scheidsrechter: Huug van der Ent |
| 15 november 1981 |               | 29' Huub Smeets 84', 85' Hans Zuidersma |                 | Stadion: Birkhoven, Amersfoort Toeschouwers: 800 Scheidsrechter: Huug van der Ent |
| 15 november 1981 |               |                                         |                 | Stadion: Birkhoven, Amersfoort Toeschouwers: 800 Scheidsrechter: Huug van der Ent |
| 15 november 1981 |               |                                         |                 | Stadion: Birkhoven, Amersfoort Toeschouwers: 800 Scheidsrechter: Huug van der Ent |
|                  |               |                                         |                 |                                                                                   |

|                  |                      |       |                   |                                                                                  |
| 15 november 1981 | DS '79               | 1 – 1 | Excelsior         | Stadion: Krommedijk, Dordrecht Toeschouwers: 4000 Scheidsrechter: Bouke Draaisma |
| 15 november 1981 | Henk van Leeuwen 42' |       | 23' Piet den Boer | Stadion: Krommedijk, Dordrecht Toeschouwers: 4000 Scheidsrechter: Bouke Draaisma |
| 15 november 1981 |                      |       |                   | Stadion: Krommedijk, Dordrecht Toeschouwers: 4000 Scheidsrechter: Bouke Draaisma |
| 15 november 1981 |                      |       |                   | Stadion: Krommedijk, Dordrecht Toeschouwers: 4000 Scheidsrechter: Bouke Draaisma |
|                  |                      |       |                   |                                                                                  |

## Speelronde 14
|                  |                         |       |     |                                                                                 |
| 21 november 1981 | Helmond Sport           | 1 – 0 | SVV | Stadion: De Braak, Helmond Toeschouwers: 5100 Scheidsrechter: John Blankenstein |
| 21 november 1981 | Johan van der Hooft 81' |       |     | Stadion: De Braak, Helmond Toeschouwers: 5100 Scheidsrechter: John Blankenstein |
| 21 november 1981 |                         |       |     | Stadion: De Braak, Helmond Toeschouwers: 5100 Scheidsrechter: John Blankenstein |
| 21 november 1981 |                         |       |     | Stadion: De Braak, Helmond Toeschouwers: 5100 Scheidsrechter: John Blankenstein |
|                  |                         |       |     |                                                                                 |

|                  |                                                             |       |                  |                                                                                     |
| 21 november 1981 | FC Den Bosch '67                                            | 3 – 1 | SC Veendam       | Stadion: De Vliert, 's-Hertogenbosch Toeschouwers: 2500 Scheidsrechter: Piet Bosman |
| 21 november 1981 | Arie Romijn 9' Wim van der Steene 44' Roger Schouwenaar 61' |       | 24' Jos Roossien | Stadion: De Vliert, 's-Hertogenbosch Toeschouwers: 2500 Scheidsrechter: Piet Bosman |
| 21 november 1981 |                                                             |       |                  | Stadion: De Vliert, 's-Hertogenbosch Toeschouwers: 2500 Scheidsrechter: Piet Bosman |
| 21 november 1981 |                                                             |       |                  | Stadion: De Vliert, 's-Hertogenbosch Toeschouwers: 2500 Scheidsrechter: Piet Bosman |
|                  |                                                             |       |                  |                                                                                     |

|                  |                               |       |               |                                                                                               |
| 21 november 1981 | sc Heerenveen                 | 2 – 1 | FC Amsterdam  | Stadion: Gemeentelijk Sportpark, Heerenveen Toeschouwers: 3000 Scheidsrechter: Charles Corver |
| 21 november 1981 | Boy Nijgh 37' Piet Boskma 88' |       | 31' Jan Godee | Stadion: Gemeentelijk Sportpark, Heerenveen Toeschouwers: 3000 Scheidsrechter: Charles Corver |
| 21 november 1981 |                               |       |               | Stadion: Gemeentelijk Sportpark, Heerenveen Toeschouwers: 3000 Scheidsrechter: Charles Corver |
| 21 november 1981 |                               |       |               | Stadion: Gemeentelijk Sportpark, Heerenveen Toeschouwers: 3000 Scheidsrechter: Charles Corver |
|                  |                               |       |               |                                                                                               |

|                  |         |       |              |                                                                                |
| 21 november 1981 | Telstar | 0 – 0 | Heracles '74 | Stadion: Schoonenberg, Velsen Toeschouwers: 2500 Scheidsrechter: Geert Elzinga |
| 21 november 1981 |         |       |              | Stadion: Schoonenberg, Velsen Toeschouwers: 2500 Scheidsrechter: Geert Elzinga |
| 21 november 1981 |         |       |              | Stadion: Schoonenberg, Velsen Toeschouwers: 2500 Scheidsrechter: Geert Elzinga |
| 21 november 1981 |         |       |              | Stadion: Schoonenberg, Velsen Toeschouwers: 2500 Scheidsrechter: Geert Elzinga |
|                  |         |       |              |                                                                                |

|                  |         |       |        |                                                                                      |
| 22 november 1981 | Vitesse | 0 – 0 | FC VVV | Stadion: Nieuw-Monnikenhuize, Arnhem Toeschouwers: 2600 Scheidsrechter: Jan Severein |
| 22 november 1981 |         |       |        | Stadion: Nieuw-Monnikenhuize, Arnhem Toeschouwers: 2600 Scheidsrechter: Jan Severein |
| 22 november 1981 |         |       |        | Stadion: Nieuw-Monnikenhuize, Arnhem Toeschouwers: 2600 Scheidsrechter: Jan Severein |
| 22 november 1981 |         |       |        | Stadion: Nieuw-Monnikenhuize, Arnhem Toeschouwers: 2600 Scheidsrechter: Jan Severein |
|                  |         |       |        |                                                                                      |

|                  |                    |       |            |                                     |
| 22 november 1981 | FC Volendam        | 3 – 0 | SC Cambuur | Stadion: Volendam Stadion, Volendam |
| 22 november 1981 | Goal · Goal · Goal |       |            | Stadion: Volendam Stadion, Volendam |
| 22 november 1981 |                    |       |            | Stadion: Volendam Stadion, Volendam |
| 22 november 1981 |                    |       |            | Stadion: Volendam Stadion, Volendam |
|                  |                    |       |            |                                     |

|                  |                                   |       |                     |                                                                                     |
| 22 november 1981 | Fortuna Sittard                   | 2 – 1 | FC Wageningen       | Stadion: De Baandert, Sittard Toeschouwers: 3600 Scheidsrechter: Gerard de Schepper |
| 22 november 1981 | Huub Pfennings 71' Tiny Ruijs 85' |       | 38' Herman den Haag | Stadion: De Baandert, Sittard Toeschouwers: 3600 Scheidsrechter: Gerard de Schepper |
| 22 november 1981 |                                   |       |                     | Stadion: De Baandert, Sittard Toeschouwers: 3600 Scheidsrechter: Gerard de Schepper |
| 22 november 1981 |                                   |       |                     | Stadion: De Baandert, Sittard Toeschouwers: 3600 Scheidsrechter: Gerard de Schepper |
|                  |                                   |       |                     |                                                                                     |

|                  |                        |       |                    |                                                                               |
| 22 november 1981 | Excelsior              | 2 – 1 | SC Amersfoort      | Stadion: Woudestein, Rotterdam Toeschouwers: 1500 Scheidsrechter: Jan Dolstra |
| 22 november 1981 | Piet den Boer 40', 47' |       | 68' Meindert Vlugt | Stadion: Woudestein, Rotterdam Toeschouwers: 1500 Scheidsrechter: Jan Dolstra |
| 22 november 1981 |                        |       |                    | Stadion: Woudestein, Rotterdam Toeschouwers: 1500 Scheidsrechter: Jan Dolstra |
| 22 november 1981 |                        |       |                    | Stadion: Woudestein, Rotterdam Toeschouwers: 1500 Scheidsrechter: Jan Dolstra |
|                  |                        |       |                    |                                                                               |

|                  |                         |       |        |                                                                                |
| 22 november 1981 | Eindhoven               | 1 – 0 | DS '79 | Stadion: Aalsterweg, Eindhoven Toeschouwers: 1800 Scheidsrechter: Rob Broekman |
| 22 november 1981 | Adrie van Rijsingen 71' |       |        | Stadion: Aalsterweg, Eindhoven Toeschouwers: 1800 Scheidsrechter: Rob Broekman |
| 22 november 1981 |                         |       |        | Stadion: Aalsterweg, Eindhoven Toeschouwers: 1800 Scheidsrechter: Rob Broekman |
| 22 november 1981 |                         |       |        | Stadion: Aalsterweg, Eindhoven Toeschouwers: 1800 Scheidsrechter: Rob Broekman |
|                  |                         |       |        |                                                                                |

## Speelronde 15
|                  |                                        |       |                         |                                                                          |
| 28 november 1981 | Helmond Sport                          | 2 – 1 | Eindhoven               | Stadion: De Braak, Helmond Toeschouwers: 9500 Scheidsrechter: Jan Keizer |
| 28 november 1981 | Johan van der Hooft 12' Robert Cox 25' |       | 34' Adrie van Rijsingen | Stadion: De Braak, Helmond Toeschouwers: 9500 Scheidsrechter: Jan Keizer |
| 28 november 1981 |                                        |       |                         | Stadion: De Braak, Helmond Toeschouwers: 9500 Scheidsrechter: Jan Keizer |
| 28 november 1981 |                                        |       |                         | Stadion: De Braak, Helmond Toeschouwers: 9500 Scheidsrechter: Jan Keizer |
|                  |                                        |       |                         |                                                                          |

|                  |            |       |         |                                                                                |
| 28 november 1981 | SC Veendam | 0 – 0 | Vitesse | Stadion: De Langeleegte, Veendam Toeschouwers: 2000 Scheidsrechter: Peter Gans |
| 28 november 1981 |            |       |         | Stadion: De Langeleegte, Veendam Toeschouwers: 2000 Scheidsrechter: Peter Gans |
| 28 november 1981 |            |       |         | Stadion: De Langeleegte, Veendam Toeschouwers: 2000 Scheidsrechter: Peter Gans |
| 28 november 1981 |            |       |         | Stadion: De Langeleegte, Veendam Toeschouwers: 2000 Scheidsrechter: Peter Gans |
|                  |            |       |         |                                                                                |

|                  |                         |       |                |                                                                       |
| 28 november 1981 | FC VVV                  | 1 – 1 | sc Heerenveen  | Stadion: De Koel, Venlo Toeschouwers: 7000 Scheidsrechter: Bep Thomas |
| 28 november 1981 | Peter Ressel 45' (pen.) |       | 4' Piet Boskma | Stadion: De Koel, Venlo Toeschouwers: 7000 Scheidsrechter: Bep Thomas |
| 28 november 1981 |                         |       |                | Stadion: De Koel, Venlo Toeschouwers: 7000 Scheidsrechter: Bep Thomas |
| 28 november 1981 |                         |       |                | Stadion: De Koel, Venlo Toeschouwers: 7000 Scheidsrechter: Bep Thomas |
|                  |                         |       |                |                                                                       |

|                  |                                                         |       |                                                      |                                                                                     |
| 28 november 1981 | Heracles '74                                            | 3 – 4 | Fortuna Sittard                                      | Stadion: Bornsestraat, Almelo Toeschouwers: 2500 Scheidsrechter: Ignace van Swieten |
| 28 november 1981 | Han Unaola 22' Hannes Lalopua 38' Jos Bakker 50' (pen.) |       | 3', 44'Huub Smeets 35' Tiny Ruijs 41' Hans Zuidersma | Stadion: Bornsestraat, Almelo Toeschouwers: 2500 Scheidsrechter: Ignace van Swieten |
| 28 november 1981 |                                                         |       |                                                      | Stadion: Bornsestraat, Almelo Toeschouwers: 2500 Scheidsrechter: Ignace van Swieten |
| 28 november 1981 |                                                         |       |                                                      | Stadion: Bornsestraat, Almelo Toeschouwers: 2500 Scheidsrechter: Ignace van Swieten |
|                  |                                                         |       |                                                      |                                                                                     |

|                  |     |                       |                  |                                                                           |
| 29 november 1981 | SVV | 0 – 1                 | FC Den Bosch '67 | Stadion: Harga, Schiedam Toeschouwers: 2100 Scheidsrechter: Dick van Riel |
| 29 november 1981 |     | 11' Roger Schouwenaar |                  | Stadion: Harga, Schiedam Toeschouwers: 2100 Scheidsrechter: Dick van Riel |
| 29 november 1981 |     |                       |                  | Stadion: Harga, Schiedam Toeschouwers: 2100 Scheidsrechter: Dick van Riel |
| 29 november 1981 |     |                       |                  | Stadion: Harga, Schiedam Toeschouwers: 2100 Scheidsrechter: Dick van Riel |
|                  |     |                       |                  |                                                                           |

|                  |              |       |             |                                                                                            |
| 29 november 1981 | FC Amsterdam | 0 – 0 | FC Volendam | Stadion: Olympisch Stadion (bijveld), Amsterdam Toeschouwers: 1600 Scheidsrechter: Jo Boss |
| 29 november 1981 |              |       |             | Stadion: Olympisch Stadion (bijveld), Amsterdam Toeschouwers: 1600 Scheidsrechter: Jo Boss |
| 29 november 1981 |              |       |             | Stadion: Olympisch Stadion (bijveld), Amsterdam Toeschouwers: 1600 Scheidsrechter: Jo Boss |
| 29 november 1981 |              |       |             | Stadion: Olympisch Stadion (bijveld), Amsterdam Toeschouwers: 1600 Scheidsrechter: Jo Boss |
|                  |              |       |             |                                                                                            |

|                  |            |                   |         |                                                                                           |
| 29 november 1981 | SC Cambuur | 0 – 1             | Telstar | Stadion: Cambuurstadion, Leeuwarden Toeschouwers: 5100 Scheidsrechter: Henk van Ettekoven |
| 29 november 1981 |            | 56' Joy Sint Jago |         | Stadion: Cambuurstadion, Leeuwarden Toeschouwers: 5100 Scheidsrechter: Henk van Ettekoven |
| 29 november 1981 |            |                   |         | Stadion: Cambuurstadion, Leeuwarden Toeschouwers: 5100 Scheidsrechter: Henk van Ettekoven |
| 29 november 1981 |            |                   |         | Stadion: Cambuurstadion, Leeuwarden Toeschouwers: 5100 Scheidsrechter: Henk van Ettekoven |
|                  |            |                   |         |                                                                                           |

|                  |                     |       |                  |                                                                                           |
| 29 november 1981 | FC Wageningen       | 1 – 1 | Excelsior        | Stadion: De Wageningse Berg, Wageningen Toeschouwers: 3100 Scheidsrechter: Arie de Munnik |
| 29 november 1981 | Herman den Haag 31' |       | 6' Piet den Boer | Stadion: De Wageningse Berg, Wageningen Toeschouwers: 3100 Scheidsrechter: Arie de Munnik |
| 29 november 1981 |                     |       |                  | Stadion: De Wageningse Berg, Wageningen Toeschouwers: 3100 Scheidsrechter: Arie de Munnik |
| 29 november 1981 |                     |       |                  | Stadion: De Wageningse Berg, Wageningen Toeschouwers: 3100 Scheidsrechter: Arie de Munnik |
|                  |                     |       |                  |                                                                                           |

|                  |                  |       |                                                                           |                                                                                    |
| 29 november 1981 | SC Amersfoort    | 1 – 7 | DS '79                                                                    | Stadion: Birkhoven, Amersfoort Toeschouwers: 800 Scheidsrechter: Jaap van der Niet |
| 29 november 1981 | Ton van Loon 63' |       | Harry van den Ham 34', 55', 72' Anne Evers 61', 80' Hakim Braham 66', 73' | Stadion: Birkhoven, Amersfoort Toeschouwers: 800 Scheidsrechter: Jaap van der Niet |
| 29 november 1981 |                  |       |                                                                           | Stadion: Birkhoven, Amersfoort Toeschouwers: 800 Scheidsrechter: Jaap van der Niet |
| 29 november 1981 |                  |       |                                                                           | Stadion: Birkhoven, Amersfoort Toeschouwers: 800 Scheidsrechter: Jaap van der Niet |
|                  |                  |       |                                                                           |                                                                                    |

## Speelronde 16
|                 |                  |                                        |               |                                                                                       |
| 6 december 1981 | FC Den Bosch '67 | 0 – 2                                  | Helmond Sport | Stadion: De Vliert, 's-Hertogenbosch Toeschouwers: 10000 Scheidsrechter: Henk Weerink |
| 6 december 1981 |                  | 71' Robert Cox 87' Johan van der Hooft |               | Stadion: De Vliert, 's-Hertogenbosch Toeschouwers: 10000 Scheidsrechter: Henk Weerink |
| 6 december 1981 |                  |                                        |               | Stadion: De Vliert, 's-Hertogenbosch Toeschouwers: 10000 Scheidsrechter: Henk Weerink |
| 6 december 1981 |                  |                                        |               | Stadion: De Vliert, 's-Hertogenbosch Toeschouwers: 10000 Scheidsrechter: Henk Weerink |
|                 |                  |                                        |               |                                                                                       |

|                 |         |                       |              |                                                                               |
| 6 december 1981 | Telstar | 0 – 2                 | FC Amsterdam | Stadion: Schoonenberg, Velsen Toeschouwers: 5000 Scheidsrechter: Rob Broekman |
| 6 december 1981 |         | 62', 89' Jan Royé jr. |              | Stadion: Schoonenberg, Velsen Toeschouwers: 5000 Scheidsrechter: Rob Broekman |
| 6 december 1981 |         |                       |              | Stadion: Schoonenberg, Velsen Toeschouwers: 5000 Scheidsrechter: Rob Broekman |
| 6 december 1981 |         |                       |              | Stadion: Schoonenberg, Velsen Toeschouwers: 5000 Scheidsrechter: Rob Broekman |
|                 |         |                       |              |                                                                               |

|                 |                 |                  |            |                                                                              |
| 6 december 1981 | Fortuna Sittard | 0 – 1            | SC Cambuur | Stadion: De Baandert, Sittard Toeschouwers: 10000 Scheidsrechter: Jan Manuel |
| 6 december 1981 |                 | 41' Rob Kleefman |            | Stadion: De Baandert, Sittard Toeschouwers: 10000 Scheidsrechter: Jan Manuel |
| 6 december 1981 |                 |                  |            | Stadion: De Baandert, Sittard Toeschouwers: 10000 Scheidsrechter: Jan Manuel |
| 6 december 1981 |                 |                  |            | Stadion: De Baandert, Sittard Toeschouwers: 10000 Scheidsrechter: Jan Manuel |
|                 |                 |                  |            |                                                                              |

|                 |                                                |       |            |                                                                                        |
| 6 december 1981 | sc Heerenveen                                  | 3 – 0 | SC Veendam | Stadion: Gemeentelijk Sportpark, Heerenveen Toeschouwers: 4000 Scheidsrechter: Jo Boss |
| 6 december 1981 | Jan Schulting 75' Jos Heijne 81' Boy Nijgh 89' |       |            | Stadion: Gemeentelijk Sportpark, Heerenveen Toeschouwers: 4000 Scheidsrechter: Jo Boss |
| 6 december 1981 |                                                |       |            | Stadion: Gemeentelijk Sportpark, Heerenveen Toeschouwers: 4000 Scheidsrechter: Jo Boss |
| 6 december 1981 |                                                |       |            | Stadion: Gemeentelijk Sportpark, Heerenveen Toeschouwers: 4000 Scheidsrechter: Jo Boss |
|                 |                                                |       |            |                                                                                        |

|                 |                                                     |       |                                             |                                                                                |
| 6 december 1981 | SC Amersfoort                                       | 3 – 2 | Eindhoven                                   | Stadion: Birkhoven, Amersfoort Toeschouwers: 350 Scheidsrechter: Martin Bannet |
| 6 december 1981 | Peter Visee 16' Simon Timorason 74' Ton Gruters 85' |       | 55' Adrie van Rijsingen 89' Marius Methorst | Stadion: Birkhoven, Amersfoort Toeschouwers: 350 Scheidsrechter: Martin Bannet |
| 6 december 1981 |                                                     |       |                                             | Stadion: Birkhoven, Amersfoort Toeschouwers: 350 Scheidsrechter: Martin Bannet |
| 6 december 1981 |                                                     |       |                                             | Stadion: Birkhoven, Amersfoort Toeschouwers: 350 Scheidsrechter: Martin Bannet |
|                 |                                                     |       |                                             |                                                                                |

|                 |                                                                             |       |                |                                                                                 |
| 6 december 1981 | Excelsior                                                                   | 5 – 1 | Heracles '74   | Stadion: Woudestein, Rotterdam Toeschouwers: 3000 Scheidsrechter: Wil de Vrieze |
| 6 december 1981 | Makkie Nijssen 23' Piet den Boer 31', 44' Gijs Zwaan 76' Carlo van Tour 81' |       | 58' Han Unaola | Stadion: Woudestein, Rotterdam Toeschouwers: 3000 Scheidsrechter: Wil de Vrieze |
| 6 december 1981 |                                                                             |       |                | Stadion: Woudestein, Rotterdam Toeschouwers: 3000 Scheidsrechter: Wil de Vrieze |
| 6 december 1981 |                                                                             |       |                | Stadion: Woudestein, Rotterdam Toeschouwers: 3000 Scheidsrechter: Wil de Vrieze |
|                 |                                                                             |       |                |                                                                                 |

|                 |             |                                   |        |                                                                                   |
| 17 januari 1982 | FC Volendam | 0 – 2                             | FC VVV | Stadion: Volendam Stadion, Volendam Toeschouwers: 2500 Scheidsrechter: Peter Gans |
| 17 januari 1982 |             | 64' Henk Janssen 84' Bert Riether |        | Stadion: Volendam Stadion, Volendam Toeschouwers: 2500 Scheidsrechter: Peter Gans |
| 17 januari 1982 |             |                                   |        | Stadion: Volendam Stadion, Volendam Toeschouwers: 2500 Scheidsrechter: Peter Gans |
| 17 januari 1982 |             |                                   |        | Stadion: Volendam Stadion, Volendam Toeschouwers: 2500 Scheidsrechter: Peter Gans |
|                 |             |                                   |        |                                                                                   |

|                 |                    |       |                        |                                                                                          |
| 17 januari 1982 | Vitesse            | 1 – 2 | SVV                    | Stadion: Nieuw-Monnikenhuize, Arnhem Toeschouwers: 2000 Scheidsrechter: Rob Mittelmeijer |
| 17 januari 1982 | Jurrie Koolhof 30' |       | 60', 89' Ferry Meerhof | Stadion: Nieuw-Monnikenhuize, Arnhem Toeschouwers: 2000 Scheidsrechter: Rob Mittelmeijer |
| 17 januari 1982 |                    |       |                        | Stadion: Nieuw-Monnikenhuize, Arnhem Toeschouwers: 2000 Scheidsrechter: Rob Mittelmeijer |
| 17 januari 1982 |                    |       |                        | Stadion: Nieuw-Monnikenhuize, Arnhem Toeschouwers: 2000 Scheidsrechter: Rob Mittelmeijer |
|                 |                    |       |                        |                                                                                          |

|                  |                  |       |               |                                                                                  |
| 21 februari 1982 | DS '79           | 1 – 0 | FC Wageningen | Stadion: Krommedijk, Dordrecht Toeschouwers: 2000 Scheidsrechter: Rob Overkleeft |
| 21 februari 1982 | Hakim Braham 52' |       |               | Stadion: Krommedijk, Dordrecht Toeschouwers: 2000 Scheidsrechter: Rob Overkleeft |
| 21 februari 1982 |                  |       |               | Stadion: Krommedijk, Dordrecht Toeschouwers: 2000 Scheidsrechter: Rob Overkleeft |
| 21 februari 1982 |                  |       |               | Stadion: Krommedijk, Dordrecht Toeschouwers: 2000 Scheidsrechter: Rob Overkleeft |
|                  |                  |       |               |                                                                                  |

## Speelronde 17
|                 |                      |       |                    |                                                                                |
| 23 januari 1982 | Helmond Sport        | 1 – 1 | Vitesse            | Stadion: De Braak, Helmond Toeschouwers: 6700 Scheidsrechter: George Oetelmans |
| 23 januari 1982 | Henny van de Ven 71' |       | 14' Jurrie Koolhof | Stadion: De Braak, Helmond Toeschouwers: 6700 Scheidsrechter: George Oetelmans |
| 23 januari 1982 |                      |       |                    | Stadion: De Braak, Helmond Toeschouwers: 6700 Scheidsrechter: George Oetelmans |
| 23 januari 1982 |                      |       |                    | Stadion: De Braak, Helmond Toeschouwers: 6700 Scheidsrechter: George Oetelmans |
|                 |                      |       |                    |                                                                                |

|                 |                   |       |                  |                                                                           |
| 23 januari 1982 | FC VVV            | 1 – 1 | Telstar          | Stadion: De Koel, Venlo Toeschouwers: 3600 Scheidsrechter: Bouke Draaisma |
| 23 januari 1982 | Willy Bothmer 57' |       | 81' Ton Kamphues | Stadion: De Koel, Venlo Toeschouwers: 3600 Scheidsrechter: Bouke Draaisma |
| 23 januari 1982 |                   |       |                  | Stadion: De Koel, Venlo Toeschouwers: 3600 Scheidsrechter: Bouke Draaisma |
| 23 januari 1982 |                   |       |                  | Stadion: De Koel, Venlo Toeschouwers: 3600 Scheidsrechter: Bouke Draaisma |
|                 |                   |       |                  |                                                                           |

|                 |                                                   |       |                                       |                                                                                   |
| 23 januari 1982 | Heracles '74                                      | 3 – 2 | DS '79                                | Stadion: Bornsestraat, Almelo Toeschouwers: 2100 Scheidsrechter: Huug van der Ent |
| 23 januari 1982 | Paul Kerr 36' Hendrie Krüzen 64' Hans Bossink 67' |       | 23' Henk van Leeuwen 40' Hakim Braham | Stadion: Bornsestraat, Almelo Toeschouwers: 2100 Scheidsrechter: Huug van der Ent |
| 23 januari 1982 |                                                   |       |                                       | Stadion: Bornsestraat, Almelo Toeschouwers: 2100 Scheidsrechter: Huug van der Ent |
| 23 januari 1982 |                                                   |       |                                       | Stadion: Bornsestraat, Almelo Toeschouwers: 2100 Scheidsrechter: Huug van der Ent |
|                 |                                                   |       |                                       |                                                                                   |

|                  |           |                                       |                  |                                                                                      |
| 17 februari 1982 | Eindhoven | 0 – 2                                 | FC Den Bosch '67 | Stadion: Aalsterweg, Eindhoven Toeschouwers: 1400 Scheidsrechter: Chris van der Laar |
| 17 februari 1982 |           | 61' Arie Romijn 78' Roger Schouwenaar |                  | Stadion: Aalsterweg, Eindhoven Toeschouwers: 1400 Scheidsrechter: Chris van der Laar |
| 17 februari 1982 |           |                                       |                  | Stadion: Aalsterweg, Eindhoven Toeschouwers: 1400 Scheidsrechter: Chris van der Laar |
| 17 februari 1982 |           |                                       |                  | Stadion: Aalsterweg, Eindhoven Toeschouwers: 1400 Scheidsrechter: Chris van der Laar |
|                  |           |                                       |                  |                                                                                      |

|                  |                              |       |                 |                                                                                          |
| 17 februari 1982 | FC Wageningen                | 1 – 1 | SC Amersfoort   | Stadion: De Wageningse Berg, Wageningen Toeschouwers: 1000 Scheidsrechter: Chris Verhoef |
| 17 februari 1982 | Cees van den Berg 66' (pen.) |       | 64' Ton Gruters | Stadion: De Wageningse Berg, Wageningen Toeschouwers: 1000 Scheidsrechter: Chris Verhoef |
| 17 februari 1982 |                              |       |                 | Stadion: De Wageningse Berg, Wageningen Toeschouwers: 1000 Scheidsrechter: Chris Verhoef |
| 17 februari 1982 |                              |       |                 | Stadion: De Wageningse Berg, Wageningen Toeschouwers: 1000 Scheidsrechter: Chris Verhoef |
|                  |                              |       |                 |                                                                                          |

|                  |               |       |             |                                                                                   |
| 20 februari 1982 | SC Veendam    | 1 – 0 | FC Volendam | Stadion: De Langeleegte, Veendam Toeschouwers: 2200 Scheidsrechter: Martin Bannet |
| 20 februari 1982 | Wim Swart 72' |       |             | Stadion: De Langeleegte, Veendam Toeschouwers: 2200 Scheidsrechter: Martin Bannet |
| 20 februari 1982 |               |       |             | Stadion: De Langeleegte, Veendam Toeschouwers: 2200 Scheidsrechter: Martin Bannet |
| 20 februari 1982 |               |       |             | Stadion: De Langeleegte, Veendam Toeschouwers: 2200 Scheidsrechter: Martin Bannet |
|                  |               |       |             |                                                                                   |

|                  |                                               |       |                  |                                                                            |
| 21 februari 1982 | SVV                                           | 3 – 1 | sc Heerenveen    | Stadion: Harga, Schiedam Toeschouwers: 1500 Scheidsrechter: Henk Roelofsen |
| 21 februari 1982 | Leen Warnaar 40' (pen.) Cor Peitsman 70', 75' |       | 8' Jan Schulting | Stadion: Harga, Schiedam Toeschouwers: 1500 Scheidsrechter: Henk Roelofsen |
| 21 februari 1982 |                                               |       |                  | Stadion: Harga, Schiedam Toeschouwers: 1500 Scheidsrechter: Henk Roelofsen |
| 21 februari 1982 |                                               |       |                  | Stadion: Harga, Schiedam Toeschouwers: 1500 Scheidsrechter: Henk Roelofsen |
|                  |                                               |       |                  |                                                                            |

|                  |                               |       |                                                         |                                                                                         |
| 21 februari 1982 | SC Cambuur                    | 2 – 3 | Excelsior                                               | Stadion: Cambuurstadion, Leeuwarden Toeschouwers: 4500 Scheidsrechter: Rob Mittelmeijer |
| 21 februari 1982 | Mark Payne 49' Foeke Booy 65' |       | 21'Graeme Rutjes 46' Ton Pattinama 68' Ton van der Padt | Stadion: Cambuurstadion, Leeuwarden Toeschouwers: 4500 Scheidsrechter: Rob Mittelmeijer |
| 21 februari 1982 |                               |       |                                                         | Stadion: Cambuurstadion, Leeuwarden Toeschouwers: 4500 Scheidsrechter: Rob Mittelmeijer |
| 21 februari 1982 |                               |       |                                                         | Stadion: Cambuurstadion, Leeuwarden Toeschouwers: 4500 Scheidsrechter: Rob Mittelmeijer |
|                  |                               |       |                                                         |                                                                                         |

|                  |               |       |                                             |                                                                                                 |
| 21 februari 1982 | FC Amsterdam  | 1 – 4 | Fortuna Sittard                             | Stadion: Olympisch Stadion (bijveld), Amsterdam Toeschouwers: 500 Scheidsrechter: Wil de Vrieze |
| 21 februari 1982 | Eef Heijt 56' |       | 76', 78', 88' Hans Zuidersma 90' Tiny Ruijs | Stadion: Olympisch Stadion (bijveld), Amsterdam Toeschouwers: 500 Scheidsrechter: Wil de Vrieze |
| 21 februari 1982 |               |       |                                             | Stadion: Olympisch Stadion (bijveld), Amsterdam Toeschouwers: 500 Scheidsrechter: Wil de Vrieze |
| 21 februari 1982 |               |       |                                             | Stadion: Olympisch Stadion (bijveld), Amsterdam Toeschouwers: 500 Scheidsrechter: Wil de Vrieze |
|                  |               |       |                                             |                                                                                                 |

## Speelronde 18
|                 |              |       |               |                                                                                   |
| 30 januari 1982 | Heracles '74 | 0 – 0 | SC Amersfoort | Stadion: Bornsestraat, Almelo Toeschouwers: 2500 Scheidsrechter: Rob Mittelmeijer |
| 30 januari 1982 |              |       |               | Stadion: Bornsestraat, Almelo Toeschouwers: 2500 Scheidsrechter: Rob Mittelmeijer |
| 30 januari 1982 |              |       |               | Stadion: Bornsestraat, Almelo Toeschouwers: 2500 Scheidsrechter: Rob Mittelmeijer |
| 30 januari 1982 |              |       |               | Stadion: Bornsestraat, Almelo Toeschouwers: 2500 Scheidsrechter: Rob Mittelmeijer |
|                 |              |       |               |                                                                                   |

|                 |                  |       |                                            |                                                                               |
| 30 januari 1982 | FC VVV           | 1 – 3 | Fortuna Sittard                            | Stadion: De Koel, Venlo Toeschouwers: 4500 Scheidsrechter: Chris van der Laar |
| 30 januari 1982 | John Taihuttu 7' |       | 38' (pen.) Tiny Ruijs 52', 80' Huub Smeets | Stadion: De Koel, Venlo Toeschouwers: 4500 Scheidsrechter: Chris van der Laar |
| 30 januari 1982 |                  |       |                                            | Stadion: De Koel, Venlo Toeschouwers: 4500 Scheidsrechter: Chris van der Laar |
| 30 januari 1982 |                  |       |                                            | Stadion: De Koel, Venlo Toeschouwers: 4500 Scheidsrechter: Chris van der Laar |
|                 |                  |       |                                            |                                                                               |

|                 |               |       |                 |                                                                                   |
| 30 januari 1982 | SC Veendam    | 1 – 1 | Telstar         | Stadion: De Langeleegte, Veendam Toeschouwers: 1300 Scheidsrechter: Dick van Riel |
| 30 januari 1982 | Wim Swart 44' |       | 6' Ton Kamphues | Stadion: De Langeleegte, Veendam Toeschouwers: 1300 Scheidsrechter: Dick van Riel |
| 30 januari 1982 |               |       |                 | Stadion: De Langeleegte, Veendam Toeschouwers: 1300 Scheidsrechter: Dick van Riel |
| 30 januari 1982 |               |       |                 | Stadion: De Langeleegte, Veendam Toeschouwers: 1300 Scheidsrechter: Dick van Riel |
|                 |               |       |                 |                                                                                   |

|                 |               |       |               |                                                                           |
| 30 januari 1982 | Helmond Sport | 0 – 0 | sc Heerenveen | Stadion: De Braak, Helmond Toeschouwers: 5100 Scheidsrechter: Cees Bakker |
| 30 januari 1982 |               |       |               | Stadion: De Braak, Helmond Toeschouwers: 5100 Scheidsrechter: Cees Bakker |
| 30 januari 1982 |               |       |               | Stadion: De Braak, Helmond Toeschouwers: 5100 Scheidsrechter: Cees Bakker |
| 30 januari 1982 |               |       |               | Stadion: De Braak, Helmond Toeschouwers: 5100 Scheidsrechter: Cees Bakker |
|                 |               |       |               |                                                                           |

|                 |                  |       |                    |                                                                                       |
| 30 januari 1982 | FC Den Bosch '67 | 1 – 1 | Vitesse            | Stadion: De Vliert, 's-Hertogenbosch Toeschouwers: 2000 Scheidsrechter: Egbert Mulder |
| 30 januari 1982 | Arie Romijn 62'  |       | 17' Jurrie Koolhof | Stadion: De Vliert, 's-Hertogenbosch Toeschouwers: 2000 Scheidsrechter: Egbert Mulder |
| 30 januari 1982 |                  |       |                    | Stadion: De Vliert, 's-Hertogenbosch Toeschouwers: 2000 Scheidsrechter: Egbert Mulder |
| 30 januari 1982 |                  |       |                    | Stadion: De Vliert, 's-Hertogenbosch Toeschouwers: 2000 Scheidsrechter: Egbert Mulder |
|                 |                  |       |                    |                                                                                       |

|                 |                                                 |       |                  |                                                                               |
| 31 januari 1982 | Eindhoven                                       | 2 – 1 | FC Wageningen    | Stadion: Aalsterweg, Eindhoven Toeschouwers: 2500 Scheidsrechter: Hans Folmer |
| 31 januari 1982 | Jacques van der Pas 14' Adrie van Rijsingen 36' |       | 51' Ben Rietveld | Stadion: Aalsterweg, Eindhoven Toeschouwers: 2500 Scheidsrechter: Hans Folmer |
| 31 januari 1982 |                                                 |       |                  | Stadion: Aalsterweg, Eindhoven Toeschouwers: 2500 Scheidsrechter: Hans Folmer |
| 31 januari 1982 |                                                 |       |                  | Stadion: Aalsterweg, Eindhoven Toeschouwers: 2500 Scheidsrechter: Hans Folmer |
|                 |                                                 |       |                  |                                                                               |

|                 |            |       |        |                                                                                          |
| 31 januari 1982 | SC Cambuur | 0 – 0 | DS '79 | Stadion: Cambuurstadion, Leeuwarden Toeschouwers: 4000 Scheidsrechter: John Blankenstein |
| 31 januari 1982 |            |       |        | Stadion: Cambuurstadion, Leeuwarden Toeschouwers: 4000 Scheidsrechter: John Blankenstein |
| 31 januari 1982 |            |       |        | Stadion: Cambuurstadion, Leeuwarden Toeschouwers: 4000 Scheidsrechter: John Blankenstein |
| 31 januari 1982 |            |       |        | Stadion: Cambuurstadion, Leeuwarden Toeschouwers: 4000 Scheidsrechter: John Blankenstein |
|                 |            |       |        |                                                                                          |

|                 |                                |       |                                      | |
| 31 januari 1982 | FC Amsterdam                   | 2 – 2 | Excelsior                            | Stadion: Olympisch Stadion (bijveld), Amsterdam Toeschouwers: 900 Scheidsrechter: Gerard de Schepper |
| 31 januari 1982 | Hans Mols 39' John Weijers 51' |       | 12' Makkie Nijssen 82' Piet den Boer | Stadion: Olympisch Stadion (bijveld), Amsterdam Toeschouwers: 900 Scheidsrechter: Gerard de Schepper |
| 31 januari 1982 |                                |       |                                      | Stadion: Olympisch Stadion (bijveld), Amsterdam Toeschouwers: 900 Scheidsrechter: Gerard de Schepper |
| 31 januari 1982 |                                |       |                                      | Stadion: Olympisch Stadion (bijveld), Amsterdam Toeschouwers: 900 Scheidsrechter: Gerard de Schepper |
|                 |                                |       |                                      | |

|                 |     |             |             |                                                                      |
| 31 januari 1982 | SVV | 0 – 1       | FC Volendam | Stadion: Harga, Schiedam Toeschouwers: 1500 Scheidsrechter: Jan Hobé |
| 31 januari 1982 |     | 37' Wim Tol |             | Stadion: Harga, Schiedam Toeschouwers: 1500 Scheidsrechter: Jan Hobé |
| 31 januari 1982 |     |             |             | Stadion: Harga, Schiedam Toeschouwers: 1500 Scheidsrechter: Jan Hobé |
| 31 januari 1982 |     |             |             | Stadion: Harga, Schiedam Toeschouwers: 1500 Scheidsrechter: Jan Hobé |
|                 |     |             |             |                                                                      |

## Speelronde 19
|                 |         |       |     |                                                                                   |
| 6 februari 1982 | Telstar | 0 – 0 | SVV | Stadion: Schoonenberg, Velsen Toeschouwers: 1800 Scheidsrechter: Huug van der Ent |
| 6 februari 1982 |         |       |     | Stadion: Schoonenberg, Velsen Toeschouwers: 1800 Scheidsrechter: Huug van der Ent |
| 6 februari 1982 |         |       |     | Stadion: Schoonenberg, Velsen Toeschouwers: 1800 Scheidsrechter: Huug van der Ent |
| 6 februari 1982 |         |       |     | Stadion: Schoonenberg, Velsen Toeschouwers: 1800 Scheidsrechter: Huug van der Ent |
|                 |         |       |     |                                                                                   |

|                 |                                                |       |                    |                                                                                           |
| 6 februari 1982 | sc Heerenveen                                  | 3 – 1 | FC Den Bosch '67   | Stadion: Gemeentelijk Sportpark, Heerenveen Toeschouwers: 3600 Scheidsrechter: Bep Thomas |
| 6 februari 1982 | Koko Hoekstra 8' Eddy Bosman 71' Boy Nijgh 73' |       | 21' Gerard Aichorn | Stadion: Gemeentelijk Sportpark, Heerenveen Toeschouwers: 3600 Scheidsrechter: Bep Thomas |
| 6 februari 1982 |                                                |       |                    | Stadion: Gemeentelijk Sportpark, Heerenveen Toeschouwers: 3600 Scheidsrechter: Bep Thomas |
| 6 februari 1982 |                                                |       |                    | Stadion: Gemeentelijk Sportpark, Heerenveen Toeschouwers: 3600 Scheidsrechter: Bep Thomas |
|                 |                                                |       |                    |                                                                                           |

|                 |               |                    |            |                                                                                 |
| 7 februari 1982 | SC Amersfoort | 0 – 1              | SC Cambuur | Stadion: Birkhoven, Amersfoort Toeschouwers: 1000 Scheidsrechter: Wil de Vrieze |
| 7 februari 1982 |               | 31' Fran Hitchcock |            | Stadion: Birkhoven, Amersfoort Toeschouwers: 1000 Scheidsrechter: Wil de Vrieze |
| 7 februari 1982 |               |                    |            | Stadion: Birkhoven, Amersfoort Toeschouwers: 1000 Scheidsrechter: Wil de Vrieze |
| 7 februari 1982 |               |                    |            | Stadion: Birkhoven, Amersfoort Toeschouwers: 1000 Scheidsrechter: Wil de Vrieze |
|                 |               |                    |            |                                                                                 |

|                 |                            |       |              |                                                                               |
| 7 februari 1982 | DS '79                     | 2 – 0 | FC Amsterdam | Stadion: Krommedijk, Dordrecht Toeschouwers: 2500 Scheidsrechter: Jan Dolstra |
| 7 februari 1982 | Harry van den Ham 72', 87' |       |              | Stadion: Krommedijk, Dordrecht Toeschouwers: 2500 Scheidsrechter: Jan Dolstra |
| 7 februari 1982 |                            |       |              | Stadion: Krommedijk, Dordrecht Toeschouwers: 2500 Scheidsrechter: Jan Dolstra |
| 7 februari 1982 |                            |       |              | Stadion: Krommedijk, Dordrecht Toeschouwers: 2500 Scheidsrechter: Jan Dolstra |
|                 |                            |       |              |                                                                               |

|                 |           |                                                  |        |                                                                                  |
| 7 februari 1982 | Excelsior | 0 – 2                                            | FC VVV | Stadion: Woudestein, Rotterdam Toeschouwers: 1500 Scheidsrechter: Arie de Munnik |
| 7 februari 1982 |           | 36' (pen.) Peter Ressel 79' (pen.) John Taihuttu |        | Stadion: Woudestein, Rotterdam Toeschouwers: 1500 Scheidsrechter: Arie de Munnik |
| 7 februari 1982 |           |                                                  |        | Stadion: Woudestein, Rotterdam Toeschouwers: 1500 Scheidsrechter: Arie de Munnik |
| 7 februari 1982 |           |                                                  |        | Stadion: Woudestein, Rotterdam Toeschouwers: 1500 Scheidsrechter: Arie de Munnik |
|                 |           |                                                  |        |                                                                                  |

|                 |                                                          |       |                             |                                                                                |
| 7 februari 1982 | Fortuna Sittard                                          | 3 – 2 | SC Veendam                  | Stadion: De Baandert, Sittard Toeschouwers: 4100 Scheidsrechter: Chris Verhoef |
| 7 februari 1982 | Tiny Ruijs 16' Gerrie Schrijnemakers 41' Huub Smeets 64' |       | 33' Jan Korte 78' Rudy Metz | Stadion: De Baandert, Sittard Toeschouwers: 4100 Scheidsrechter: Chris Verhoef |
| 7 februari 1982 |                                                          |       |                             | Stadion: De Baandert, Sittard Toeschouwers: 4100 Scheidsrechter: Chris Verhoef |
| 7 februari 1982 |                                                          |       |                             | Stadion: De Baandert, Sittard Toeschouwers: 4100 Scheidsrechter: Chris Verhoef |
|                 |                                                          |       |                             |                                                                                |

|                 |                                             |       |               |                                                                                           |
| 7 februari 1982 | FC Volendam                                 | 4 – 0 | Helmond Sport | Stadion: Volendam Stadion, Volendam Toeschouwers: 4100 Scheidsrechter: Henk van Ettekoven |
| 7 februari 1982 | René Tol 9' Wim Tol 53', 66' Klaas Tuyp 78' |       |               | Stadion: Volendam Stadion, Volendam Toeschouwers: 4100 Scheidsrechter: Henk van Ettekoven |
| 7 februari 1982 |                                             |       |               | Stadion: Volendam Stadion, Volendam Toeschouwers: 4100 Scheidsrechter: Henk van Ettekoven |
| 7 februari 1982 |                                             |       |               | Stadion: Volendam Stadion, Volendam Toeschouwers: 4100 Scheidsrechter: Henk van Ettekoven |
|                 |                                             |       |               |                                                                                           |

|                 |                                                                             |       |           |                                                                                       |
| 7 februari 1982 | Vitesse                                                                     | 5 – 0 | Eindhoven | Stadion: Nieuw-Monnikenhuize, Arnhem Toeschouwers: 3100 Scheidsrechter: Martin Bannet |
| 7 februari 1982 | Hans Bleijenberg 18' Jurrie Koolhof 28', 81' Hannie Das 45' John Beijer 47' |       |           | Stadion: Nieuw-Monnikenhuize, Arnhem Toeschouwers: 3100 Scheidsrechter: Martin Bannet |
| 7 februari 1982 |                                                                             |       |           | Stadion: Nieuw-Monnikenhuize, Arnhem Toeschouwers: 3100 Scheidsrechter: Martin Bannet |
| 7 februari 1982 |                                                                             |       |           | Stadion: Nieuw-Monnikenhuize, Arnhem Toeschouwers: 3100 Scheidsrechter: Martin Bannet |
|                 |                                                                             |       |           |                                                                                       |

|                  |               |                     |              |                                                                                       |
| 24 februari 1982 | FC Wageningen | 0 – 2               | Heracles '74 | Stadion: De Wageningse Berg, Wageningen Toeschouwers: 1500 Scheidsrechter: Peter Gans |
| 24 februari 1982 |               | 72', 78' Han Unaola |              | Stadion: De Wageningse Berg, Wageningen Toeschouwers: 1500 Scheidsrechter: Peter Gans |
| 24 februari 1982 |               |                     |              | Stadion: De Wageningse Berg, Wageningen Toeschouwers: 1500 Scheidsrechter: Peter Gans |
| 24 februari 1982 |               |                     |              | Stadion: De Wageningse Berg, Wageningen Toeschouwers: 1500 Scheidsrechter: Peter Gans |
|                  |               |                     |              |                                                                                       |

## Speelronde 20
|                  | |       |                                                                     |                                                                         |
| 13 februari 1982 | FC VVV                                                                                                | 8 – 3 | DS '79                                                              | Stadion: De Koel, Venlo Toeschouwers: 3500 Scheidsrechter: Rob Broekman |
| 13 februari 1982 | Henk Janssen 1', 8' John Taihuttu 7', 13', 64' Bert Riether 11' Mat Bours 27' Peter Ressel 47' (pen.) |       | 32' Hakim Braham 34' (pen.) Anne Evers 76' (pen.) Harry van den Ham | Stadion: De Koel, Venlo Toeschouwers: 3500 Scheidsrechter: Rob Broekman |
| 13 februari 1982 | |       |                                                                     | Stadion: De Koel, Venlo Toeschouwers: 3500 Scheidsrechter: Rob Broekman |
| 13 februari 1982 | |       |                                                                     | Stadion: De Koel, Venlo Toeschouwers: 3500 Scheidsrechter: Rob Broekman |
|                  | |       |                                                                     |                                                                         |

|                  |                  |       |           |                                                                                        |
| 13 februari 1982 | SC Veendam       | 1 – 0 | Excelsior | Stadion: De Langeleegte, Veendam Toeschouwers: 2400 Scheidsrechter: Chris van der Laar |
| 13 februari 1982 | Jos Roossien 11' |       |           | Stadion: De Langeleegte, Veendam Toeschouwers: 2400 Scheidsrechter: Chris van der Laar |
| 13 februari 1982 |                  |       |           | Stadion: De Langeleegte, Veendam Toeschouwers: 2400 Scheidsrechter: Chris van der Laar |
| 13 februari 1982 |                  |       |           | Stadion: De Langeleegte, Veendam Toeschouwers: 2400 Scheidsrechter: Chris van der Laar |
|                  |                  |       |           |                                                                                        |

|                  |                                    |       |                       |                                                                          |
| 13 februari 1982 | Helmond Sport                      | 2 – 1 | Telstar               | Stadion: De Braak, Helmond Toeschouwers: 4100 Scheidsrechter: Bep Thomas |
| 13 februari 1982 | Hans Strijbosch 41' Ad de Wert 89' |       | 50' Theo van Seggelen | Stadion: De Braak, Helmond Toeschouwers: 4100 Scheidsrechter: Bep Thomas |
| 13 februari 1982 |                                    |       |                       | Stadion: De Braak, Helmond Toeschouwers: 4100 Scheidsrechter: Bep Thomas |
| 13 februari 1982 |                                    |       |                       | Stadion: De Braak, Helmond Toeschouwers: 4100 Scheidsrechter: Bep Thomas |
|                  |                                    |       |                       |                                                                          |

|                  |                  |                                 |             |                                                                                       |
| 13 februari 1982 | FC Den Bosch '67 | 0 – 2                           | FC Volendam | Stadion: De Vliert, 's-Hertogenbosch Toeschouwers: 3000 Scheidsrechter: Wil de Vrieze |
| 13 februari 1982 |                  | 57' Kees Guijt 84' Jan Schokker |             | Stadion: De Vliert, 's-Hertogenbosch Toeschouwers: 3000 Scheidsrechter: Wil de Vrieze |
| 13 februari 1982 |                  |                                 |             | Stadion: De Vliert, 's-Hertogenbosch Toeschouwers: 3000 Scheidsrechter: Wil de Vrieze |
| 13 februari 1982 |                  |                                 |             | Stadion: De Vliert, 's-Hertogenbosch Toeschouwers: 3000 Scheidsrechter: Wil de Vrieze |
|                  |                  |                                 |             |                                                                                       |

|                  |           |                       |              |                                                                                  |
| 14 februari 1982 | Eindhoven | 0 – 1                 | Heracles '74 | Stadion: Aalsterweg, Eindhoven Toeschouwers: 2000 Scheidsrechter: Henk Roelofsen |
| 14 februari 1982 |           | 11' Martin Langhenkel |              | Stadion: Aalsterweg, Eindhoven Toeschouwers: 2000 Scheidsrechter: Henk Roelofsen |
| 14 februari 1982 |           |                       |              | Stadion: Aalsterweg, Eindhoven Toeschouwers: 2000 Scheidsrechter: Henk Roelofsen |
| 14 februari 1982 |           |                       |              | Stadion: Aalsterweg, Eindhoven Toeschouwers: 2000 Scheidsrechter: Henk Roelofsen |
|                  |           |                       |              |                                                                                  |

|                  |            |       |               |                                                                                      |
| 14 februari 1982 | SC Cambuur | 0 – 0 | FC Wageningen | Stadion: Cambuurstadion, Leeuwarden Toeschouwers: 5500 Scheidsrechter: Martin Bannet |
| 14 februari 1982 |            |       |               | Stadion: Cambuurstadion, Leeuwarden Toeschouwers: 5500 Scheidsrechter: Martin Bannet |
| 14 februari 1982 |            |       |               | Stadion: Cambuurstadion, Leeuwarden Toeschouwers: 5500 Scheidsrechter: Martin Bannet |
| 14 februari 1982 |            |       |               | Stadion: Cambuurstadion, Leeuwarden Toeschouwers: 5500 Scheidsrechter: Martin Bannet |
|                  |            |       |               |                                                                                      |

|                  |              |                                    |               |                                                                                               |
| 14 februari 1982 | FC Amsterdam | 0 – 2                              | SC Amersfoort | Stadion: Olympisch Stadion (bijveld), Amsterdam Toeschouwers: 900 Scheidsrechter: Hans Folmer |
| 14 februari 1982 |              | 22' (pen), 80' (pen.) Ton van Loon |               | Stadion: Olympisch Stadion (bijveld), Amsterdam Toeschouwers: 900 Scheidsrechter: Hans Folmer |
| 14 februari 1982 |              |                                    |               | Stadion: Olympisch Stadion (bijveld), Amsterdam Toeschouwers: 900 Scheidsrechter: Hans Folmer |
| 14 februari 1982 |              |                                    |               | Stadion: Olympisch Stadion (bijveld), Amsterdam Toeschouwers: 900 Scheidsrechter: Hans Folmer |
|                  |              |                                    |               |                                                                                               |

|                  |                    |       |                                                       |                                                                            |
| 14 februari 1982 | SVV                | 1 – 4 | Fortuna Sittard                                       | Stadion: Harga, Schiedam Toeschouwers: 1600 Scheidsrechter: Gerard Arnouts |
| 14 februari 1982 | Richard Dercks 29' |       | 1' Huub Smeets 44' Tiny Ruijs 46', 71' Hans Zuidersma | Stadion: Harga, Schiedam Toeschouwers: 1600 Scheidsrechter: Gerard Arnouts |
| 14 februari 1982 |                    |       |                                                       | Stadion: Harga, Schiedam Toeschouwers: 1600 Scheidsrechter: Gerard Arnouts |
| 14 februari 1982 |                    |       |                                                       | Stadion: Harga, Schiedam Toeschouwers: 1600 Scheidsrechter: Gerard Arnouts |
|                  |                    |       |                                                       |                                                                            |

|                  |                                    |       |                                           |                                                                                            |
| 14 februari 1982 | Vitesse                            | 2 – 2 | sc Heerenveen                             | Stadion: Nieuw-Monnikenhuize, Arnhem Toeschouwers: 3100 Scheidsrechter: Gerard de Schepper |
| 14 februari 1982 | John Beijer 11' Jurrie Koolhof 23' |       | 68}' (pen.) Eddy Bosman 71' Jan Schulting | Stadion: Nieuw-Monnikenhuize, Arnhem Toeschouwers: 3100 Scheidsrechter: Gerard de Schepper |
| 14 februari 1982 |                                    |       |                                           | Stadion: Nieuw-Monnikenhuize, Arnhem Toeschouwers: 3100 Scheidsrechter: Gerard de Schepper |
| 14 februari 1982 |                                    |       |                                           | Stadion: Nieuw-Monnikenhuize, Arnhem Toeschouwers: 3100 Scheidsrechter: Gerard de Schepper |
|                  |                                    |       |                                           |                                                                                            |

## Speelronde 21
|                  |              |                  |            |                                                                                      |
| 27 februari 1982 | Heracles '74 | 0 – 1            | SC Cambuur | Stadion: Bornsestraat, Almelo Toeschouwers: 3.000 Scheidsrechter: Gerard de Schepper |
| 27 februari 1982 |              | 21' Rob Kleefman |            | Stadion: Bornsestraat, Almelo Toeschouwers: 3.000 Scheidsrechter: Gerard de Schepper |
| 27 februari 1982 |              |                  |            | Stadion: Bornsestraat, Almelo Toeschouwers: 3.000 Scheidsrechter: Gerard de Schepper |
| 27 februari 1982 |              |                  |            | Stadion: Bornsestraat, Almelo Toeschouwers: 3.000 Scheidsrechter: Gerard de Schepper |
|                  |              |                  |            |                                                                                      |

|                  |                        |       |                    |                                                                                |
| 27 februari 1982 | Excelsior              | 2 – 1 | SVV                | Stadion: Woudestein, Rotterdam Toeschouwers: 2.500 Scheidsrechter: Hans Folmer |
| 27 februari 1982 | Piet den Boer 50', 90' |       | 32' Harry Meijboom | Stadion: Woudestein, Rotterdam Toeschouwers: 2.500 Scheidsrechter: Hans Folmer |
| 27 februari 1982 |                        |       |                    | Stadion: Woudestein, Rotterdam Toeschouwers: 2.500 Scheidsrechter: Hans Folmer |
| 27 februari 1982 |                        |       |                    | Stadion: Woudestein, Rotterdam Toeschouwers: 2.500 Scheidsrechter: Hans Folmer |
|                  |                        |       |                    |                                                                                |

|                  |                       |       |                       |                                                                            |
| 27 februari 1982 | Telstar               | 1 – 1 | FC Den Bosch '67      | Stadion: Schoonenberg, Velsen Toeschouwers: 1.800 Scheidsrechter: Jan Hobé |
| 27 februari 1982 | Theo van Seggelen 73' |       | 24' Roger Schouwenaar | Stadion: Schoonenberg, Velsen Toeschouwers: 1.800 Scheidsrechter: Jan Hobé |
| 27 februari 1982 |                       |       |                       | Stadion: Schoonenberg, Velsen Toeschouwers: 1.800 Scheidsrechter: Jan Hobé |
| 27 februari 1982 |                       |       |                       | Stadion: Schoonenberg, Velsen Toeschouwers: 1.800 Scheidsrechter: Jan Hobé |
|                  |                       |       |                       |                                                                            |

|                  |                                                     |       |           |                                                                                               |
| 27 februari 1982 | sc Heerenveen                                       | 3 – 0 | Eindhoven | Stadion: Gemeentelijk Sportpark, Heerenveen Toeschouwers: 3.000 Scheidsrechter: Chris Verhoef |
| 27 februari 1982 | Eddy Bosman 35' Boy Nijgh 37' Jacques Willemsen 78' |       |           | Stadion: Gemeentelijk Sportpark, Heerenveen Toeschouwers: 3.000 Scheidsrechter: Chris Verhoef |
| 27 februari 1982 |                                                     |       |           | Stadion: Gemeentelijk Sportpark, Heerenveen Toeschouwers: 3.000 Scheidsrechter: Chris Verhoef |
| 27 februari 1982 |                                                     |       |           | Stadion: Gemeentelijk Sportpark, Heerenveen Toeschouwers: 3.000 Scheidsrechter: Chris Verhoef |
|                  |                                                     |       |           |                                                                                               |

|                  |                                         |       |                      |                                                                                              |
| 28 februari 1982 | FC Wageningen                           | 2 – 1 | FC Amsterdam         | Stadion: De Wageningse Berg, Wageningen Toeschouwers: 2.000 Scheidsrechter: Wim van den Berk |
| 28 februari 1982 | Armand Mannen 65' Cees van den Berg 81' |       | 67' Hans Bouwmeester | Stadion: De Wageningse Berg, Wageningen Toeschouwers: 2.000 Scheidsrechter: Wim van den Berk |
| 28 februari 1982 |                                         |       |                      | Stadion: De Wageningse Berg, Wageningen Toeschouwers: 2.000 Scheidsrechter: Wim van den Berk |
| 28 februari 1982 |                                         |       |                      | Stadion: De Wageningse Berg, Wageningen Toeschouwers: 2.000 Scheidsrechter: Wim van den Berk |
|                  |                                         |       |                      |                                                                                              |

|                  |                     |       |                   |                                                                                  |
| 28 februari 1982 | SC Amersfoort       | 1 – 1 | FC VVV            | Stadion: Birkhoven, Amersfoort Toeschouwers: 1.500 Scheidsrechter: Dick van Riel |
| 28 februari 1982 | Wim van 't Land 42' |       | 47' Frans Nijssen | Stadion: Birkhoven, Amersfoort Toeschouwers: 1.500 Scheidsrechter: Dick van Riel |
| 28 februari 1982 |                     |       |                   | Stadion: Birkhoven, Amersfoort Toeschouwers: 1.500 Scheidsrechter: Dick van Riel |
| 28 februari 1982 |                     |       |                   | Stadion: Birkhoven, Amersfoort Toeschouwers: 1.500 Scheidsrechter: Dick van Riel |
|                  |                     |       |                   |                                                                                  |

|                  |                                |       |                                        |                                                                               |
| 28 februari 1982 | DS '79                         | 3 – 3 | SC Veendam                             | Stadion: Krommedijk, Dordrecht Toeschouwers: 2.100 Scheidsrechter: Peter Gans |
| 28 februari 1982 | Anne Evers 7', 53', 80' (pen.) |       | 18', 89' Rudy Metz 54' Henk Schoonbeek | Stadion: Krommedijk, Dordrecht Toeschouwers: 2.100 Scheidsrechter: Peter Gans |
| 28 februari 1982 |                                |       |                                        | Stadion: Krommedijk, Dordrecht Toeschouwers: 2.100 Scheidsrechter: Peter Gans |
| 28 februari 1982 |                                |       |                                        | Stadion: Krommedijk, Dordrecht Toeschouwers: 2.100 Scheidsrechter: Peter Gans |
|                  |                                |       |                                        |                                                                               |

|                  |                 |       |                |                                                                                |
| 28 februari 1982 | Fortuna Sittard | 1 – 1 | Helmond Sport  | Stadion: De Baandert, Sittard Toeschouwers: 12.000 Scheidsrechter: Piet Bosman |
| 28 februari 1982 | Tiny Ruijs 9'   |       | 62' Robert Cox | Stadion: De Baandert, Sittard Toeschouwers: 12.000 Scheidsrechter: Piet Bosman |
| 28 februari 1982 |                 |       |                | Stadion: De Baandert, Sittard Toeschouwers: 12.000 Scheidsrechter: Piet Bosman |
| 28 februari 1982 |                 |       |                | Stadion: De Baandert, Sittard Toeschouwers: 12.000 Scheidsrechter: Piet Bosman |
|                  |                 |       |                |                                                                                |

|                  |             |                                                      |         |                                                                                           |
| 28 februari 1982 | FC Volendam | 0 – 3                                                | Vitesse | Stadion: Volendam Stadion, Volendam Toeschouwers: 3.000 Scheidsrechter: John Blankenstein |
| 28 februari 1982 |             | 22', 87' (pen.) Jurrie Koolhof 63' (e.d.) Jaap Braan |         | Stadion: Volendam Stadion, Volendam Toeschouwers: 3.000 Scheidsrechter: John Blankenstein |
| 28 februari 1982 |             |                                                      |         | Stadion: Volendam Stadion, Volendam Toeschouwers: 3.000 Scheidsrechter: John Blankenstein |
| 28 februari 1982 |             |                                                      |         | Stadion: Volendam Stadion, Volendam Toeschouwers: 3.000 Scheidsrechter: John Blankenstein |
|                  |             |                                                      |         |                                                                                           |

## Speelronde 22
|              |                                                             |       |            |                                                                                    |
| 6 maart 1982 | Eindhoven                                                   | 3 – 0 | SC Cambuur | Stadion: Aalsterweg, Eindhoven Toeschouwers: 1300 Scheidsrechter: Huug van der Ent |
| 6 maart 1982 | Peter Vreven 31' Fred van der Vleut 64' Marius Methorst 86' |       |            | Stadion: Aalsterweg, Eindhoven Toeschouwers: 1300 Scheidsrechter: Huug van der Ent |
| 6 maart 1982 |                                                             |       |            | Stadion: Aalsterweg, Eindhoven Toeschouwers: 1300 Scheidsrechter: Huug van der Ent |
| 6 maart 1982 |                                                             |       |            | Stadion: Aalsterweg, Eindhoven Toeschouwers: 1300 Scheidsrechter: Huug van der Ent |
|              |                                                             |       |            |                                                                                    |

|              |                                                                       |       |                                           |                                                                    |
| 6 maart 1982 | FC VVV                                                                | 4 – 3 | FC Wageningen                             | Stadion: De Koel, Venlo Toeschouwers: 5000 Scheidsrechter: Jo Boss |
| 6 maart 1982 | Heinz Mostert 22' Henk Janssen 27' John Taihuttu 38' Peter Ressel 41' |       | 28' Herman den Haag 62', 89' Craig Norrie | Stadion: De Koel, Venlo Toeschouwers: 5000 Scheidsrechter: Jo Boss |
| 6 maart 1982 |                                                                       |       |                                           | Stadion: De Koel, Venlo Toeschouwers: 5000 Scheidsrechter: Jo Boss |
| 6 maart 1982 |                                                                       |       |                                           | Stadion: De Koel, Venlo Toeschouwers: 5000 Scheidsrechter: Jo Boss |
|              |                                                                       |       |                                           |                                                                    |

|              |                                                                                          |       |                         |                                                                                  |
| 6 maart 1982 | SC Veendam                                                                               | 5 – 1 | SC Amersfoort           | Stadion: De Langeleegte, Veendam Toeschouwers: 2200 Scheidsrechter: Jan van Dorp |
| 6 maart 1982 | Rudy Metz 1' Tony McNulty 3' Wim Swart 32' Francisco Metz 65' Henk Oosterwold 75' (pen.) |       | 74' Jan van Leijenhorst | Stadion: De Langeleegte, Veendam Toeschouwers: 2200 Scheidsrechter: Jan van Dorp |
| 6 maart 1982 |                                                                                          |       |                         | Stadion: De Langeleegte, Veendam Toeschouwers: 2200 Scheidsrechter: Jan van Dorp |
| 6 maart 1982 |                                                                                          |       |                         | Stadion: De Langeleegte, Veendam Toeschouwers: 2200 Scheidsrechter: Jan van Dorp |
|              |                                                                                          |       |                         |                                                                                  |

|              |                                |       |                                        |                                                                                 |
| 6 maart 1982 | Helmond Sport                  | 2 – 3 | Excelsior                              | Stadion: De Braak, Helmond Toeschouwers: 5600 Scheidsrechter: John Blankenstein |
| 6 maart 1982 | Harry Lubse 17' Robert Cox 82' |       | 11', 26' Remco Boere 64' Piet den Boer | Stadion: De Braak, Helmond Toeschouwers: 5600 Scheidsrechter: John Blankenstein |
| 6 maart 1982 |                                |       |                                        | Stadion: De Braak, Helmond Toeschouwers: 5600 Scheidsrechter: John Blankenstein |
| 6 maart 1982 |                                |       |                                        | Stadion: De Braak, Helmond Toeschouwers: 5600 Scheidsrechter: John Blankenstein |
|              |                                |       |                                        |                                                                                 |

|              |                  |                                    |                 |                                                                                      |
| 6 maart 1982 | FC Den Bosch '67 | 0 – 2                              | Fortuna Sittard | Stadion: De Vliert, 's-Hertogenbosch Toeschouwers: 4200 Scheidsrechter: Jan Severein |
| 6 maart 1982 |                  | 26' Hans Zuidersma 81' Huub Smeets |                 | Stadion: De Vliert, 's-Hertogenbosch Toeschouwers: 4200 Scheidsrechter: Jan Severein |
| 6 maart 1982 |                  |                                    |                 | Stadion: De Vliert, 's-Hertogenbosch Toeschouwers: 4200 Scheidsrechter: Jan Severein |
| 6 maart 1982 |                  |                                    |                 | Stadion: De Vliert, 's-Hertogenbosch Toeschouwers: 4200 Scheidsrechter: Jan Severein |
|              |                  |                                    |                 |                                                                                      |

|              |                             |       |                 |                                                                                               |
| 6 maart 1982 | sc Heerenveen               | 2 – 1 | FC Volendam     | Stadion: Gemeentelijk Sportpark, Heerenveen Toeschouwers: 4500 Scheidsrechter: Bouke Draaisma |
| 6 maart 1982 | Piet Boskma Eddy Bosman 43' |       | 41' Johan Kroon | Stadion: Gemeentelijk Sportpark, Heerenveen Toeschouwers: 4500 Scheidsrechter: Bouke Draaisma |
| 6 maart 1982 |                             |       |                 | Stadion: Gemeentelijk Sportpark, Heerenveen Toeschouwers: 4500 Scheidsrechter: Bouke Draaisma |
| 6 maart 1982 |                             |       |                 | Stadion: Gemeentelijk Sportpark, Heerenveen Toeschouwers: 4500 Scheidsrechter: Bouke Draaisma |
|              |                             |       |                 |                                                                                               |

|              |                       |       |                  |                                                                           |
| 7 maart 1982 | SVV                   | 1 – 1 | DS '79           | Stadion: Harga, Schiedam Toeschouwers: 2500 Scheidsrechter: Egbert Mulder |
| 7 maart 1982 | Ger van der Heide 24' |       | 44' Peter Matena | Stadion: Harga, Schiedam Toeschouwers: 2500 Scheidsrechter: Egbert Mulder |
| 7 maart 1982 |                       |       |                  | Stadion: Harga, Schiedam Toeschouwers: 2500 Scheidsrechter: Egbert Mulder |
| 7 maart 1982 |                       |       |                  | Stadion: Harga, Schiedam Toeschouwers: 2500 Scheidsrechter: Egbert Mulder |
|              |                       |       |                  |                                                                           |

|              |         |                  |         |                                                                                       |
| 7 maart 1982 | Vitesse | 0 – 1            | Telstar | Stadion: Nieuw-Monnikenhuize, Arnhem Toeschouwers: 1100 Scheidsrechter: Dick van Riel |
| 7 maart 1982 |         | 89' Ton Kamphues |         | Stadion: Nieuw-Monnikenhuize, Arnhem Toeschouwers: 1100 Scheidsrechter: Dick van Riel |
| 7 maart 1982 |         |                  |         | Stadion: Nieuw-Monnikenhuize, Arnhem Toeschouwers: 1100 Scheidsrechter: Dick van Riel |
| 7 maart 1982 |         |                  |         | Stadion: Nieuw-Monnikenhuize, Arnhem Toeschouwers: 1100 Scheidsrechter: Dick van Riel |
|              |         |                  |         |                                                                                       |

|              |              |                       |              | |
| 7 maart 1982 | FC Amsterdam | 0 – 3                 | Heracles '74 | Stadion: Olympisch Stadion (bijveld), Amsterdam Toeschouwers: 450 Scheidsrechter: Rob Mittelmeijer |
| 7 maart 1982 |              | Jed Kerr 9', 57', 83' |              | Stadion: Olympisch Stadion (bijveld), Amsterdam Toeschouwers: 450 Scheidsrechter: Rob Mittelmeijer |
| 7 maart 1982 |              |                       |              | Stadion: Olympisch Stadion (bijveld), Amsterdam Toeschouwers: 450 Scheidsrechter: Rob Mittelmeijer |
| 7 maart 1982 |              |                       |              | Stadion: Olympisch Stadion (bijveld), Amsterdam Toeschouwers: 450 Scheidsrechter: Rob Mittelmeijer |
|              |              |                       |              | |

## Speelronde 23
|               |                        |       |                         |                                                                                              |
| 13 maart 1982 | SC Cambuur             | 1 – 1 | FC Amsterdam            | Stadion: Cambuurstadion, Leeuwarden Toeschouwers: 4300 Scheidsrechter: Gerard van der Linden |
| 13 maart 1982 | Gerrie Schouwenaar 86' |       | 57' (pen.) Jan de Vries | Stadion: Cambuurstadion, Leeuwarden Toeschouwers: 4300 Scheidsrechter: Gerard van der Linden |
| 13 maart 1982 |                        |       |                         | Stadion: Cambuurstadion, Leeuwarden Toeschouwers: 4300 Scheidsrechter: Gerard van der Linden |
| 13 maart 1982 |                        |       |                         | Stadion: Cambuurstadion, Leeuwarden Toeschouwers: 4300 Scheidsrechter: Gerard van der Linden |
|               |                        |       |                         |                                                                                              |

|               |                                   |       |        |                                                                                     |
| 13 maart 1982 | Heracles '74                      | 2 – 0 | FC VVV | Stadion: Bornsestraat, Almelo Toeschouwers: 3200 Scheidsrechter: Ignace van Swieten |
| 13 maart 1982 | Hannes Lalopua 31' Han Unaola 86' |       |        | Stadion: Bornsestraat, Almelo Toeschouwers: 3200 Scheidsrechter: Ignace van Swieten |
| 13 maart 1982 |                                   |       |        | Stadion: Bornsestraat, Almelo Toeschouwers: 3200 Scheidsrechter: Ignace van Swieten |
| 13 maart 1982 |                                   |       |        | Stadion: Bornsestraat, Almelo Toeschouwers: 3200 Scheidsrechter: Ignace van Swieten |
|               |                                   |       |        |                                                                                     |

|               |               |               |            |                                                                                               |
| 13 maart 1982 | FC Wageningen | 0 – 1         | SC Veendam | Stadion: De Wageningse Berg, Wageningen Toeschouwers: 2200 Scheidsrechter: Gerard de Schepper |
| 13 maart 1982 |               | 35' Rudy Metz |            | Stadion: De Wageningse Berg, Wageningen Toeschouwers: 2200 Scheidsrechter: Gerard de Schepper |
| 13 maart 1982 |               |               |            | Stadion: De Wageningse Berg, Wageningen Toeschouwers: 2200 Scheidsrechter: Gerard de Schepper |
| 13 maart 1982 |               |               |            | Stadion: De Wageningse Berg, Wageningen Toeschouwers: 2200 Scheidsrechter: Gerard de Schepper |
|               |               |               |            |                                                                                               |

|               |                                       |       |         |                                                                                |
| 13 maart 1982 | Fortuna Sittard                       | 2 – 0 | Vitesse | Stadion: De Baandert, Sittard Toeschouwers: 9000 Scheidsrechter: Gerard Geurds |
| 13 maart 1982 | Wim Koevermans 32' Hans Zuidersma 71' |       |         | Stadion: De Baandert, Sittard Toeschouwers: 9000 Scheidsrechter: Gerard Geurds |
| 13 maart 1982 |                                       |       |         | Stadion: De Baandert, Sittard Toeschouwers: 9000 Scheidsrechter: Gerard Geurds |
| 13 maart 1982 |                                       |       |         | Stadion: De Baandert, Sittard Toeschouwers: 9000 Scheidsrechter: Gerard Geurds |
|               |                                       |       |         |                                                                                |

|               |                                     |       |                   |                                                                              |
| 13 maart 1982 | Telstar                             | 2 – 1 | sc Heerenveen     | Stadion: Schoonenberg, Velsen Toeschouwers: 2000 Scheidsrechter: Hans Folmer |
| 13 maart 1982 | Joy Sint Jago 17' Ben Haverkort 65' |       | 87' Koko Hoekstra | Stadion: Schoonenberg, Velsen Toeschouwers: 2000 Scheidsrechter: Hans Folmer |
| 13 maart 1982 |                                     |       |                   | Stadion: Schoonenberg, Velsen Toeschouwers: 2000 Scheidsrechter: Hans Folmer |
| 13 maart 1982 |                                     |       |                   | Stadion: Schoonenberg, Velsen Toeschouwers: 2000 Scheidsrechter: Hans Folmer |
|               |                                     |       |                   |                                                                              |

|               |                         |       |     |                                                                               |
| 14 maart 1982 | SC Amersfoort           | 1 – 0 | SVV | Stadion: Birkhoven, Amersfoort Toeschouwers: 500 Scheidsrechter: Jan Severein |
| 14 maart 1982 | Jan van Leijenhorst 41' |       |     | Stadion: Birkhoven, Amersfoort Toeschouwers: 500 Scheidsrechter: Jan Severein |
| 14 maart 1982 |                         |       |     | Stadion: Birkhoven, Amersfoort Toeschouwers: 500 Scheidsrechter: Jan Severein |
| 14 maart 1982 |                         |       |     | Stadion: Birkhoven, Amersfoort Toeschouwers: 500 Scheidsrechter: Jan Severein |
|               |                         |       |     |                                                                               |

|               |                |       |                        |                                                                                  |
| 14 maart 1982 | DS '79         | 1 – 1 | Helmond Sport          | Stadion: Krommedijk, Dordrecht Toeschouwers: 2500 Scheidsrechter: Arie de Munnik |
| 14 maart 1982 | Anne Evers 22' |       | 4' Johan van der Hooft | Stadion: Krommedijk, Dordrecht Toeschouwers: 2500 Scheidsrechter: Arie de Munnik |
| 14 maart 1982 |                |       |                        | Stadion: Krommedijk, Dordrecht Toeschouwers: 2500 Scheidsrechter: Arie de Munnik |
| 14 maart 1982 |                |       |                        | Stadion: Krommedijk, Dordrecht Toeschouwers: 2500 Scheidsrechter: Arie de Munnik |
|               |                |       |                        |                                                                                  |

|               |                               |       |                        |                                                                           |
| 14 maart 1982 | Excelsior                     | 2 – 1 | FC Den Bosch '67       | Stadion: Woudestein, Rotterdam Toeschouwers: 3200 Scheidsrechter: Jo Boss |
| 14 maart 1982 | Ad Bijl 71' Piet den Boer 84' |       | 34' Wim van der Steene | Stadion: Woudestein, Rotterdam Toeschouwers: 3200 Scheidsrechter: Jo Boss |
| 14 maart 1982 |                               |       |                        | Stadion: Woudestein, Rotterdam Toeschouwers: 3200 Scheidsrechter: Jo Boss |
| 14 maart 1982 |                               |       |                        | Stadion: Woudestein, Rotterdam Toeschouwers: 3200 Scheidsrechter: Jo Boss |
|               |                               |       |                        |                                                                           |

|               |                                                   |       |           |                                                                                      |
| 14 maart 1982 | FC Volendam                                       | 4 – 0 | Eindhoven | Stadion: Volendam Stadion, Volendam Toeschouwers: 2000 Scheidsrechter: Wil de Vrieze |
| 14 maart 1982 | Johan Steur 23', 76' Johan Kroon 36' René Tol 47' |       |           | Stadion: Volendam Stadion, Volendam Toeschouwers: 2000 Scheidsrechter: Wil de Vrieze |
| 14 maart 1982 |                                                   |       |           | Stadion: Volendam Stadion, Volendam Toeschouwers: 2000 Scheidsrechter: Wil de Vrieze |
| 14 maart 1982 |                                                   |       |           | Stadion: Volendam Stadion, Volendam Toeschouwers: 2000 Scheidsrechter: Wil de Vrieze |
|               |                                                   |       |           |                                                                                      |

## Speelronde 24
|               |                      |       |                 |                                                                          |
| 20 maart 1982 | FC VVV               | 1 – 1 | SC Cambuur      | Stadion: De Koel, Venlo Toeschouwers: 4900 Scheidsrechter: Chris Verhoef |
| 20 maart 1982 | Ger van Rosmalen 61' |       | 69' Jos Peltzer | Stadion: De Koel, Venlo Toeschouwers: 4900 Scheidsrechter: Chris Verhoef |
| 20 maart 1982 |                      |       |                 | Stadion: De Koel, Venlo Toeschouwers: 4900 Scheidsrechter: Chris Verhoef |
| 20 maart 1982 |                      |       |                 | Stadion: De Koel, Venlo Toeschouwers: 4900 Scheidsrechter: Chris Verhoef |
|               |                      |       |                 |                                                                          |

|               |                                                        |       |              |                                                                                 |
| 20 maart 1982 | SC Veendam                                             | 3 – 1 | Heracles '74 | Stadion: De Langeleegte, Veendam Toeschouwers: 3500 Scheidsrechter: Cees Bakker |
| 20 maart 1982 | Wim Swart 36' Rudy Metz 62' Henk Oosterwold 67' (pen.) |       | 81' Jed Kerr | Stadion: De Langeleegte, Veendam Toeschouwers: 3500 Scheidsrechter: Cees Bakker |
| 20 maart 1982 |                                                        |       |              | Stadion: De Langeleegte, Veendam Toeschouwers: 3500 Scheidsrechter: Cees Bakker |
| 20 maart 1982 |                                                        |       |              | Stadion: De Langeleegte, Veendam Toeschouwers: 3500 Scheidsrechter: Cees Bakker |
|               |                                                        |       |              |                                                                                 |

|               |                                    |       |               |                                                                             |
| 20 maart 1982 | Helmond Sport                      | 2 – 0 | SC Amersfoort | Stadion: De Braak, Helmond Toeschouwers: 4500 Scheidsrechter: Martin Bannet |
| 20 maart 1982 | 41' Hans Strijbosch 82' Robert Cox |       |               | Stadion: De Braak, Helmond Toeschouwers: 4500 Scheidsrechter: Martin Bannet |
| 20 maart 1982 |                                    |       |               | Stadion: De Braak, Helmond Toeschouwers: 4500 Scheidsrechter: Martin Bannet |
| 20 maart 1982 |                                    |       |               | Stadion: De Braak, Helmond Toeschouwers: 4500 Scheidsrechter: Martin Bannet |
|               |                                    |       |               |                                                                             |

|                     |                                                                          |       |                                   |                                                                                            |
| 20 maart 1982 19:30 | FC Den Bosch '67                                                         | 5 – 2 | DS '79                            | Stadion: De Vliert, 's-Hertogenbosch Toeschouwers: 1500 Scheidsrechter: Gerard de Schepper |
| 20 maart 1982 19:30 | Wessel van den Bosch 12', 31', 71' Roger Schouwenaar 55' Arie Romijn 89' |       | 11' Peter Matena 34' Hakim Braham | Stadion: De Vliert, 's-Hertogenbosch Toeschouwers: 1500 Scheidsrechter: Gerard de Schepper |
| 20 maart 1982 19:30 |                                                                          |       |                                   | Stadion: De Vliert, 's-Hertogenbosch Toeschouwers: 1500 Scheidsrechter: Gerard de Schepper |
| 20 maart 1982 19:30 |                                                                          |       |                                   | Stadion: De Vliert, 's-Hertogenbosch Toeschouwers: 1500 Scheidsrechter: Gerard de Schepper |
|                     |                                                                          |       |                                   |                                                                                            |

|               |                                   |       |                    |                                                                                           |
| 20 maart 1982 | sc Heerenveen                     | 2 – 1 | Fortuna Sittard    | Stadion: Gemeentelijk Sportpark, Heerenveen Toeschouwers: 5000 Scheidsrechter: Peter Gans |
| 20 maart 1982 | Eddy Bosman 46' Koko Hoekstra 86' |       | 36' Wim Koevermans | Stadion: Gemeentelijk Sportpark, Heerenveen Toeschouwers: 5000 Scheidsrechter: Peter Gans |
| 20 maart 1982 |                                   |       |                    | Stadion: Gemeentelijk Sportpark, Heerenveen Toeschouwers: 5000 Scheidsrechter: Peter Gans |
| 20 maart 1982 |                                   |       |                    | Stadion: Gemeentelijk Sportpark, Heerenveen Toeschouwers: 5000 Scheidsrechter: Peter Gans |
|               |                                   |       |                    |                                                                                           |

|               |                                   |       |                   |                                                                                     |
| 21 maart 1982 | Eindhoven                         | 2 – 1 | FC Amsterdam      | Stadion: Aalsterweg, Eindhoven Toeschouwers: 1000 Scheidsrechter: Jaap van der Niet |
| 21 maart 1982 | Albert Aaftink 9' Tom Wouters 71' |       | 88' Ronald Donker | Stadion: Aalsterweg, Eindhoven Toeschouwers: 1000 Scheidsrechter: Jaap van der Niet |
| 21 maart 1982 |                                   |       |                   | Stadion: Aalsterweg, Eindhoven Toeschouwers: 1000 Scheidsrechter: Jaap van der Niet |
| 21 maart 1982 |                                   |       |                   | Stadion: Aalsterweg, Eindhoven Toeschouwers: 1000 Scheidsrechter: Jaap van der Niet |
|               |                                   |       |                   |                                                                                     |

|               |                                             |       |                           |                                                                               |
| 21 maart 1982 | SVV                                         | 4 – 1 | FC Wageningen             | Stadion: Harga, Schiedam Toeschouwers: 1200 Scheidsrechter: John Blankenstein |
| 21 maart 1982 | Ruud van Dijk 7' Cor Peitsman 73', 80', 87' |       | 61' Eugène van Vijfeijken | Stadion: Harga, Schiedam Toeschouwers: 1200 Scheidsrechter: John Blankenstein |
| 21 maart 1982 |                                             |       |                           | Stadion: Harga, Schiedam Toeschouwers: 1200 Scheidsrechter: John Blankenstein |
| 21 maart 1982 |                                             |       |                           | Stadion: Harga, Schiedam Toeschouwers: 1200 Scheidsrechter: John Blankenstein |
|               |                                             |       |                           |                                                                               |

|               |                                                          |       |                                                        |                                                                                       |
| 21 maart 1982 | Vitesse                                                  | 3 – 3 | Excelsior                                              | Stadion: Nieuw-Monnikenhuize, Arnhem Toeschouwers: 2000 Scheidsrechter: Egbert Mulder |
| 21 maart 1982 | Wim van Dongen 59' Guus van Oosterom 74' Joop Heezen 86' |       | 21' Carlo van Tour 79' Rini Plasmans 82' Piet den Boer | Stadion: Nieuw-Monnikenhuize, Arnhem Toeschouwers: 2000 Scheidsrechter: Egbert Mulder |
| 21 maart 1982 |                                                          |       |                                                        | Stadion: Nieuw-Monnikenhuize, Arnhem Toeschouwers: 2000 Scheidsrechter: Egbert Mulder |
| 21 maart 1982 |                                                          |       |                                                        | Stadion: Nieuw-Monnikenhuize, Arnhem Toeschouwers: 2000 Scheidsrechter: Egbert Mulder |
|               |                                                          |       |                                                        |                                                                                       |

|               |                  |       |                                      |                                                                                     |
| 21 maart 1982 | FC Volendam      | 1 – 2 | Telstar                              | Stadion: Volendam Stadion, Volendam Toeschouwers: 2600 Scheidsrechter: Rob Broekman |
| 21 maart 1982 | Dick Helling 68' |       | 26' Rob van der Meer 73' Manfred Nan | Stadion: Volendam Stadion, Volendam Toeschouwers: 2600 Scheidsrechter: Rob Broekman |
| 21 maart 1982 |                  |       |                                      | Stadion: Volendam Stadion, Volendam Toeschouwers: 2600 Scheidsrechter: Rob Broekman |
| 21 maart 1982 |                  |       |                                      | Stadion: Volendam Stadion, Volendam Toeschouwers: 2600 Scheidsrechter: Rob Broekman |
|               |                  |       |                                      |                                                                                     |

## Speelronde 25
|               |            |       |            |                                                                                |
| 27 maart 1982 | SC Cambuur | 0 – 0 | SC Veendam | Stadion: Cambuurstadion, Leeuwarden Toeschouwers: 4000 Scheidsrechter: Jo Boss |
| 27 maart 1982 |            |       |            | Stadion: Cambuurstadion, Leeuwarden Toeschouwers: 4000 Scheidsrechter: Jo Boss |
| 27 maart 1982 |            |       |            | Stadion: Cambuurstadion, Leeuwarden Toeschouwers: 4000 Scheidsrechter: Jo Boss |
| 27 maart 1982 |            |       |            | Stadion: Cambuurstadion, Leeuwarden Toeschouwers: 4000 Scheidsrechter: Jo Boss |
|               |            |       |            |                                                                                |

|               |              |       |                    |                                                                                |
| 27 maart 1982 | Heracles '74 | 1 – 1 | SVV                | Stadion: Bornsestraat, Almelo Toeschouwers: 2000 Scheidsrechter: Dick van Riel |
| 27 maart 1982 | Jed Kerr 27' |       | 45' Richard Dercks | Stadion: Bornsestraat, Almelo Toeschouwers: 2000 Scheidsrechter: Dick van Riel |
| 27 maart 1982 |              |       |                    | Stadion: Bornsestraat, Almelo Toeschouwers: 2000 Scheidsrechter: Dick van Riel |
| 27 maart 1982 |              |       |                    | Stadion: Bornsestraat, Almelo Toeschouwers: 2000 Scheidsrechter: Dick van Riel |
|               |              |       |                    |                                                                                |

|               |               |       |               |                                                                                       |
| 27 maart 1982 | FC Wageningen | 0 – 0 | Helmond Sport | Stadion: De Wageningse Berg, Wageningen Toeschouwers: 3000 Scheidsrechter: Peter Gans |
| 27 maart 1982 |               |       |               | Stadion: De Wageningse Berg, Wageningen Toeschouwers: 3000 Scheidsrechter: Peter Gans |
| 27 maart 1982 |               |       |               | Stadion: De Wageningse Berg, Wageningen Toeschouwers: 3000 Scheidsrechter: Peter Gans |
| 27 maart 1982 |               |       |               | Stadion: De Wageningse Berg, Wageningen Toeschouwers: 3000 Scheidsrechter: Peter Gans |
|               |               |       |               |                                                                                       |

|               |                                   |       |                                       |                                                                                    |
| 27 maart 1982 | SC Amersfoort                     | 3 – 3 | FC Den Bosch '67                      | Stadion: Birkhoven, Amersfoort Toeschouwers: 1000 Scheidsrechter: Huug van der Ent |
| 27 maart 1982 | Jan van Leijenhorst 14', 35', 80' |       | 3' Marcel Brands 44', 59' Arie Romijn | Stadion: Birkhoven, Amersfoort Toeschouwers: 1000 Scheidsrechter: Huug van der Ent |
| 27 maart 1982 |                                   |       |                                       | Stadion: Birkhoven, Amersfoort Toeschouwers: 1000 Scheidsrechter: Huug van der Ent |
| 27 maart 1982 |                                   |       |                                       | Stadion: Birkhoven, Amersfoort Toeschouwers: 1000 Scheidsrechter: Huug van der Ent |
|               |                                   |       |                                       |                                                                                    |

|               |                                    |       |              |                                                                                     |
| 27 maart 1982 | Fortuna Sittard                    | 2 – 1 | FC Volendam  | Stadion: De Baandert, Sittard Toeschouwers: 6000 Scheidsrechter: Henk van Ettekoven |
| 27 maart 1982 | Huub Smeets 20' Wim Koevermans 21' |       | 40' René Tol | Stadion: De Baandert, Sittard Toeschouwers: 6000 Scheidsrechter: Henk van Ettekoven |
| 27 maart 1982 |                                    |       |              | Stadion: De Baandert, Sittard Toeschouwers: 6000 Scheidsrechter: Henk van Ettekoven |
| 27 maart 1982 |                                    |       |              | Stadion: De Baandert, Sittard Toeschouwers: 6000 Scheidsrechter: Henk van Ettekoven |
|               |                                    |       |              |                                                                                     |

|               |         |                        |           |                                                                                    |
| 27 maart 1982 | Telstar | 0 – 1                  | Eindhoven | Stadion: Schoonenberg, Velsen Toeschouwers: 2200 Scheidsrechter: Robert Overkleeft |
| 27 maart 1982 |         | 16' (e.d.) Eef Melgers |           | Stadion: Schoonenberg, Velsen Toeschouwers: 2200 Scheidsrechter: Robert Overkleeft |
| 27 maart 1982 |         |                        |           | Stadion: Schoonenberg, Velsen Toeschouwers: 2200 Scheidsrechter: Robert Overkleeft |
| 27 maart 1982 |         |                        |           | Stadion: Schoonenberg, Velsen Toeschouwers: 2200 Scheidsrechter: Robert Overkleeft |
|               |         |                        |           |                                                                                    |

|               |                  |       |                   |                                                                                            |
| 28 maart 1982 | FC Amsterdam     | 1 – 1 | FC VVV            | Stadion: Olympisch Stadion (bijveld), Amsterdam Toeschouwers: 500 Scheidsrechter: Jan Hobé |
| 28 maart 1982 | John Weijers 44' |       | 63' Heinz Mostert | Stadion: Olympisch Stadion (bijveld), Amsterdam Toeschouwers: 500 Scheidsrechter: Jan Hobé |
| 28 maart 1982 |                  |       |                   | Stadion: Olympisch Stadion (bijveld), Amsterdam Toeschouwers: 500 Scheidsrechter: Jan Hobé |
| 28 maart 1982 |                  |       |                   | Stadion: Olympisch Stadion (bijveld), Amsterdam Toeschouwers: 500 Scheidsrechter: Jan Hobé |
|               |                  |       |                   |                                                                                            |

|               |        |       |         |                                                                                      |
| 28 maart 1982 | DS '79 | 0 – 0 | Vitesse | Stadion: Krommedijk, Dordrecht Toeschouwers: 2000 Scheidsrechter: Chris van der Laar |
| 28 maart 1982 |        |       |         | Stadion: Krommedijk, Dordrecht Toeschouwers: 2000 Scheidsrechter: Chris van der Laar |
| 28 maart 1982 |        |       |         | Stadion: Krommedijk, Dordrecht Toeschouwers: 2000 Scheidsrechter: Chris van der Laar |
| 28 maart 1982 |        |       |         | Stadion: Krommedijk, Dordrecht Toeschouwers: 2000 Scheidsrechter: Chris van der Laar |
|               |        |       |         |                                                                                      |

|               |                                     |       |               |                                                                                      |
| 28 maart 1982 | Excelsior                           | 2 – 0 | sc Heerenveen | Stadion: Woudestein, Rotterdam Toeschouwers: 3500 Scheidsrechter: Gerard de Schepper |
| 28 maart 1982 | Rini Plasmans 56' Piet den Boer 86' |       |               | Stadion: Woudestein, Rotterdam Toeschouwers: 3500 Scheidsrechter: Gerard de Schepper |
| 28 maart 1982 |                                     |       |               | Stadion: Woudestein, Rotterdam Toeschouwers: 3500 Scheidsrechter: Gerard de Schepper |
| 28 maart 1982 |                                     |       |               | Stadion: Woudestein, Rotterdam Toeschouwers: 3500 Scheidsrechter: Gerard de Schepper |
|               |                                     |       |               |                                                                                      |

## Speelronde 26
|                    |                                                           |       |                   |                                                                                           |
| 3 april 1982 19:30 | FC Den Bosch '67                                          | 3 – 1 | Eindhoven         | Stadion: De Vliert, 's-Hertogenbosch Toeschouwers: 1500 Scheidsrechter: John Blankenstein |
| 3 april 1982 19:30 | Dick Salm 4' (pen.) Arie Romijn 16' Roger Schouwenaar 44' |       | 85' Chris Bruinen | Stadion: De Vliert, 's-Hertogenbosch Toeschouwers: 1500 Scheidsrechter: John Blankenstein |
| 3 april 1982 19:30 |                                                           |       |                   | Stadion: De Vliert, 's-Hertogenbosch Toeschouwers: 1500 Scheidsrechter: John Blankenstein |
| 3 april 1982 19:30 |                                                           |       |                   | Stadion: De Vliert, 's-Hertogenbosch Toeschouwers: 1500 Scheidsrechter: John Blankenstein |
|                    |                                                           |       |                   |                                                                                           |

|              |                 |       |     |                                                                                         |
| 3 april 1982 | sc Heerenveen   | 1 – 0 | SVV | Stadion: Gemeentelijk Sportpark, Heerenveen Toeschouwers: 3500 Scheidsrechter: Jan Hobé |
| 3 april 1982 | Eddy Bosman 69' |       |     | Stadion: Gemeentelijk Sportpark, Heerenveen Toeschouwers: 3500 Scheidsrechter: Jan Hobé |
| 3 april 1982 |                 |       |     | Stadion: Gemeentelijk Sportpark, Heerenveen Toeschouwers: 3500 Scheidsrechter: Jan Hobé |
| 3 april 1982 |                 |       |     | Stadion: Gemeentelijk Sportpark, Heerenveen Toeschouwers: 3500 Scheidsrechter: Jan Hobé |
|              |                 |       |     |                                                                                         |

|              |                          |       |        |                                                                              |
| 3 april 1982 | Telstar                  | 1 – 0 | FC VVV | Stadion: Schoonenberg, Velsen Toeschouwers: 2200 Scheidsrechter: Piet Bosman |
| 3 april 1982 | Henk ten Cate 66' (pen.) |       |        | Stadion: Schoonenberg, Velsen Toeschouwers: 2200 Scheidsrechter: Piet Bosman |
| 3 april 1982 |                          |       |        | Stadion: Schoonenberg, Velsen Toeschouwers: 2200 Scheidsrechter: Piet Bosman |
| 3 april 1982 |                          |       |        | Stadion: Schoonenberg, Velsen Toeschouwers: 2200 Scheidsrechter: Piet Bosman |
|              |                          |       |        |                                                                              |

|              |                                     |       |              |                                                                               |
| 3 april 1982 | Fortuna Sittard                     | 3 – 0 | FC Amsterdam | Stadion: De Baandert, Sittard Toeschouwers: 6000 Scheidsrechter: Henk Weerink |
| 3 april 1982 | Huub Smeets 18', 57' Tiny Ruijs 83' |       |              | Stadion: De Baandert, Sittard Toeschouwers: 6000 Scheidsrechter: Henk Weerink |
| 3 april 1982 |                                     |       |              | Stadion: De Baandert, Sittard Toeschouwers: 6000 Scheidsrechter: Henk Weerink |
| 3 april 1982 |                                     |       |              | Stadion: De Baandert, Sittard Toeschouwers: 6000 Scheidsrechter: Henk Weerink |
|              |                                     |       |              |                                                                               |

|              |                  |       |               |                                                                                 |
| 3 april 1982 | SC Amersfoort    | 1 – 0 | FC Wageningen | Stadion: Birkhoven, Amersfoort Toeschouwers: 1150 Scheidsrechter: Wil de Vrieze |
| 3 april 1982 | Piet Struijk 34' |       |               | Stadion: Birkhoven, Amersfoort Toeschouwers: 1150 Scheidsrechter: Wil de Vrieze |
| 3 april 1982 |                  |       |               | Stadion: Birkhoven, Amersfoort Toeschouwers: 1150 Scheidsrechter: Wil de Vrieze |
| 3 april 1982 |                  |       |               | Stadion: Birkhoven, Amersfoort Toeschouwers: 1150 Scheidsrechter: Wil de Vrieze |
|              |                  |       |               |                                                                                 |

|              |         |       |               |                                                                                        |
| 4 april 1982 | Vitesse | 0 – 0 | Helmond Sport | Stadion: Nieuw-Monnikenhuize, Arnhem Toeschouwers: 3000 Scheidsrechter: Bouke Draaisma |
| 4 april 1982 |         |       |               | Stadion: Nieuw-Monnikenhuize, Arnhem Toeschouwers: 3000 Scheidsrechter: Bouke Draaisma |
| 4 april 1982 |         |       |               | Stadion: Nieuw-Monnikenhuize, Arnhem Toeschouwers: 3000 Scheidsrechter: Bouke Draaisma |
| 4 april 1982 |         |       |               | Stadion: Nieuw-Monnikenhuize, Arnhem Toeschouwers: 3000 Scheidsrechter: Bouke Draaisma |
|              |         |       |               |                                                                                        |

|              |                  |       |                     |                                                                                         |
| 4 april 1982 | FC Volendam      | 1 – 1 | SC Veendam          | Stadion: Volendam Stadion, Volendam Toeschouwers: 1300 Scheidsrechter: Rob Mittelmeijer |
| 4 april 1982 | Jan Molenaar 76' |       | 16' Henk Schoonbeek | Stadion: Volendam Stadion, Volendam Toeschouwers: 1300 Scheidsrechter: Rob Mittelmeijer |
| 4 april 1982 |                  |       |                     | Stadion: Volendam Stadion, Volendam Toeschouwers: 1300 Scheidsrechter: Rob Mittelmeijer |
| 4 april 1982 |                  |       |                     | Stadion: Volendam Stadion, Volendam Toeschouwers: 1300 Scheidsrechter: Rob Mittelmeijer |
|              |                  |       |                     |                                                                                         |

|              |                                            |       |            |                                                                                 |
| 4 april 1982 | Excelsior                                  | 4 – 0 | SC Cambuur | Stadion: Woudestein, Rotterdam Toeschouwers: 2500 Scheidsrechter: Herman Smeenk |
| 4 april 1982 | Remco Boere 10', 45', 74' Frans Struis 71' |       |            | Stadion: Woudestein, Rotterdam Toeschouwers: 2500 Scheidsrechter: Herman Smeenk |
| 4 april 1982 |                                            |       |            | Stadion: Woudestein, Rotterdam Toeschouwers: 2500 Scheidsrechter: Herman Smeenk |
| 4 april 1982 |                                            |       |            | Stadion: Woudestein, Rotterdam Toeschouwers: 2500 Scheidsrechter: Herman Smeenk |
|              |                                            |       |            |                                                                                 |

|              |                  |       |                       |                                                                               |
| 4 april 1982 | DS '79           | 1 – 1 | Heracles '74          | Stadion: Krommedijk, Dordrecht Toeschouwers: 1500 Scheidsrechter: Hans Folmer |
| 4 april 1982 | Hakim Braham 25' |       | 52' (pen.) Jos Bakker | Stadion: Krommedijk, Dordrecht Toeschouwers: 1500 Scheidsrechter: Hans Folmer |
| 4 april 1982 |                  |       |                       | Stadion: Krommedijk, Dordrecht Toeschouwers: 1500 Scheidsrechter: Hans Folmer |
| 4 april 1982 |                  |       |                       | Stadion: Krommedijk, Dordrecht Toeschouwers: 1500 Scheidsrechter: Hans Folmer |
|              |                  |       |                       |                                                                               |

## Speelronde 27
|               |        |                                        |            |                                                                          |
| 10 april 1982 | FC VVV | 0 – 3                                  | SC Veendam | Stadion: De Koel, Venlo Toeschouwers: 3100 Scheidsrechter: Wil de Vrieze |
| 10 april 1982 |        | 45', 50' Rudy Metz 57' Henk Schoonbeek |            | Stadion: De Koel, Venlo Toeschouwers: 3100 Scheidsrechter: Wil de Vrieze |
| 10 april 1982 |        |                                        |            | Stadion: De Koel, Venlo Toeschouwers: 3100 Scheidsrechter: Wil de Vrieze |
| 10 april 1982 |        |                                        |            | Stadion: De Koel, Venlo Toeschouwers: 3100 Scheidsrechter: Wil de Vrieze |
|               |        |                                        |            |                                                                          |

|               |               |       |     |                                                                                               |
| 10 april 1982 | FC Amsterdam  | 1 – 0 | SVV | Stadion: Olympisch Stadion (bijveld), Amsterdam Toeschouwers: 210 Scheidsrechter: Hans Folmer |
| 10 april 1982 | Eef Heijt 58' |       |     | Stadion: Olympisch Stadion (bijveld), Amsterdam Toeschouwers: 210 Scheidsrechter: Hans Folmer |
| 10 april 1982 |               |       |     | Stadion: Olympisch Stadion (bijveld), Amsterdam Toeschouwers: 210 Scheidsrechter: Hans Folmer |
| 10 april 1982 |               |       |     | Stadion: Olympisch Stadion (bijveld), Amsterdam Toeschouwers: 210 Scheidsrechter: Hans Folmer |
|               |               |       |     |                                                                                               |

|               |            |                                        |               |                                                                                           |
| 10 april 1982 | SC Cambuur | 0 – 2                                  | Helmond Sport | Stadion: Cambuurstadion, Leeuwarden Toeschouwers: 3500 Scheidsrechter: Chris van der Laar |
| 10 april 1982 |            | 75' Robert Cox 90' Johan van der Hooft |               | Stadion: Cambuurstadion, Leeuwarden Toeschouwers: 3500 Scheidsrechter: Chris van der Laar |
| 10 april 1982 |            |                                        |               | Stadion: Cambuurstadion, Leeuwarden Toeschouwers: 3500 Scheidsrechter: Chris van der Laar |
| 10 april 1982 |            |                                        |               | Stadion: Cambuurstadion, Leeuwarden Toeschouwers: 3500 Scheidsrechter: Chris van der Laar |
|               |            |                                        |               |                                                                                           |

|               |              |                                                                |                  |                                                                                |
| 10 april 1982 | Heracles '74 | 0 – 3                                                          | FC Den Bosch '67 | Stadion: Bornsestraat, Almelo Toeschouwers: 2000 Scheidsrechter: Martin Bannet |
| 10 april 1982 |              | 22' Roger Schouwenaar 45' Wessel van den Bosch 53' Arie Romijn |                  | Stadion: Bornsestraat, Almelo Toeschouwers: 2000 Scheidsrechter: Martin Bannet |
| 10 april 1982 |              |                                                                |                  | Stadion: Bornsestraat, Almelo Toeschouwers: 2000 Scheidsrechter: Martin Bannet |
| 10 april 1982 |              |                                                                |                  | Stadion: Bornsestraat, Almelo Toeschouwers: 2000 Scheidsrechter: Martin Bannet |
|               |              |                                                                |                  |                                                                                |

|               |               |                 |         |                                                                                    |
| 10 april 1982 | FC Wageningen | 0 – 1           | Vitesse | Stadion: De Wageningse Berg, Wageningen Toeschouwers: 2500 Scheidsrechter: Jo Boss |
| 10 april 1982 |               | 52' Wim Meijers |         | Stadion: De Wageningse Berg, Wageningen Toeschouwers: 2500 Scheidsrechter: Jo Boss |
| 10 april 1982 |               |                 |         | Stadion: De Wageningse Berg, Wageningen Toeschouwers: 2500 Scheidsrechter: Jo Boss |
| 10 april 1982 |               |                 |         | Stadion: De Wageningse Berg, Wageningen Toeschouwers: 2500 Scheidsrechter: Jo Boss |
|               |               |                 |         |                                                                                    |

|               |               |                                      |               |                                                                                 |
| 10 april 1982 | SC Amersfoort | 0 – 3                                | sc Heerenveen | Stadion: Birkhoven, Amersfoort Toeschouwers: 1350 Scheidsrechter: Chris Verhoef |
| 10 april 1982 |               | 60' Bert Gotink 61', 84' Eddy Bosman |               | Stadion: Birkhoven, Amersfoort Toeschouwers: 1350 Scheidsrechter: Chris Verhoef |
| 10 april 1982 |               |                                      |               | Stadion: Birkhoven, Amersfoort Toeschouwers: 1350 Scheidsrechter: Chris Verhoef |
| 10 april 1982 |               |                                      |               | Stadion: Birkhoven, Amersfoort Toeschouwers: 1350 Scheidsrechter: Chris Verhoef |
|               |               |                                      |               |                                                                                 |

|               |                                 |       |                               |                                                                                      |
| 10 april 1982 | DS '79                          | 2 – 2 | FC Volendam                   | Stadion: Krommedijk, Dordrecht Toeschouwers: 1200 Scheidsrechter: Gerard de Schepper |
| 10 april 1982 | Edwin Gorter 43' Anne Evers 54' |       | 84' Johan Steur 88' Jaap Jonk | Stadion: Krommedijk, Dordrecht Toeschouwers: 1200 Scheidsrechter: Gerard de Schepper |
| 10 april 1982 |                                 |       |                               | Stadion: Krommedijk, Dordrecht Toeschouwers: 1200 Scheidsrechter: Gerard de Schepper |
| 10 april 1982 |                                 |       |                               | Stadion: Krommedijk, Dordrecht Toeschouwers: 1200 Scheidsrechter: Gerard de Schepper |
|               |                                 |       |                               |                                                                                      |

|               |           |       |         |                                                                                      |
| 10 april 1982 | Excelsior | 0 – 0 | Telstar | Stadion: Woudestein, Rotterdam Toeschouwers: 2500 Scheidsrechter: Ignace van Swieten |
| 10 april 1982 |           |       |         | Stadion: Woudestein, Rotterdam Toeschouwers: 2500 Scheidsrechter: Ignace van Swieten |
| 10 april 1982 |           |       |         | Stadion: Woudestein, Rotterdam Toeschouwers: 2500 Scheidsrechter: Ignace van Swieten |
| 10 april 1982 |           |       |         | Stadion: Woudestein, Rotterdam Toeschouwers: 2500 Scheidsrechter: Ignace van Swieten |
|               |           |       |         |                                                                                      |

|               |                                    |       |                                         |                                                                               |
| 10 april 1982 | Fortuna Sittard                    | 2 – 2 | Eindhoven                               | Stadion: De Baandert, Sittard Toeschouwers: 5000 Scheidsrechter: Rob Broekman |
| 10 april 1982 | Wim Koevermans 33' Huub Smeets 42' |       | 67' Hipas Lumbantobing 90' Henk Lemmens | Stadion: De Baandert, Sittard Toeschouwers: 5000 Scheidsrechter: Rob Broekman |
| 10 april 1982 |                                    |       |                                         | Stadion: De Baandert, Sittard Toeschouwers: 5000 Scheidsrechter: Rob Broekman |
| 10 april 1982 |                                    |       |                                         | Stadion: De Baandert, Sittard Toeschouwers: 5000 Scheidsrechter: Rob Broekman |
|               |                                    |       |                                         |                                                                               |

## Speelronde 28
|               |           |                                         |        |                                                                                      |
| 12 april 1982 | Eindhoven | 0 – 2                                   | FC VVV | Stadion: Aalsterweg, Eindhoven Toeschouwers: 5000 Scheidsrechter: Henk van Ettekoven |
| 12 april 1982 |           | 11' Mario Verlijsdonk 62' John Taihuttu |        | Stadion: Aalsterweg, Eindhoven Toeschouwers: 5000 Scheidsrechter: Henk van Ettekoven |
| 12 april 1982 |           |                                         |        | Stadion: Aalsterweg, Eindhoven Toeschouwers: 5000 Scheidsrechter: Henk van Ettekoven |
| 12 april 1982 |           |                                         |        | Stadion: Aalsterweg, Eindhoven Toeschouwers: 5000 Scheidsrechter: Henk van Ettekoven |
|               |           |                                         |        |                                                                                      |

|               |                  |       |                                             |                                                                                      |
| 12 april 1982 | SC Veendam       | 1 – 2 | FC Amsterdam                                | Stadion: De Langeleegte, Veendam Toeschouwers: 4000 Scheidsrechter: Huug van der Ent |
| 12 april 1982 | Tony McNulty 19' |       | 33' Marcel Hartman Kok 67' Hans Bouwmeester | Stadion: De Langeleegte, Veendam Toeschouwers: 4000 Scheidsrechter: Huug van der Ent |
| 12 april 1982 |                  |       |                                             | Stadion: De Langeleegte, Veendam Toeschouwers: 4000 Scheidsrechter: Huug van der Ent |
| 12 april 1982 |                  |       |                                             | Stadion: De Langeleegte, Veendam Toeschouwers: 4000 Scheidsrechter: Huug van der Ent |
|               |                  |       |                                             |                                                                                      |

|               |     |       |            |                                                                                |
| 12 april 1982 | SVV | 0 – 0 | SC Cambuur | Stadion: Harga, Schiedam Toeschouwers: 1500 Scheidsrechter: Gerard de Schepper |
| 12 april 1982 |     |       |            | Stadion: Harga, Schiedam Toeschouwers: 1500 Scheidsrechter: Gerard de Schepper |
| 12 april 1982 |     |       |            | Stadion: Harga, Schiedam Toeschouwers: 1500 Scheidsrechter: Gerard de Schepper |
| 12 april 1982 |     |       |            | Stadion: Harga, Schiedam Toeschouwers: 1500 Scheidsrechter: Gerard de Schepper |
|               |     |       |            |                                                                                |

|               |                                     |       |              |                                                                       |
| 12 april 1982 | Helmond Sport                       | 3 – 1 | Heracles '74 | Stadion: De Braak, Helmond Toeschouwers: 5100 Scheidsrechter: Jo Boss |
| 12 april 1982 | Harry Lubse 16', 83' Robert Cox 57' |       | 63' Jed Kerr | Stadion: De Braak, Helmond Toeschouwers: 5100 Scheidsrechter: Jo Boss |
| 12 april 1982 |                                     |       |              | Stadion: De Braak, Helmond Toeschouwers: 5100 Scheidsrechter: Jo Boss |
| 12 april 1982 |                                     |       |              | Stadion: De Braak, Helmond Toeschouwers: 5100 Scheidsrechter: Jo Boss |
|               |                                     |       |              |                                                                       |

|               |                                              |       |                                      |                                                                                     |
| 12 april 1982 | FC Den Bosch '67                             | 2 – 2 | FC Wageningen                        | Stadion: De Vliert, 's-Hertogenbosch Toeschouwers: 2000 Scheidsrechter: Hans Folmer |
| 12 april 1982 | Wim van der Steene 46' Wim van der Horst 89' |       | 14' Craig Norrie 40' Peter Eikelboom | Stadion: De Vliert, 's-Hertogenbosch Toeschouwers: 2000 Scheidsrechter: Hans Folmer |
| 12 april 1982 |                                              |       |                                      | Stadion: De Vliert, 's-Hertogenbosch Toeschouwers: 2000 Scheidsrechter: Hans Folmer |
| 12 april 1982 |                                              |       |                                      | Stadion: De Vliert, 's-Hertogenbosch Toeschouwers: 2000 Scheidsrechter: Hans Folmer |
|               |                                              |       |                                      |                                                                                     |

|               |                                      |       |               |                                                                                      |
| 12 april 1982 | Vitesse                              | 2 – 0 | SC Amersfoort | Stadion: Nieuw-Monnikenhuize, Arnhem Toeschouwers: 1200 Scheidsrechter: Rob Broekman |
| 12 april 1982 | Dick Schneider 52' Jan Groeneweg 86' |       |               | Stadion: Nieuw-Monnikenhuize, Arnhem Toeschouwers: 1200 Scheidsrechter: Rob Broekman |
| 12 april 1982 |                                      |       |               | Stadion: Nieuw-Monnikenhuize, Arnhem Toeschouwers: 1200 Scheidsrechter: Rob Broekman |
| 12 april 1982 |                                      |       |               | Stadion: Nieuw-Monnikenhuize, Arnhem Toeschouwers: 1200 Scheidsrechter: Rob Broekman |
|               |                                      |       |               |                                                                                      |

|               |                 |       |        |                                                                                              |
| 12 april 1982 | sc Heerenveen   | 1 – 0 | DS '79 | Stadion: Gemeentelijk Sportpark, Heerenveen Toeschouwers: 4000 Scheidsrechter: Dick van Riel |
| 12 april 1982 | Eddy Bosman 87' |       |        | Stadion: Gemeentelijk Sportpark, Heerenveen Toeschouwers: 4000 Scheidsrechter: Dick van Riel |
| 12 april 1982 |                 |       |        | Stadion: Gemeentelijk Sportpark, Heerenveen Toeschouwers: 4000 Scheidsrechter: Dick van Riel |
| 12 april 1982 |                 |       |        | Stadion: Gemeentelijk Sportpark, Heerenveen Toeschouwers: 4000 Scheidsrechter: Dick van Riel |
|               |                 |       |        |                                                                                              |

|               |              |       |                                                                     |                                                                                   |
| 12 april 1982 | FC Volendam  | 1 – 5 | Excelsior                                                           | Stadion: Volendam Stadion, Volendam Toeschouwers: 1600 Scheidsrechter: Peter Gans |
| 12 april 1982 | Jaap Jonk 9' |       | 8', 44' (pen.) Rini Plasmans 12', 84' Piet den Boer 24' Remco Boere | Stadion: Volendam Stadion, Volendam Toeschouwers: 1600 Scheidsrechter: Peter Gans |
| 12 april 1982 |              |       |                                                                     | Stadion: Volendam Stadion, Volendam Toeschouwers: 1600 Scheidsrechter: Peter Gans |
| 12 april 1982 |              |       |                                                                     | Stadion: Volendam Stadion, Volendam Toeschouwers: 1600 Scheidsrechter: Peter Gans |
|               |              |       |                                                                     |                                                                                   |

|               |                  |       |                    |                                                                             |
| 12 april 1982 | Telstar          | 1 – 1 | Fortuna Sittard    | Stadion: Schoonenberg, Velsen Toeschouwers: 3500 Scheidsrechter: Jan Keizer |
| 12 april 1982 | Ton Kamphues 90' |       | 81' Wim Koevermans | Stadion: Schoonenberg, Velsen Toeschouwers: 3500 Scheidsrechter: Jan Keizer |
| 12 april 1982 |                  |       |                    | Stadion: Schoonenberg, Velsen Toeschouwers: 3500 Scheidsrechter: Jan Keizer |
| 12 april 1982 |                  |       |                    | Stadion: Schoonenberg, Velsen Toeschouwers: 3500 Scheidsrechter: Jan Keizer |
|               |                  |       |                    |                                                                             |

## Speelronde 29
|               |                                                |       |                   |                                                                           |
| 17 april 1982 | Helmond Sport                                  | 3 – 1 | FC Amsterdam      | Stadion: De Braak, Helmond Toeschouwers: 5500 Scheidsrechter: Piet Bosman |
| 17 april 1982 | Harry Lubse 4' Erwin Cramer 68' Robert Cox 76' |       | 75' Cor Swerissen | Stadion: De Braak, Helmond Toeschouwers: 5500 Scheidsrechter: Piet Bosman |
| 17 april 1982 |                                                |       |                   | Stadion: De Braak, Helmond Toeschouwers: 5500 Scheidsrechter: Piet Bosman |
| 17 april 1982 |                                                |       |                   | Stadion: De Braak, Helmond Toeschouwers: 5500 Scheidsrechter: Piet Bosman |
|               |                                                |       |                   |                                                                           |

|               |                                                        |       |                 |                                                                                      |
| 17 april 1982 | FC Den Bosch '67                                       | 3 – 1 | SC Cambuur      | Stadion: De Vliert, 's-Hertogenbosch Toeschouwers: 1200 Scheidsrechter: Jan Severein |
| 17 april 1982 | Roger Schouwenaar 21' Dick Salm 71' Gerard Aichorn 89' |       | 12' Loek Iedema | Stadion: De Vliert, 's-Hertogenbosch Toeschouwers: 1200 Scheidsrechter: Jan Severein |
| 17 april 1982 |                                                        |       |                 | Stadion: De Vliert, 's-Hertogenbosch Toeschouwers: 1200 Scheidsrechter: Jan Severein |
| 17 april 1982 |                                                        |       |                 | Stadion: De Vliert, 's-Hertogenbosch Toeschouwers: 1200 Scheidsrechter: Jan Severein |
|               |                                                        |       |                 |                                                                                      |

|               |                                        |       |                         |                                                                                             |
| 17 april 1982 | sc Heerenveen                          | 3 – 1 | FC Wageningen           | Stadion: Gemeentelijk Sportpark, Heerenveen Toeschouwers: 4500 Scheidsrechter: Rob Broekman |
| 17 april 1982 | Eddy Bosman 45', 72' Koko Hoekstra 85' |       | 84' Frits van der Klift | Stadion: Gemeentelijk Sportpark, Heerenveen Toeschouwers: 4500 Scheidsrechter: Rob Broekman |
| 17 april 1982 |                                        |       |                         | Stadion: Gemeentelijk Sportpark, Heerenveen Toeschouwers: 4500 Scheidsrechter: Rob Broekman |
| 17 april 1982 |                                        |       |                         | Stadion: Gemeentelijk Sportpark, Heerenveen Toeschouwers: 4500 Scheidsrechter: Rob Broekman |
|               |                                        |       |                         |                                                                                             |

|               |                                         |       |        |                                                                                    |
| 17 april 1982 | Telstar                                 | 2 – 0 | DS '79 | Stadion: Schoonenberg, Velsen Toeschouwers: 2400 Scheidsrechter: John Blankenstein |
| 17 april 1982 | Theo van Seggelen 12' Ben Haverkort 33' |       |        | Stadion: Schoonenberg, Velsen Toeschouwers: 2400 Scheidsrechter: John Blankenstein |
| 17 april 1982 |                                         |       |        | Stadion: Schoonenberg, Velsen Toeschouwers: 2400 Scheidsrechter: John Blankenstein |
| 17 april 1982 |                                         |       |        | Stadion: Schoonenberg, Velsen Toeschouwers: 2400 Scheidsrechter: John Blankenstein |
|               |                                         |       |        |                                                                                    |

|               |                 |       |           |                                                                                 |
| 17 april 1982 | Fortuna Sittard | 0 – 0 | Excelsior | Stadion: De Baandert, Sittard Toeschouwers: 10000 Scheidsrechter: Gerard Geurds |
| 17 april 1982 |                 |       |           | Stadion: De Baandert, Sittard Toeschouwers: 10000 Scheidsrechter: Gerard Geurds |
| 17 april 1982 |                 |       |           | Stadion: De Baandert, Sittard Toeschouwers: 10000 Scheidsrechter: Gerard Geurds |
| 17 april 1982 |                 |       |           | Stadion: De Baandert, Sittard Toeschouwers: 10000 Scheidsrechter: Gerard Geurds |
|               |                 |       |           |                                                                                 |

|               |                                                             |       |                                         |                                                                                 |
| 18 april 1982 | Eindhoven                                                   | 3 – 2 | SC Veendam                              | Stadion: Aalsterweg, Eindhoven Toeschouwers: 1500 Scheidsrechter: Dick van Riel |
| 18 april 1982 | Remy Reijnierse 61' Peter Vreven 65' Fred van der Vleut 83' |       | 5' Rudy Metz 69' (pen.) Henk Oosterwold | Stadion: Aalsterweg, Eindhoven Toeschouwers: 1500 Scheidsrechter: Dick van Riel |
| 18 april 1982 |                                                             |       |                                         | Stadion: Aalsterweg, Eindhoven Toeschouwers: 1500 Scheidsrechter: Dick van Riel |
| 18 april 1982 |                                                             |       |                                         | Stadion: Aalsterweg, Eindhoven Toeschouwers: 1500 Scheidsrechter: Dick van Riel |
|               |                                                             |       |                                         |                                                                                 |

|               |                                     |       |        |                                                                            |
| 18 april 1982 | SVV                                 | 2 – 0 | FC VVV | Stadion: Harga, Schiedam Toeschouwers: 1000 Scheidsrechter: Arie de Munnik |
| 18 april 1982 | Rob Koevermans 20' Jan Könemann 35' |       |        | Stadion: Harga, Schiedam Toeschouwers: 1000 Scheidsrechter: Arie de Munnik |
| 18 april 1982 |                                     |       |        | Stadion: Harga, Schiedam Toeschouwers: 1000 Scheidsrechter: Arie de Munnik |
| 18 april 1982 |                                     |       |        | Stadion: Harga, Schiedam Toeschouwers: 1000 Scheidsrechter: Arie de Munnik |
|               |                                     |       |        |                                                                            |

|               |                                                                             |       |              |                                                                                    |
| 18 april 1982 | Vitesse                                                                     | 4 – 1 | Heracles '74 | Stadion: Nieuw-Monnikenhuize, Arnhem Toeschouwers: 2000 Scheidsrechter: Peter Gans |
| 18 april 1982 | Jan Groeneweg 14' Wim van Dongen 40' Dick Schneider 74' (pen.) Rudy Das 82' |       | 49' Jed Kerr | Stadion: Nieuw-Monnikenhuize, Arnhem Toeschouwers: 2000 Scheidsrechter: Peter Gans |
| 18 april 1982 |                                                                             |       |              | Stadion: Nieuw-Monnikenhuize, Arnhem Toeschouwers: 2000 Scheidsrechter: Peter Gans |
| 18 april 1982 |                                                                             |       |              | Stadion: Nieuw-Monnikenhuize, Arnhem Toeschouwers: 2000 Scheidsrechter: Peter Gans |
|               |                                                                             |       |              |                                                                                    |

|               |                              |       |                     |                                                                                    |
| 18 april 1982 | FC Volendam                  | 2 – 1 | SC Amersfoort       | Stadion: Volendam Stadion, Volendam Toeschouwers: 1500 Scheidsrechter: Hans Folmer |
| 18 april 1982 | Jack Kemper 59' René Tol 67' |       | 79' Simon Timorason | Stadion: Volendam Stadion, Volendam Toeschouwers: 1500 Scheidsrechter: Hans Folmer |
| 18 april 1982 |                              |       |                     | Stadion: Volendam Stadion, Volendam Toeschouwers: 1500 Scheidsrechter: Hans Folmer |
| 18 april 1982 |                              |       |                     | Stadion: Volendam Stadion, Volendam Toeschouwers: 1500 Scheidsrechter: Hans Folmer |
|               |                              |       |                     |                                                                                    |

## Speelronde 30
|               |                  |       |                                    |                                                                                   |
| 24 april 1982 | SC Veendam       | 1 – 2 | SVV                                | Stadion: De Langeleegte, Veendam Toeschouwers: 1000 Scheidsrechter: Chris Verhoef |
| 24 april 1982 | Jos Roossien 58' |       | 27' Jan Könemann 54' Ferry Meerhof | Stadion: De Langeleegte, Veendam Toeschouwers: 1000 Scheidsrechter: Chris Verhoef |
| 24 april 1982 |                  |       |                                    | Stadion: De Langeleegte, Veendam Toeschouwers: 1000 Scheidsrechter: Chris Verhoef |
| 24 april 1982 |                  |       |                                    | Stadion: De Langeleegte, Veendam Toeschouwers: 1000 Scheidsrechter: Chris Verhoef |
|               |                  |       |                                    |                                                                                   |

|               |                  |       |                                            |                                                                           |
| 24 april 1982 | FC VVV           | 1 – 2 | Helmond Sport                              | Stadion: De Koel, Venlo Toeschouwers: 5800 Scheidsrechter: Charles Corver |
| 24 april 1982 | Bert Riether 87' |       | 5' Hans Strijbosch 44' Johan van der Hooft | Stadion: De Koel, Venlo Toeschouwers: 5800 Scheidsrechter: Charles Corver |
| 24 april 1982 |                  |       |                                            | Stadion: De Koel, Venlo Toeschouwers: 5800 Scheidsrechter: Charles Corver |
| 24 april 1982 |                  |       |                                            | Stadion: De Koel, Venlo Toeschouwers: 5800 Scheidsrechter: Charles Corver |
|               |                  |       |                                            |                                                                           |

|               |            |                                      |         |                                                                                 |
| 24 april 1982 | SC Cambuur | 0 – 2                                | Vitesse | Stadion: Cambuurstadion, Leeuwarden Toeschouwers: 1500 Scheidsrechter: Jan Hobé |
| 24 april 1982 |            | 13' (e.d.) André Kramer 41' Rudy Das |         | Stadion: Cambuurstadion, Leeuwarden Toeschouwers: 1500 Scheidsrechter: Jan Hobé |
| 24 april 1982 |            |                                      |         | Stadion: Cambuurstadion, Leeuwarden Toeschouwers: 1500 Scheidsrechter: Jan Hobé |
| 24 april 1982 |            |                                      |         | Stadion: Cambuurstadion, Leeuwarden Toeschouwers: 1500 Scheidsrechter: Jan Hobé |
|               |            |                                      |         |                                                                                 |

|               |              |                                                                               |               |                                                                                    |
| 24 april 1982 | Heracles '74 | 0 – 5                                                                         | sc Heerenveen | Stadion: Bornsestraat, Almelo Toeschouwers: 1500 Scheidsrechter: John Blankenstein |
| 24 april 1982 |              | 40' (pen.) Eddy Bosman 43' Bert Gotink 47' Piet Boskma 67', 71' Koko Hoekstra |               | Stadion: Bornsestraat, Almelo Toeschouwers: 1500 Scheidsrechter: John Blankenstein |
| 24 april 1982 |              |                                                                               |               | Stadion: Bornsestraat, Almelo Toeschouwers: 1500 Scheidsrechter: John Blankenstein |
| 24 april 1982 |              |                                                                               |               | Stadion: Bornsestraat, Almelo Toeschouwers: 1500 Scheidsrechter: John Blankenstein |
|               |              |                                                                               |               |                                                                                    |

|               |               |       |             |                                                                                         |
| 24 april 1982 | FC Wageningen | 0 – 0 | FC Volendam | Stadion: De Wageningse Berg, Wageningen Toeschouwers: 950 Scheidsrechter: Martin Bannet |
| 24 april 1982 |               |       |             | Stadion: De Wageningse Berg, Wageningen Toeschouwers: 950 Scheidsrechter: Martin Bannet |
| 24 april 1982 |               |       |             | Stadion: De Wageningse Berg, Wageningen Toeschouwers: 950 Scheidsrechter: Martin Bannet |
| 24 april 1982 |               |       |             | Stadion: De Wageningse Berg, Wageningen Toeschouwers: 950 Scheidsrechter: Martin Bannet |
|               |               |       |             |                                                                                         |

|               |                                             |       |                        |                                                                          |
| 24 april 1982 | SC Amersfoort                               | 2 – 2 | Telstar                | Stadion: Birkhoven, Amersfoort Toeschouwers: 750 Scheidsrechter: Jo Boss |
| 24 april 1982 | Simon Timorason 41' Ton van Loon 55' (pen.) |       | 53', 76' Joy SInt Jago | Stadion: Birkhoven, Amersfoort Toeschouwers: 750 Scheidsrechter: Jo Boss |
| 24 april 1982 |                                             |       |                        | Stadion: Birkhoven, Amersfoort Toeschouwers: 750 Scheidsrechter: Jo Boss |
| 24 april 1982 |                                             |       |                        | Stadion: Birkhoven, Amersfoort Toeschouwers: 750 Scheidsrechter: Jo Boss |
|               |                                             |       |                        |                                                                          |

|               |              |                       |                  |                                                                                                  |
| 25 april 1982 | FC Amsterdam | 0 – 1                 | FC Den Bosch '67 | Stadion: Olympisch Stadion (bijveld), Amsterdam Toeschouwers: 460 Scheidsrechter: Bouke Draaisma |
| 25 april 1982 |              | 56' Wim van der Horst |                  | Stadion: Olympisch Stadion (bijveld), Amsterdam Toeschouwers: 460 Scheidsrechter: Bouke Draaisma |
| 25 april 1982 |              |                       |                  | Stadion: Olympisch Stadion (bijveld), Amsterdam Toeschouwers: 460 Scheidsrechter: Bouke Draaisma |
| 25 april 1982 |              |                       |                  | Stadion: Olympisch Stadion (bijveld), Amsterdam Toeschouwers: 460 Scheidsrechter: Bouke Draaisma |
|               |              |                       |                  |                                                                                                  |

|               |        |                    |                 |                                                                                    |
| 25 april 1982 | DS '79 | 0 – 1              | Fortuna Sittard | Stadion: Krommedijk, Dordrecht Toeschouwers: 1500 Scheidsrechter: George Oetelmans |
| 25 april 1982 |        | 47' Hans Zuidersma |                 | Stadion: Krommedijk, Dordrecht Toeschouwers: 1500 Scheidsrechter: George Oetelmans |
| 25 april 1982 |        |                    |                 | Stadion: Krommedijk, Dordrecht Toeschouwers: 1500 Scheidsrechter: George Oetelmans |
| 25 april 1982 |        |                    |                 | Stadion: Krommedijk, Dordrecht Toeschouwers: 1500 Scheidsrechter: George Oetelmans |
|               |        |                    |                 |                                                                                    |

|               |                           |       |                                         |                                                                                    |
| 25 april 1982 | Excelsior                 | 1 – 2 | Eindhoven                               | Stadion: Woudestein, Rotterdam Toeschouwers: 2500 Scheidsrechter: Rob Mittelmeijer |
| 25 april 1982 | Albert Aaftink 22' (e.d.) |       | 16' Marius Methorst 26' Remy Reijnierse | Stadion: Woudestein, Rotterdam Toeschouwers: 2500 Scheidsrechter: Rob Mittelmeijer |
| 25 april 1982 |                           |       |                                         | Stadion: Woudestein, Rotterdam Toeschouwers: 2500 Scheidsrechter: Rob Mittelmeijer |
| 25 april 1982 |                           |       |                                         | Stadion: Woudestein, Rotterdam Toeschouwers: 2500 Scheidsrechter: Rob Mittelmeijer |
|               |                           |       |                                         |                                                                                    |

## Speelronde 31
|            |                                |       |               |                                                                            |
| 1 mei 1982 | Helmond Sport                  | 2 – 1 | SC Veendam    | Stadion: De Braak, Helmond Toeschouwers: 9000 Scheidsrechter: Rob Broekman |
| 1 mei 1982 | Ad de Wert 63' Harry Lubse 90' |       | 12' Rudy Metz | Stadion: De Braak, Helmond Toeschouwers: 9000 Scheidsrechter: Rob Broekman |
| 1 mei 1982 |                                |       |               | Stadion: De Braak, Helmond Toeschouwers: 9000 Scheidsrechter: Rob Broekman |
| 1 mei 1982 |                                |       |               | Stadion: De Braak, Helmond Toeschouwers: 9000 Scheidsrechter: Rob Broekman |
|            |                                |       |               |                                                                            |

|            |                  |                                    |        |                                                                                    |
| 1 mei 1982 | FC Den Bosch '67 | 0 – 2                              | FC VVV | Stadion: De Vliert, 's-Hertogenbosch Toeschouwers: 4000 Scheidsrechter: Peter Gans |
| 1 mei 1982 |                  | 39' Heinz Mostert 47' Bert Riether |        | Stadion: De Vliert, 's-Hertogenbosch Toeschouwers: 4000 Scheidsrechter: Peter Gans |
| 1 mei 1982 |                  |                                    |        | Stadion: De Vliert, 's-Hertogenbosch Toeschouwers: 4000 Scheidsrechter: Peter Gans |
| 1 mei 1982 |                  |                                    |        | Stadion: De Vliert, 's-Hertogenbosch Toeschouwers: 4000 Scheidsrechter: Peter Gans |
|            |                  |                                    |        |                                                                                    |

|            |               |       |            |                                                                                            |
| 1 mei 1982 | sc Heerenveen | 1 – 0 | SC Cambuur | Stadion: Gemeentelijk Sportpark, Heerenveen Toeschouwers: 10000 Scheidsrechter: Jan Keizer |
| 1 mei 1982 | Boy Nijgh 77' |       |            | Stadion: Gemeentelijk Sportpark, Heerenveen Toeschouwers: 10000 Scheidsrechter: Jan Keizer |
| 1 mei 1982 |               |       |            | Stadion: Gemeentelijk Sportpark, Heerenveen Toeschouwers: 10000 Scheidsrechter: Jan Keizer |
| 1 mei 1982 |               |       |            | Stadion: Gemeentelijk Sportpark, Heerenveen Toeschouwers: 10000 Scheidsrechter: Jan Keizer |
|            |               |       |            |                                                                                            |

|            |                  |       |               |                                                                                 |
| 1 mei 1982 | Telstar          | 1 – 0 | FC Wageningen | Stadion: Schoonenberg, Velsen Toeschouwers: 1500 Scheidsrechter: Arie de Munnik |
| 1 mei 1982 | André Wetzel 85' |       |               | Stadion: Schoonenberg, Velsen Toeschouwers: 1500 Scheidsrechter: Arie de Munnik |
| 1 mei 1982 |                  |       |               | Stadion: Schoonenberg, Velsen Toeschouwers: 1500 Scheidsrechter: Arie de Munnik |
| 1 mei 1982 |                  |       |               | Stadion: Schoonenberg, Velsen Toeschouwers: 1500 Scheidsrechter: Arie de Munnik |
|            |                  |       |               |                                                                                 |

|            |                                          |       |               |                                                                               |
| 1 mei 1982 | Fortuna Sittard                          | 2 – 0 | SC Amersfoort | Stadion: De Baandert, Sittard Toeschouwers: 5000 Scheidsrechter: Jan Severein |
| 1 mei 1982 | Theo van Well 63' Huub Smeets 65' (pen.) |       |               | Stadion: De Baandert, Sittard Toeschouwers: 5000 Scheidsrechter: Jan Severein |
| 1 mei 1982 |                                          |       |               | Stadion: De Baandert, Sittard Toeschouwers: 5000 Scheidsrechter: Jan Severein |
| 1 mei 1982 |                                          |       |               | Stadion: De Baandert, Sittard Toeschouwers: 5000 Scheidsrechter: Jan Severein |
|            |                                          |       |               |                                                                               |

|            |                  |       |                       |                                                                                 |
| 2 mei 1982 | FC Volendam      | 1 – 2 | Heracles '74          | Stadion: Volendam Stadion, Volendam Toeschouwers: 1000 Scheidsrechter: Jan Hobé |
| 2 mei 1982 | Dick Helling 88' |       | 58', 62' Hans Bossink | Stadion: Volendam Stadion, Volendam Toeschouwers: 1000 Scheidsrechter: Jan Hobé |
| 2 mei 1982 |                  |       |                       | Stadion: Volendam Stadion, Volendam Toeschouwers: 1000 Scheidsrechter: Jan Hobé |
| 2 mei 1982 |                  |       |                       | Stadion: Volendam Stadion, Volendam Toeschouwers: 1000 Scheidsrechter: Jan Hobé |
|            |                  |       |                       |                                                                                 |

|            |           |                       |     |                                                                                    |
| 2 mei 1982 | Eindhoven | 0 – 1                 | SVV | Stadion: Aalsterweg, Eindhoven Toeschouwers: 2500 Scheidsrechter: George Oetelmans |
| 2 mei 1982 |           | 52' Aad van der Vlist |     | Stadion: Aalsterweg, Eindhoven Toeschouwers: 2500 Scheidsrechter: George Oetelmans |
| 2 mei 1982 |           |                       |     | Stadion: Aalsterweg, Eindhoven Toeschouwers: 2500 Scheidsrechter: George Oetelmans |
| 2 mei 1982 |           |                       |     | Stadion: Aalsterweg, Eindhoven Toeschouwers: 2500 Scheidsrechter: George Oetelmans |
|            |           |                       |     |                                                                                    |

|            |              |       |                                |                                                                                       |
| 2 mei 1982 | Vitesse      | 1 – 2 | FC Amsterdam                   | Stadion: Nieuw-Monnikenhuize, Arnhem Toeschouwers: 2000 Scheidsrechter: Martin Bannet |
| 2 mei 1982 | Rudy Das 76' |       | 46' Eef Heijt 82' John Weijers | Stadion: Nieuw-Monnikenhuize, Arnhem Toeschouwers: 2000 Scheidsrechter: Martin Bannet |
| 2 mei 1982 |              |       |                                | Stadion: Nieuw-Monnikenhuize, Arnhem Toeschouwers: 2000 Scheidsrechter: Martin Bannet |
| 2 mei 1982 |              |       |                                | Stadion: Nieuw-Monnikenhuize, Arnhem Toeschouwers: 2000 Scheidsrechter: Martin Bannet |
|            |              |       |                                |                                                                                       |

|                  | |       |                      |                                                                              |
| 2 mei 1982 14:30 | Excelsior | 7 – 1 | DS '79               | Stadion: Woudestein, Rotterdam Toeschouwers: 2800 Scheidsrechter: Bep Thomas |
| 2 mei 1982 14:30 | Makkie Nijssen 2' Piet den Boer 10' Ton Pattinama 38' Eddy Ridderhof 45' Rini Plasmans 49' Frans Struis 75' Henk van Goozen 80' |       | 64' Henk van Leeuwen | Stadion: Woudestein, Rotterdam Toeschouwers: 2800 Scheidsrechter: Bep Thomas |
| 2 mei 1982 14:30 | |       |                      | Stadion: Woudestein, Rotterdam Toeschouwers: 2800 Scheidsrechter: Bep Thomas |
| 2 mei 1982 14:30 | |       |                      | Stadion: Woudestein, Rotterdam Toeschouwers: 2800 Scheidsrechter: Bep Thomas |
|                  | |       |                      |                                                                              |

## Speelronde 32
|            |            |                                             |                  |                                                                            |
| 8 mei 1982 | SC Veendam | 0 – 2                                       | FC Den Bosch '67 | Stadion: De Langeleegte, Veendam Toeschouwers: 800 Scheidsrechter: Jo Boss |
| 8 mei 1982 |            | 31' Wim van der Horst 52' Roger Schouwenaar |                  | Stadion: De Langeleegte, Veendam Toeschouwers: 800 Scheidsrechter: Jo Boss |
| 8 mei 1982 |            |                                             |                  | Stadion: De Langeleegte, Veendam Toeschouwers: 800 Scheidsrechter: Jo Boss |
| 8 mei 1982 |            |                                             |                  | Stadion: De Langeleegte, Veendam Toeschouwers: 800 Scheidsrechter: Jo Boss |
|            |            |                                             |                  |                                                                            |

|            |                |       |                 |                                                                                    |
| 8 mei 1982 | SC Cambuur     | 1 – 1 | FC Volendam     | Stadion: Cambuurstadion, Leeuwarden Toeschouwers: 1800 Scheidsrechter: Hans Folmer |
| 8 mei 1982 | Foeke Booy 23' |       | 8' Dick Helling | Stadion: Cambuurstadion, Leeuwarden Toeschouwers: 1800 Scheidsrechter: Hans Folmer |
| 8 mei 1982 |                |       |                 | Stadion: Cambuurstadion, Leeuwarden Toeschouwers: 1800 Scheidsrechter: Hans Folmer |
| 8 mei 1982 |                |       |                 | Stadion: Cambuurstadion, Leeuwarden Toeschouwers: 1800 Scheidsrechter: Hans Folmer |
|            |                |       |                 |                                                                                    |

|            |              |                                |         |                                                                                   |
| 8 mei 1982 | Heracles '74 | 0 – 2                          | Telstar | Stadion: Bornsestraat, Almelo Toeschouwers: 1000 Scheidsrechter: Huug van der Ent |
| 8 mei 1982 |              | 2' Floor Buma 49' Ton Kamphues |         | Stadion: Bornsestraat, Almelo Toeschouwers: 1000 Scheidsrechter: Huug van der Ent |
| 8 mei 1982 |              |                                |         | Stadion: Bornsestraat, Almelo Toeschouwers: 1000 Scheidsrechter: Huug van der Ent |
| 8 mei 1982 |              |                                |         | Stadion: Bornsestraat, Almelo Toeschouwers: 1000 Scheidsrechter: Huug van der Ent |
|            |              |                                |         |                                                                                   |

|            |                                   |       |                 |                                                                                             |
| 8 mei 1982 | FC Wageningen                     | 2 – 0 | Fortuna Sittard | Stadion: De Wageningse Berg, Wageningen Toeschouwers: 3000 Scheidsrechter: Rob Mittelmeijer |
| 8 mei 1982 | Craig Norrie 19' Ben Rietveld 57' |       |                 | Stadion: De Wageningse Berg, Wageningen Toeschouwers: 3000 Scheidsrechter: Rob Mittelmeijer |
| 8 mei 1982 |                                   |       |                 | Stadion: De Wageningse Berg, Wageningen Toeschouwers: 3000 Scheidsrechter: Rob Mittelmeijer |
| 8 mei 1982 |                                   |       |                 | Stadion: De Wageningse Berg, Wageningen Toeschouwers: 3000 Scheidsrechter: Rob Mittelmeijer |
|            |                                   |       |                 |                                                                                             |

|            |                         |       |                                                    |                                                                                |
| 8 mei 1982 | SC Amersfoort           | 1 – 5 | Excelsior                                          | Stadion: Birkhoven, Amersfoort Toeschouwers: 300 Scheidsrechter: Geert Elzinga |
| 8 mei 1982 | Jan van Leijenhorst 45' |       | 20', 69', 75', 79' Piet den Boer 62' Rini Plasmans | Stadion: Birkhoven, Amersfoort Toeschouwers: 300 Scheidsrechter: Geert Elzinga |
| 8 mei 1982 |                         |       |                                                    | Stadion: Birkhoven, Amersfoort Toeschouwers: 300 Scheidsrechter: Geert Elzinga |
| 8 mei 1982 |                         |       |                                                    | Stadion: Birkhoven, Amersfoort Toeschouwers: 300 Scheidsrechter: Geert Elzinga |
|            |                         |       |                                                    |                                                                                |

|            |                                                                                    |       |                                          |                                                                             |
| 8 mei 1982 | FC VVV                                                                             | 6 – 2 | Vitesse                                  | Stadion: De Koel, Venlo Toeschouwers: 3200 Scheidsrechter: George Oetelmans |
| 8 mei 1982 | Mario Verlijsdonk 17', 55', 84' Willy Bothmer 48' Bert Riether 62' Jos Luhukay 75' |       | 35' Dick Schneider 68' Guus van Oosterom | Stadion: De Koel, Venlo Toeschouwers: 3200 Scheidsrechter: George Oetelmans |
| 8 mei 1982 |                                                                                    |       |                                          | Stadion: De Koel, Venlo Toeschouwers: 3200 Scheidsrechter: George Oetelmans |
| 8 mei 1982 |                                                                                    |       |                                          | Stadion: De Koel, Venlo Toeschouwers: 3200 Scheidsrechter: George Oetelmans |
|            |                                                                                    |       |                                          |                                                                             |

|            |                                                        |       |               |                                                                           |
| 9 mei 1982 | SVV                                                    | 3 – 0 | Helmond Sport | Stadion: Harga, Schiedam Toeschouwers: 2500 Scheidsrechter: Wil de Vrieze |
| 9 mei 1982 | Jan Könemann 53' Harry Meijboom 60' Richard Dercks 61' |       |               | Stadion: Harga, Schiedam Toeschouwers: 2500 Scheidsrechter: Wil de Vrieze |
| 9 mei 1982 |                                                        |       |               | Stadion: Harga, Schiedam Toeschouwers: 2500 Scheidsrechter: Wil de Vrieze |
| 9 mei 1982 |                                                        |       |               | Stadion: Harga, Schiedam Toeschouwers: 2500 Scheidsrechter: Wil de Vrieze |
|            |                                                        |       |               |                                                                           |

|            |                                       |       |                                         | |
| 9 mei 1982 | FC Amsterdam                          | 2 – 4 | sc Heerenveen                           | Stadion: Olympisch Stadion (bijveld), Amsterdam Toeschouwers: 1200 Scheidsrechter: Chris van der Laar |
| 9 mei 1982 | Hans Bouwmeester 48' John Weijers 89' |       | 29', 64' Eddy Bosman 42', 45' Boy Nijgh | Stadion: Olympisch Stadion (bijveld), Amsterdam Toeschouwers: 1200 Scheidsrechter: Chris van der Laar |
| 9 mei 1982 |                                       |       |                                         | Stadion: Olympisch Stadion (bijveld), Amsterdam Toeschouwers: 1200 Scheidsrechter: Chris van der Laar |
| 9 mei 1982 |                                       |       |                                         | Stadion: Olympisch Stadion (bijveld), Amsterdam Toeschouwers: 1200 Scheidsrechter: Chris van der Laar |
|            |                                       |       |                                         | |

|                  |                                                      |       |                   |                                                                                |
| 9 mei 1982 14:30 | DS '79                                               | 3 – 1 | Eindhoven         | Stadion: Krommedijk, Dordrecht Toeschouwers: 1250 Scheidsrechter: Rob Broekman |
| 9 mei 1982 14:30 | Anne Evers 11' Peter Matena 17' Henk van Leeuwen 68' |       | 31' Ricardo Moniz | Stadion: Krommedijk, Dordrecht Toeschouwers: 1250 Scheidsrechter: Rob Broekman |
| 9 mei 1982 14:30 |                                                      |       |                   | Stadion: Krommedijk, Dordrecht Toeschouwers: 1250 Scheidsrechter: Rob Broekman |
| 9 mei 1982 14:30 |                                                      |       |                   | Stadion: Krommedijk, Dordrecht Toeschouwers: 1250 Scheidsrechter: Rob Broekman |
|                  |                                                      |       |                   |                                                                                |

## Speelronde 33
|             |                                                |       |                                                                  |                                                                               |
| 16 mei 1982 | Eindhoven                                      | 3 – 3 | Helmond Sport                                                    | Stadion: Aalsterweg, Eindhoven Toeschouwers: 5000 Scheidsrechter: Hans Folmer |
| 16 mei 1982 | Henk Lemmens 44', 90' Chris Bruinen 59' (pen.) |       | 17' Johan van der Hooft 37' Henny van de Ven 58' Hans Strijbosch | Stadion: Aalsterweg, Eindhoven Toeschouwers: 5000 Scheidsrechter: Hans Folmer |
| 16 mei 1982 |                                                |       |                                                                  | Stadion: Aalsterweg, Eindhoven Toeschouwers: 5000 Scheidsrechter: Hans Folmer |
| 16 mei 1982 |                                                |       |                                                                  | Stadion: Aalsterweg, Eindhoven Toeschouwers: 5000 Scheidsrechter: Hans Folmer |
|             |                                                |       |                                                                  |                                                                               |

|             |                                            |       |                       |                                                                                            |
| 16 mei 1982 | FC Den Bosch '67                           | 2 – 1 | SVV                   | Stadion: De Vliert, 's-Hertogenbosch Toeschouwers: 1500 Scheidsrechter: Henk van Ettekoven |
| 16 mei 1982 | Roger Schouwenaar 3' Wim van der Horst 61' |       | 44' Aad van der Vlist | Stadion: De Vliert, 's-Hertogenbosch Toeschouwers: 1500 Scheidsrechter: Henk van Ettekoven |
| 16 mei 1982 |                                            |       |                       | Stadion: De Vliert, 's-Hertogenbosch Toeschouwers: 1500 Scheidsrechter: Henk van Ettekoven |
| 16 mei 1982 |                                            |       |                       | Stadion: De Vliert, 's-Hertogenbosch Toeschouwers: 1500 Scheidsrechter: Henk van Ettekoven |
|             |                                            |       |                       |                                                                                            |

|             |                                          |       |                                         |                                                                                          |
| 16 mei 1982 | Vitesse                                  | 2 – 2 | SC Veendam                              | Stadion: Nieuw-Monnikenhuize, Arnhem Toeschouwers: 1000 Scheidsrechter: Rob Mittelmeijer |
| 16 mei 1982 | Guus van Oosterom 66' Dick Schneider 82' |       | 17' Wim Swart 67' (e.d.) Dick Schneider | Stadion: Nieuw-Monnikenhuize, Arnhem Toeschouwers: 1000 Scheidsrechter: Rob Mittelmeijer |
| 16 mei 1982 |                                          |       |                                         | Stadion: Nieuw-Monnikenhuize, Arnhem Toeschouwers: 1000 Scheidsrechter: Rob Mittelmeijer |
| 16 mei 1982 |                                          |       |                                         | Stadion: Nieuw-Monnikenhuize, Arnhem Toeschouwers: 1000 Scheidsrechter: Rob Mittelmeijer |
|             |                                          |       |                                         |                                                                                          |

|             |               |                       |        |                                                                                                   |
| 16 mei 1982 | sc Heerenveen | 0 – 2                 | FC VVV | Stadion: Gemeentelijk Sportpark, Heerenveen Toeschouwers: 4500 Scheidsrechter: Gerard de Schepper |
| 16 mei 1982 |               | 49', 67' Peter Ressel |        | Stadion: Gemeentelijk Sportpark, Heerenveen Toeschouwers: 4500 Scheidsrechter: Gerard de Schepper |
| 16 mei 1982 |               |                       |        | Stadion: Gemeentelijk Sportpark, Heerenveen Toeschouwers: 4500 Scheidsrechter: Gerard de Schepper |
| 16 mei 1982 |               |                       |        | Stadion: Gemeentelijk Sportpark, Heerenveen Toeschouwers: 4500 Scheidsrechter: Gerard de Schepper |
|             |               |                       |        |                                                                                                   |

|             |                                     |       |                  |                                                                                      |
| 16 mei 1982 | FC Volendam                         | 2 – 1 | FC Amsterdam     | Stadion: Volendam Stadion, Volendam Toeschouwers: 1400 Scheidsrechter: Chris Verhoef |
| 16 mei 1982 | Bas du Mortier 49' Theo Mooijer 69' |       | 54' Jan Royé jr. | Stadion: Volendam Stadion, Volendam Toeschouwers: 1400 Scheidsrechter: Chris Verhoef |
| 16 mei 1982 |                                     |       |                  | Stadion: Volendam Stadion, Volendam Toeschouwers: 1400 Scheidsrechter: Chris Verhoef |
| 16 mei 1982 |                                     |       |                  | Stadion: Volendam Stadion, Volendam Toeschouwers: 1400 Scheidsrechter: Chris Verhoef |
|             |                                     |       |                  |                                                                                      |

|             |                                          |       |                 |                                                                               |
| 16 mei 1982 | Telstar                                  | 3 – 1 | SC Cambuur      | Stadion: Schoonenberg, Velsen Toeschouwers: 1700 Scheidsrechter: Rob Broekman |
| 16 mei 1982 | Henk ten Cate 53', 79' Joy Sint Jago 59' |       | 84' Jos Peltzer | Stadion: Schoonenberg, Velsen Toeschouwers: 1700 Scheidsrechter: Rob Broekman |
| 16 mei 1982 |                                          |       |                 | Stadion: Schoonenberg, Velsen Toeschouwers: 1700 Scheidsrechter: Rob Broekman |
| 16 mei 1982 |                                          |       |                 | Stadion: Schoonenberg, Velsen Toeschouwers: 1700 Scheidsrechter: Rob Broekman |
|             |                                          |       |                 |                                                                               |

|             |                                         |       |                  |                                                                             |
| 16 mei 1982 | Fortuna Sittard                         | 3 – 1 | Heracles '74     | Stadion: De Baandert, Sittard Toeschouwers: 8000 Scheidsrechter: Bep Thomas |
| 16 mei 1982 | Mario Eleveld 3' Wim Koevermans 6', 65' |       | 48' Hans Bossink | Stadion: De Baandert, Sittard Toeschouwers: 8000 Scheidsrechter: Bep Thomas |
| 16 mei 1982 |                                         |       |                  | Stadion: De Baandert, Sittard Toeschouwers: 8000 Scheidsrechter: Bep Thomas |
| 16 mei 1982 |                                         |       |                  | Stadion: De Baandert, Sittard Toeschouwers: 8000 Scheidsrechter: Bep Thomas |
|             |                                         |       |                  |                                                                             |

|             |                                    |       |               |                                                                              |
| 16 mei 1982 | Excelsior                          | 2 – 0 | FC Wageningen | Stadion: Woudestein, Rotterdam Toeschouwers: 2200 Scheidsrechter: Peter Gans |
| 16 mei 1982 | Piet den Boer 19' Frans Struis 48' |       |               | Stadion: Woudestein, Rotterdam Toeschouwers: 2200 Scheidsrechter: Peter Gans |
| 16 mei 1982 |                                    |       |               | Stadion: Woudestein, Rotterdam Toeschouwers: 2200 Scheidsrechter: Peter Gans |
| 16 mei 1982 |                                    |       |               | Stadion: Woudestein, Rotterdam Toeschouwers: 2200 Scheidsrechter: Peter Gans |
|             |                                    |       |               |                                                                              |

|             |                                                                   |       |               |                                                                                 |
| 16 mei 1982 | DS '79                                                            | 4 – 0 | SC Amersfoort | Stadion: Krommedijk, Dordrecht Toeschouwers: 1200 Scheidsrechter: Dick van Riel |
| 16 mei 1982 | Cor Lems 20' Anne Evers 45' Hakim Braham 50' Henk van Leeuwen 76' |       |               | Stadion: Krommedijk, Dordrecht Toeschouwers: 1200 Scheidsrechter: Dick van Riel |
| 16 mei 1982 |                                                                   |       |               | Stadion: Krommedijk, Dordrecht Toeschouwers: 1200 Scheidsrechter: Dick van Riel |
| 16 mei 1982 |                                                                   |       |               | Stadion: Krommedijk, Dordrecht Toeschouwers: 1200 Scheidsrechter: Dick van Riel |
|             |                                                                   |       |               |                                                                                 |

## Speelronde 34
|                   |                |       |                  |                                                                                |
| 20 mei 1982 14:30 | Helmond Sport  | 1 – 1 | FC Den Bosch '67 | Stadion: De Braak, Helmond Toeschouwers: 7500 Scheidsrechter: Rob Mittelmeijer |
| 20 mei 1982 14:30 | Robert Cox 76' |       | 82' Arie Romijn  | Stadion: De Braak, Helmond Toeschouwers: 7500 Scheidsrechter: Rob Mittelmeijer |
| 20 mei 1982 14:30 |                |       |                  | Stadion: De Braak, Helmond Toeschouwers: 7500 Scheidsrechter: Rob Mittelmeijer |
| 20 mei 1982 14:30 |                |       |                  | Stadion: De Braak, Helmond Toeschouwers: 7500 Scheidsrechter: Rob Mittelmeijer |
|                   |                |       |                  |                                                                                |

|             |                  |       |              |                                                                        |
| 20 mei 1982 | SVV              | 1 – 1 | Vitesse      | Stadion: Harga, Schiedam Toeschouwers: 500 Scheidsrechter: Hans Folmer |
| 20 mei 1982 | Cor Peitsman 68' |       | 33' Rudy Das | Stadion: Harga, Schiedam Toeschouwers: 500 Scheidsrechter: Hans Folmer |
| 20 mei 1982 |                  |       |              | Stadion: Harga, Schiedam Toeschouwers: 500 Scheidsrechter: Hans Folmer |
| 20 mei 1982 |                  |       |              | Stadion: Harga, Schiedam Toeschouwers: 500 Scheidsrechter: Hans Folmer |
|             |                  |       |              |                                                                        |

|             |                                  |       |               |                                                                                  |
| 20 mei 1982 | SC Veendam                       | 2 – 1 | sc Heerenveen | Stadion: De Langeleegte, Veendam Toeschouwers: 700 Scheidsrechter: Gerard Geurds |
| 20 mei 1982 | Rudy Metz 75' Eddie Klooster 77' |       | 68' Boy Nijgh | Stadion: De Langeleegte, Veendam Toeschouwers: 700 Scheidsrechter: Gerard Geurds |
| 20 mei 1982 |                                  |       |               | Stadion: De Langeleegte, Veendam Toeschouwers: 700 Scheidsrechter: Gerard Geurds |
| 20 mei 1982 |                                  |       |               | Stadion: De Langeleegte, Veendam Toeschouwers: 700 Scheidsrechter: Gerard Geurds |
|             |                                  |       |               |                                                                                  |

|             |                                                   |       |                                |                                                                          |
| 20 mei 1982 | FC VVV                                            | 3 – 2 | FC Volendam                    | Stadion: De Koel, Venlo Toeschouwers: 1800 Scheidsrechter: Dick van Riel |
| 20 mei 1982 | Jos Luhukay 9' John Taihuttu 54' Bert Riether 65' |       | 44' Jan Tol 89' Bas du Mortier | Stadion: De Koel, Venlo Toeschouwers: 1800 Scheidsrechter: Dick van Riel |
| 20 mei 1982 |                                                   |       |                                | Stadion: De Koel, Venlo Toeschouwers: 1800 Scheidsrechter: Dick van Riel |
| 20 mei 1982 |                                                   |       |                                | Stadion: De Koel, Venlo Toeschouwers: 1800 Scheidsrechter: Dick van Riel |
|             |                                                   |       |                                |                                                                          |

|             |              |                |         |                                                                                                |
| 20 mei 1982 | FC Amsterdam | 0 – 1          | Telstar | Stadion: Olympisch Stadion (bijveld), Amsterdam Toeschouwers: 1400 Scheidsrechter: Cees Bakker |
| 20 mei 1982 |              | 24' Floor Buma |         | Stadion: Olympisch Stadion (bijveld), Amsterdam Toeschouwers: 1400 Scheidsrechter: Cees Bakker |
| 20 mei 1982 |              |                |         | Stadion: Olympisch Stadion (bijveld), Amsterdam Toeschouwers: 1400 Scheidsrechter: Cees Bakker |
| 20 mei 1982 |              |                |         | Stadion: Olympisch Stadion (bijveld), Amsterdam Toeschouwers: 1400 Scheidsrechter: Cees Bakker |
|             |              |                |         |                                                                                                |

|             |            |                               |                 |                                                                                       |
| 20 mei 1982 | SC Cambuur | 0 – 2                         | Fortuna Sittard | Stadion: Cambuurstadion, Leeuwarden Toeschouwers: 1500 Scheidsrechter: Bouke Draaisma |
| 20 mei 1982 |            | 6' Tiny Ruijs 30' Huub Smeets |                 | Stadion: Cambuurstadion, Leeuwarden Toeschouwers: 1500 Scheidsrechter: Bouke Draaisma |
| 20 mei 1982 |            |                               |                 | Stadion: Cambuurstadion, Leeuwarden Toeschouwers: 1500 Scheidsrechter: Bouke Draaisma |
| 20 mei 1982 |            |                               |                 | Stadion: Cambuurstadion, Leeuwarden Toeschouwers: 1500 Scheidsrechter: Bouke Draaisma |
|             |            |                               |                 |                                                                                       |

|             |                                   |       |                                                              |                                                                                   |
| 20 mei 1982 | Heracles '74                      | 2 – 4 | Excelsior                                                    | Stadion: Bornsestraat, Almelo Toeschouwers: 1000 Scheidsrechter: George Oetelmans |
| 20 mei 1982 | Herman Voshaar 42' Han Unaola 78' |       | 16' Piet den Boer 22', 49' Makkie Nijssen 86' Eddy Ridderhof | Stadion: Bornsestraat, Almelo Toeschouwers: 1000 Scheidsrechter: George Oetelmans |
| 20 mei 1982 |                                   |       |                                                              | Stadion: Bornsestraat, Almelo Toeschouwers: 1000 Scheidsrechter: George Oetelmans |
| 20 mei 1982 |                                   |       |                                                              | Stadion: Bornsestraat, Almelo Toeschouwers: 1000 Scheidsrechter: George Oetelmans |
|             |                                   |       |                                                              |                                                                                   |

|             |                                    |       |                                                                 |                                                                                              |
| 20 mei 1982 | FC Wageningen                      | 2 – 3 | DS '79                                                          | Stadion: De Wageningse Berg, Wageningen Toeschouwers: 600 Scheidsrechter: Gerard de Schepper |
| 20 mei 1982 | Herman den Haag 4' André Hagen 86' |       | 5' Ad van der Linden 61' (pen.) Anne Evers 78' Henk van Leeuwen | Stadion: De Wageningse Berg, Wageningen Toeschouwers: 600 Scheidsrechter: Gerard de Schepper |
| 20 mei 1982 |                                    |       |                                                                 | Stadion: De Wageningse Berg, Wageningen Toeschouwers: 600 Scheidsrechter: Gerard de Schepper |
| 20 mei 1982 |                                    |       |                                                                 | Stadion: De Wageningse Berg, Wageningen Toeschouwers: 600 Scheidsrechter: Gerard de Schepper |
|             |                                    |       |                                                                 |                                                                                              |

|             |                                                               |       |                    |                                                                                 |
| 20 mei 1982 | Eindhoven                                                     | 4 – 1 | SC Amersfoort      | Stadion: Aalsterweg, Eindhoven Toeschouwers: 1800 Scheidsrechter: Martin Bannet |
| 20 mei 1982 | Pascal Maas 31' Peter Vreven 56', 88' Jacques van der Pas 70' |       | 76' Meindert Vlugt | Stadion: Aalsterweg, Eindhoven Toeschouwers: 1800 Scheidsrechter: Martin Bannet |
| 20 mei 1982 |                                                               |       |                    | Stadion: Aalsterweg, Eindhoven Toeschouwers: 1800 Scheidsrechter: Martin Bannet |
| 20 mei 1982 |                                                               |       |                    | Stadion: Aalsterweg, Eindhoven Toeschouwers: 1800 Scheidsrechter: Martin Bannet |
|             |                                                               |       |                    |                                                                                 |

## Voetnoten
SC Amersfoort ·
FC Amsterdam ·
FC Den Bosch '67 ·
SC Cambuur ·
DS '79 ·
Eindhoven ·
Excelsior ·
Fortuna Sittard ·
sc Heerenveen ·
Helmond Sport ·
Heracles '74 ·
SVV ·
Telstar ·
SC Veendam ·
Vitesse ·
FC Volendam ·
FC VVV ·
FC Wageningen